# Жастар рухы
Жастар Рухы (каз. Жастар Рухы — дух молодёжи), в 2008—2022 годах — Жас Отан (каз. жас — молодой, молодёжь, каз. Отан — Отечество) — молодёжное крыло казахстанской партии «Аманат», которое было создано в форме общественного объединения на I съезде «Жас Отана» 14 мая 2008 года в Астане. В июле 2022 года организация была переименована в «Жастар Рухы».
Организация имеет филиалы во всех областях страны, городах Астана, Алма-Ата и Шымкент, а также отделения на районном и городском уровне: региональные филиалы — 17, городские отделения — 37, районные отделения — 171, отделения на предприятиях — 230, отделения в ВУЗах — 96. В центральный совет молодёжного крыла входят депутаты Мажилиса Парламента Казахстана, Маслихатов всех уровней, лидеры молодёжных НПО, молодые спортсмены и деятели культуры. Численность организации на 2019 год составляла более 106 тысяч членов. Председателем организации является Акерке Искандерова..

## История

### До регистрации

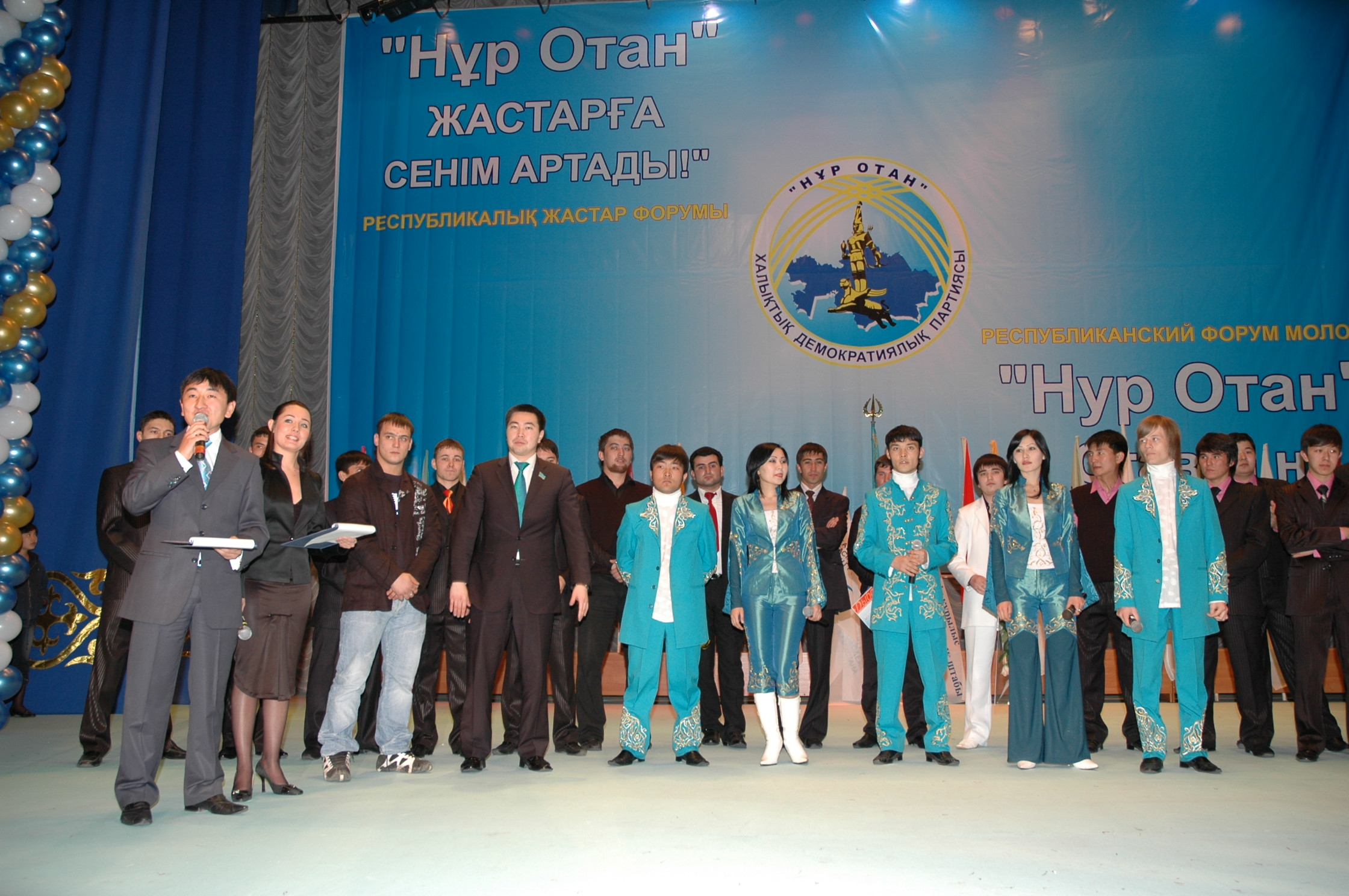
Молодёжный форум партии «Нур Отан» — «Ставка на молодёжь!».
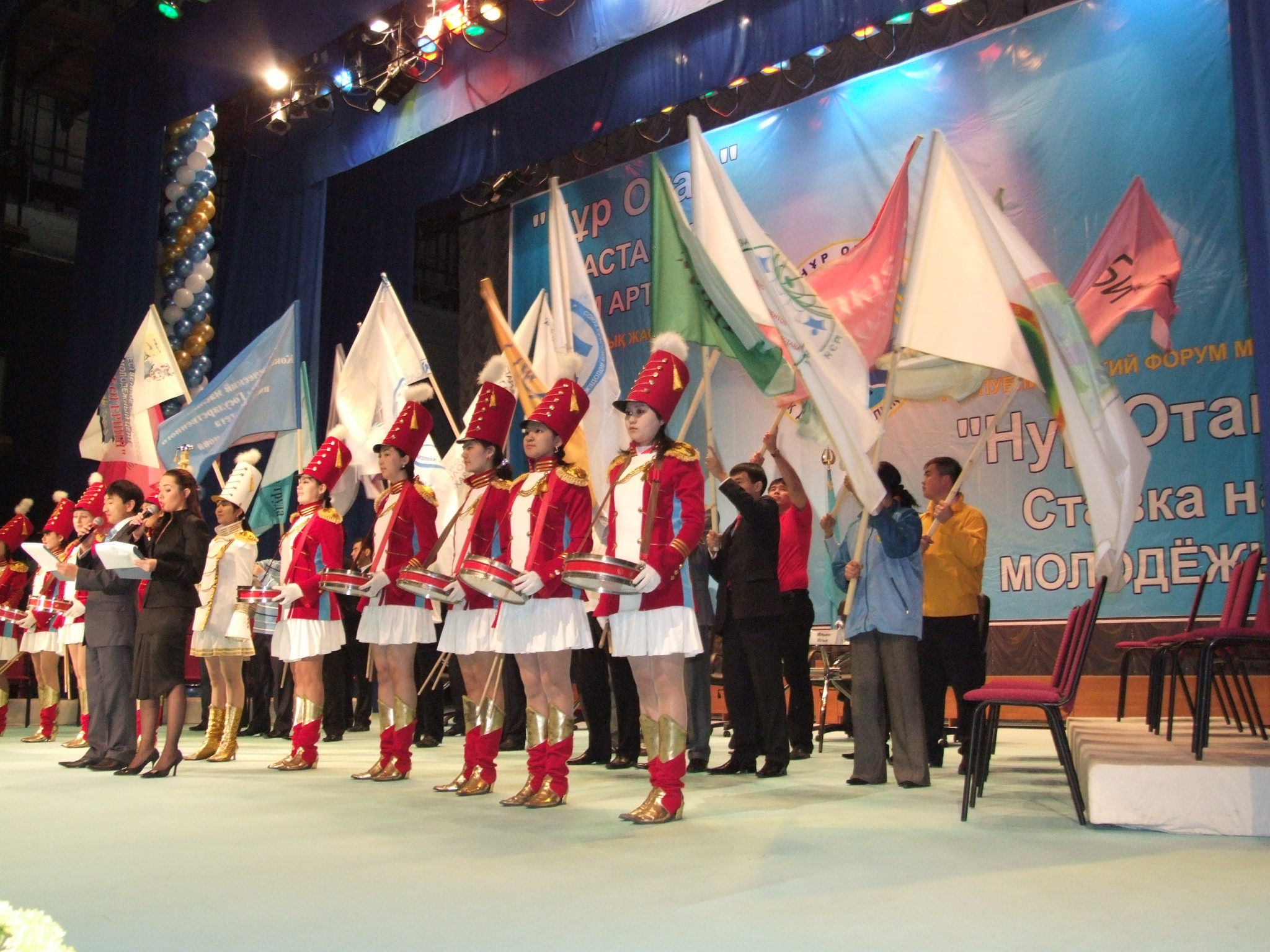
Форум «Ставка на молодёжь!».
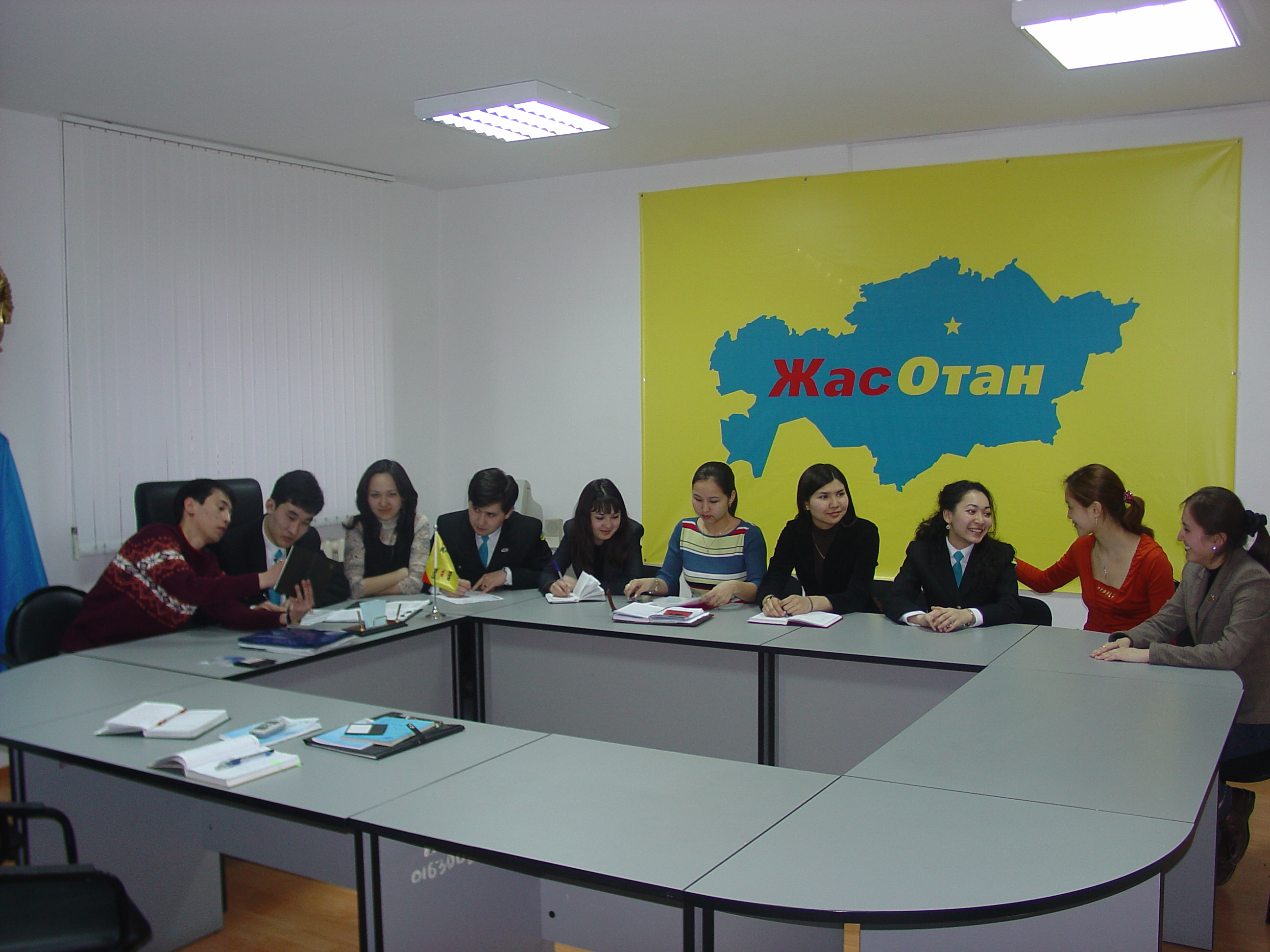
За круглым столом.

До 2008 года молодёжное крыло партии «Нур Отан» не имело самостоятельного юридического лица. 25 ноября 2006 года на заседании политсовета Республиканской политической партии «Отан» исполняющий обязанности председателя партии Бакытжан Жумагулов в своём докладе отметил, что за прошедшие 1,5 года не было проведено ни одного заседания республиканского совета молодёжного крыла «Жастар Рухы», а его руководство проводило разовые, не связанные между собой мероприятия. Перед политсоветом партии, центральным аппаратом, всеми филиалами и представительствами была поставлена задача в срочном порядке продумать вопросы активизации работы с молодёжью и представить программу действий в данном направлении.

### Учредительный съезд

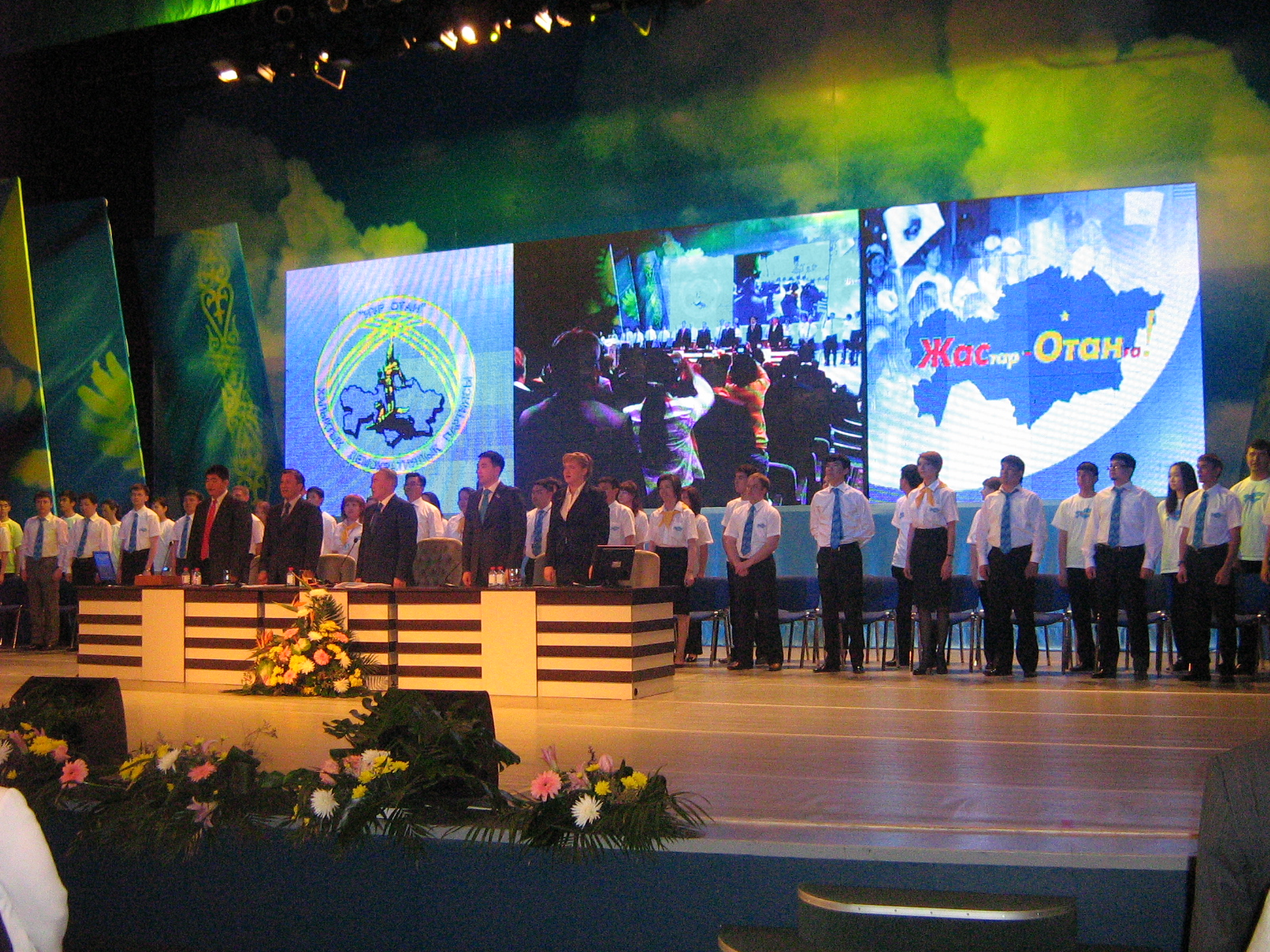
Исполнение гимна.

17 января 2008 года на расширенном заседании политического совета партии «Нұр Отан» президент Казахстана Нурсултан Назарбаев предложил провести весной съезд молодёжного крыла Народно-демократической партии «Нұр Отан» — «Жас Отан».
14 мая 2008 года в Астане с участием президента Казахстана Нурсултана Назарбаева прошёл I съезд молодёжного крыла «Жас Отан» при партии «Нұр Отан». До І съезда «Жас Отана» по инициативе партии «Нұр Отан» были проведены парламентские слушания по обсуждению Закона «О государственной молодёжной политике в Республике Казахстан», во всех областях страны прошли молодёжные конференции, на которых был утверждён список из 310 делегатов на съезд. В съезде также приняли участие лидеры молодёжных организаций Казахстана, члены партии и бюро политсовета, руководители Администрации президента Казахстана, депутаты Парламента, представители правительства, Ассамблеи народа Казахстана, СМИ, НПО, а также лидеры зарубежных молодежных организаций. Делегатами I съезда были утверждены Устав общественного объединения и Стратегия действий на 2008—2011 годы, исполнительным секретарём организации был избран Нурлан Утешев.
В своём выступлении на съезде президент поставил перед организацией ряд первоочередных задач, призванных создать все необходимые условия, при которых каждый молодой гражданин Казахстана смог бы реализовать свой потенциал, стать самодостаточной и конкурентоспособной личностью, а также отметил роль созданной организации в реализации государственной молодёжной политики:
Дорогие юноши и девушки!
Одними усилиями государства трудно решить все проблемы в молодёжной сфере. Очень многое зависит от гражданской позиции и энергии самих молодёжных объединений. Об этом вы сами говорили.

Я глубоко убеждён, что «Жас Отан» может принять на себя очень важные цели общенационального характера, став одним из главных механизмов социализации молодёжи, формирования у молодого поколения прогрессивных представлений и современных ценностей.

I съезд молодёжного крыла «Жас Отан»
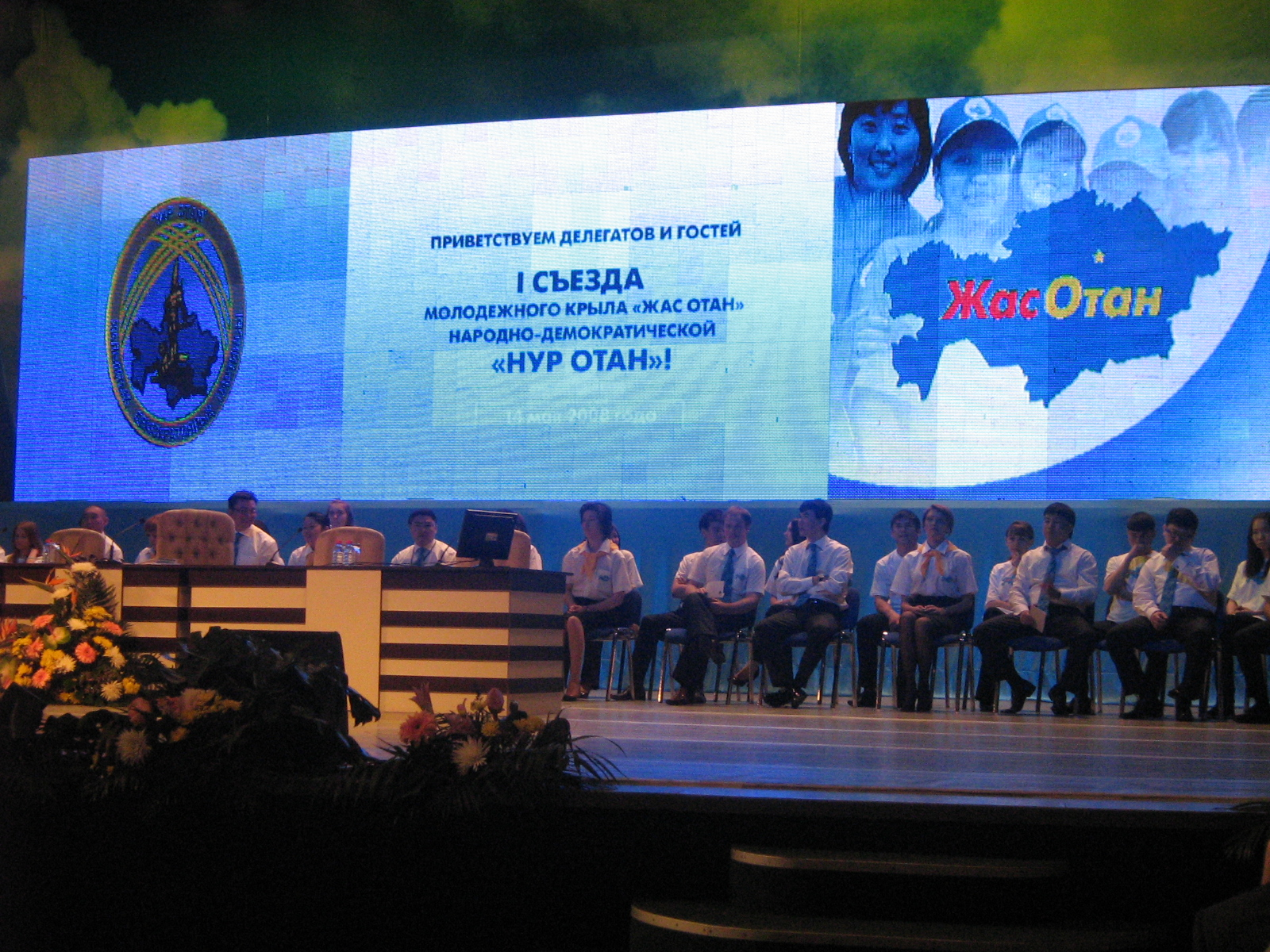
Центральный совет «Жас Отана»
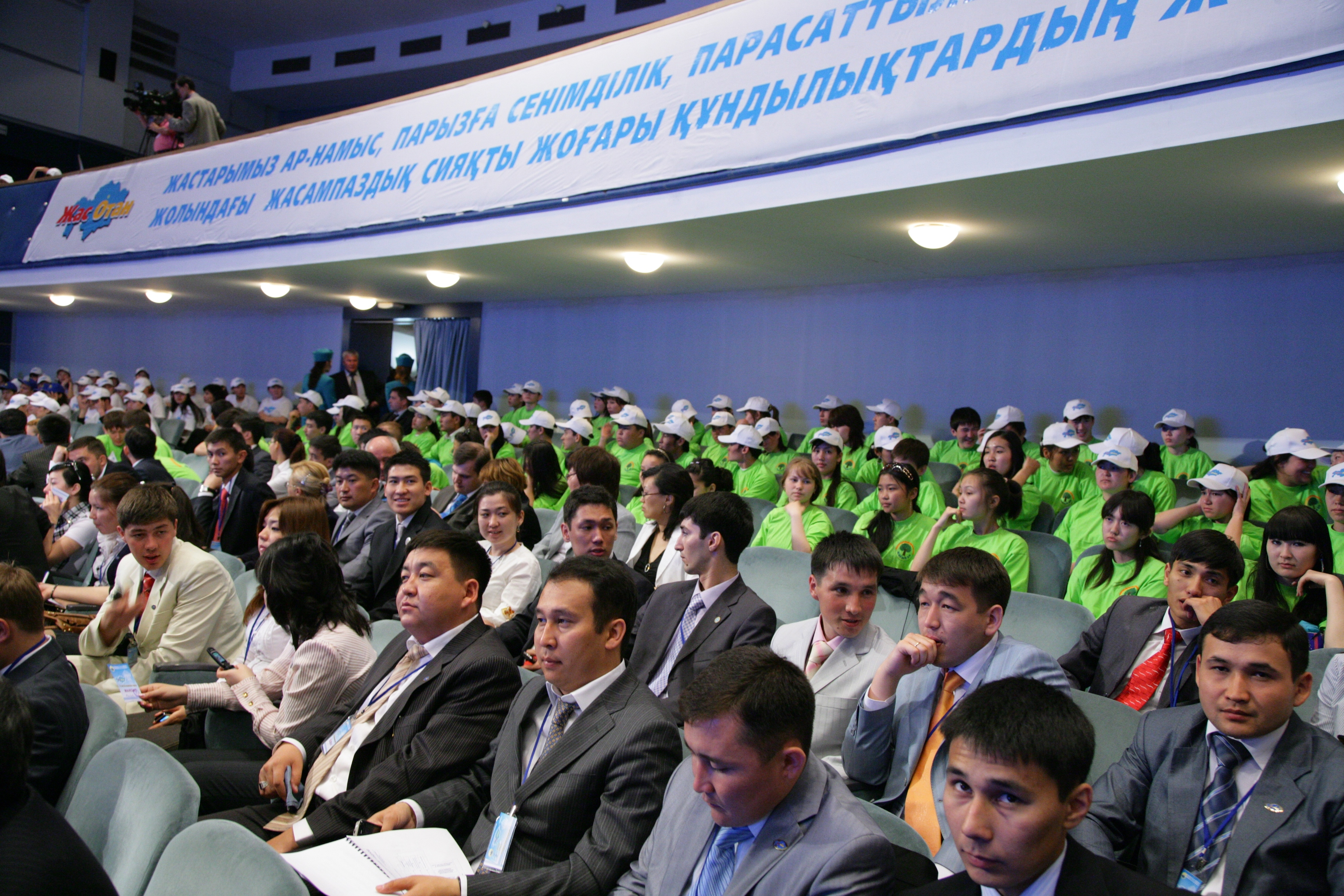
Делегаты съезда
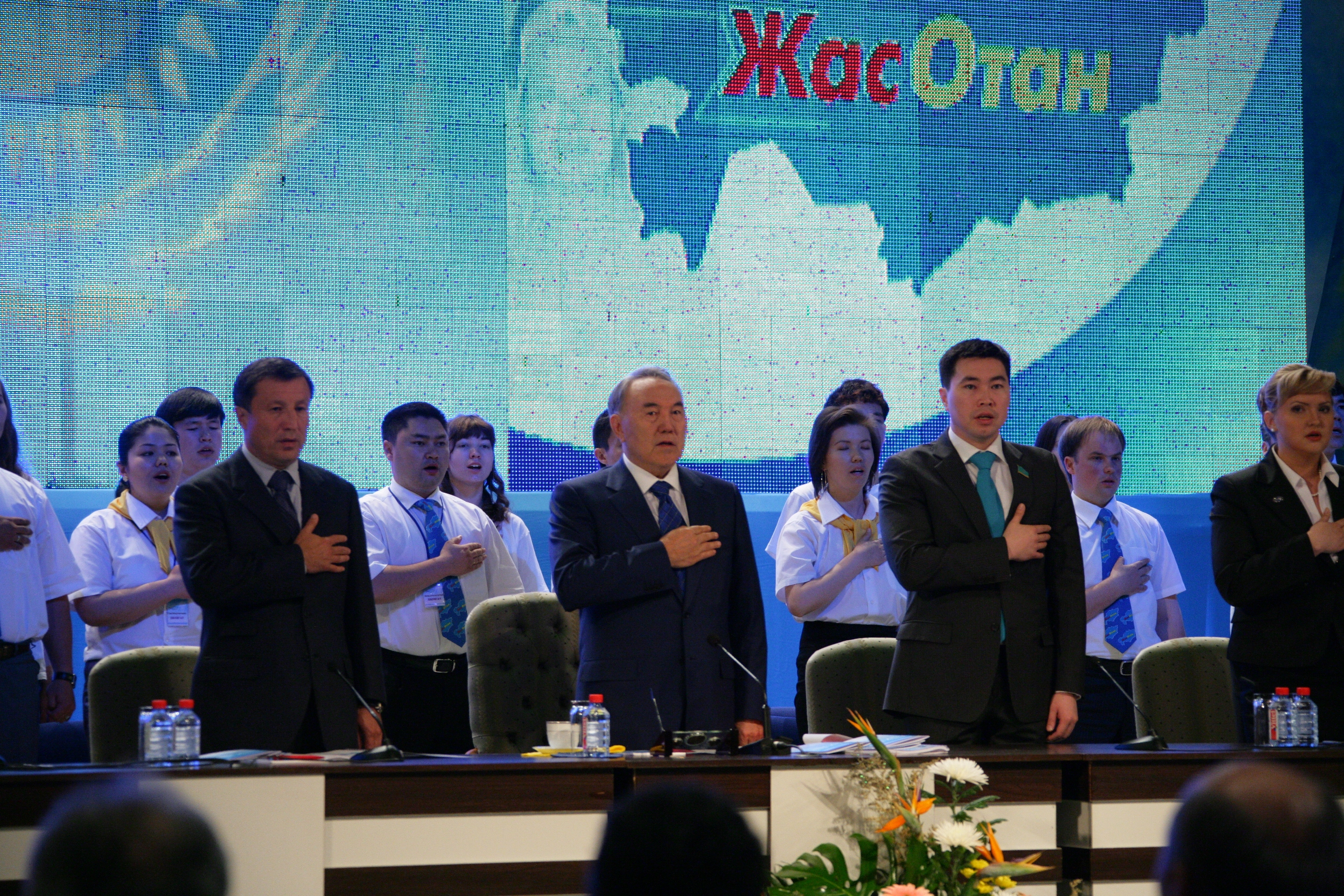
Почётный гость съезда Н. А. Назарбаев
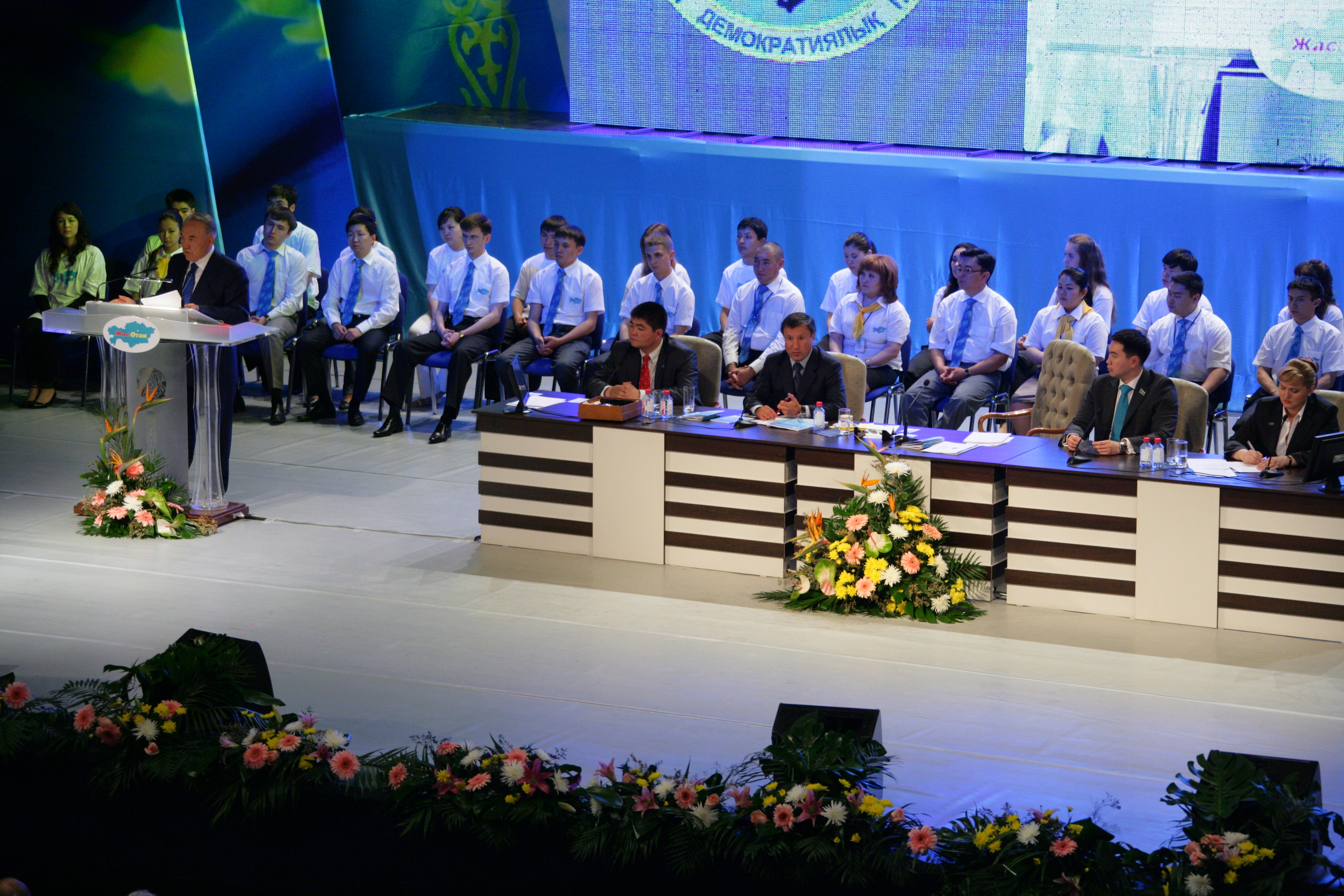
Выступление президента страны Н. А. Назарбаева на I съезде «Жас Отана»

### После регистрации

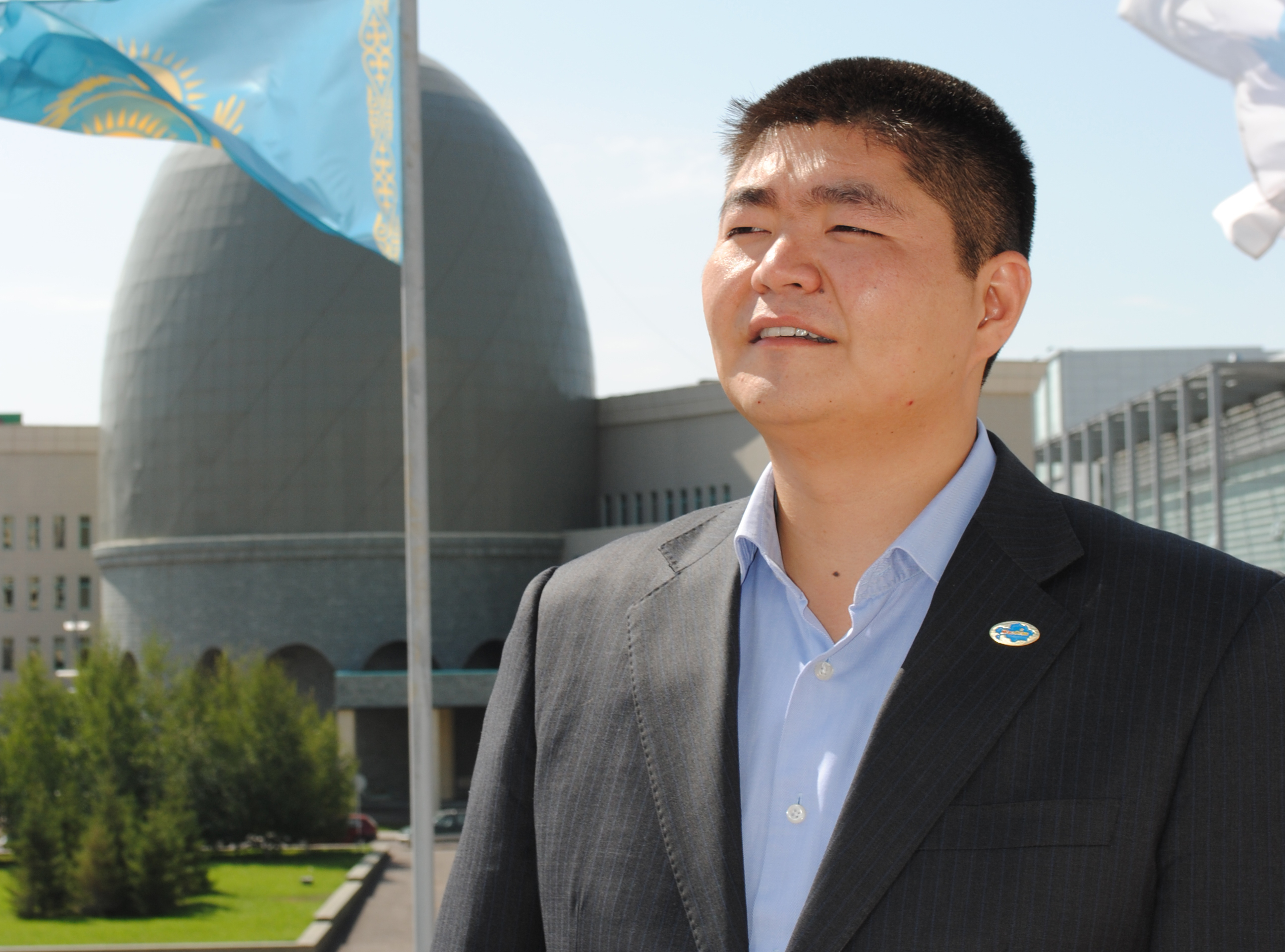
Исполнительный секретарь «Жас Отана» в 2008—2012 годах Нурлан Утешев.

С июня 2008 года МК «Жас Отан», общереспубликанское молодёжное движение «Қарсы» и Альянс студентов Казахстана проводят антикоррупционную кампанию «Чистая сессия», в рамках которой в вузах из числа студентов были организованы специальные отряды активистов пунктов доверия «Қарсы». К ним могут обратиться с жалобой пострадавшие от коррупции в вузах студенты и преподаватели. Для желающих остаться неизвестными было предусмотрено открытие сайта и горячей линии через SMS-чат. В рамках акции организация также составляет рейтинг наиболее коррумпированных вузов страны. До 2008 года акция в течение трёх лет проводилась под названием операция «Сессия».
В январе 2009 года МК «Жас Отан» презентовало проект «Чёрная метка». В рамках проекта подразумевалось проанализировать все жалобы и обращения граждан, поступившие в общественную приёмную партии «Нұр Отан» за 2008 год и первую половину 2009 года. После мониторинга МК «Жас Отан» намеревалось выявить государственные органы, на чьи противоправные действия больше всего поступает жалоб, и установить знак «Чёрная метка» у парадных ворот госоргана, на коррупцию в котором жаловалось больше всего граждан. Оппозиционные организации отмечали, что результаты акции так и не были обнародованы.
Во исполнение поручения президента страны провести всеказахстанский марафон по поддержке нуждающихся студентов, которое было озвучено 12 февраля 2009 года на расширенном заседании бюро политсовета партии «Нұр Отан», молодёжное крыло «Жас Отан» и Фонд национального благосостояния «Самрук-Казына» заключили меморандум о предоставлении студентам образовательных грантов, был проведён всеказахстанский телевизионный марафон по поддержке студентов «Жастар жалыны — Отанға, жомарт жүрегі — жастарға» (Энергия молодых — Отечеству, благородное сердце — молодым).
В апреле 2010 года «Жас Отан» провёл акцию «Тарбағатай мұңы — бүкіл Қазақстанның мұңы» (Горе Тарбагатая — горе всего Казахстана) по сбору одежды и продуктов питания для пострадавших от наводнения в Тарбагатайском районе Восточно-Казахстанской области. 2 апреля первым среди других филиалов гуманитарный груз (один автомобиль КАМАЗ с продуктами питания и одна «ГАЗель» с необходимой одеждой) отправил карагандинский филиал «Жас Отана».
В апреле — мае 2010 года молодёжным крылом в рамках республиканской акции «Мы казахстанцы! Казахстан — наш общий дом» была проведена фотовыставка «В слове МЫ — 140 Я!», посвящённая межэтническому согласию.
16 июня 2010 года в рамках республиканской акции «Жизнь без наркотиков» во всех областях Казахстана и городах Астана и Алматы прошли различные мероприятия, посвящённые борьбе с наркоманией, — спортивные соревнования, пикеты, митинги, разъяснительные мероприятия и другие.
В июле 2010 года на III заседании Молодёжного совета Шанхайской организации сотрудничества, которое проходило в Санкт-Петербурге, Молодежному крылу «Жас Отан» было на год передано председательство в Молодёжном совете ШОС.

Открытие молодёжной марафон-эстафеты «Расцвет села — расцвет Казахстана» 2010 года в городе Актобе
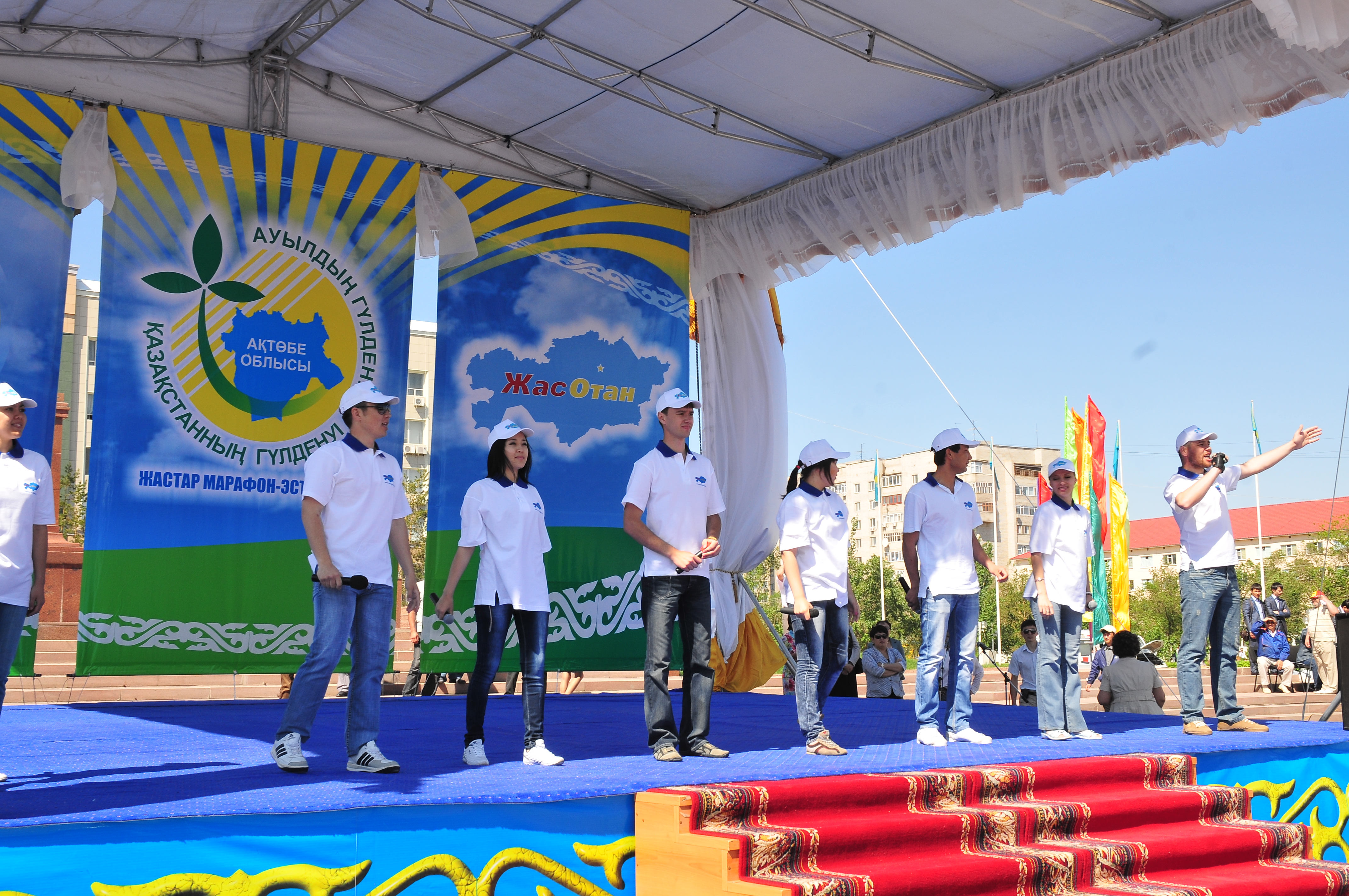
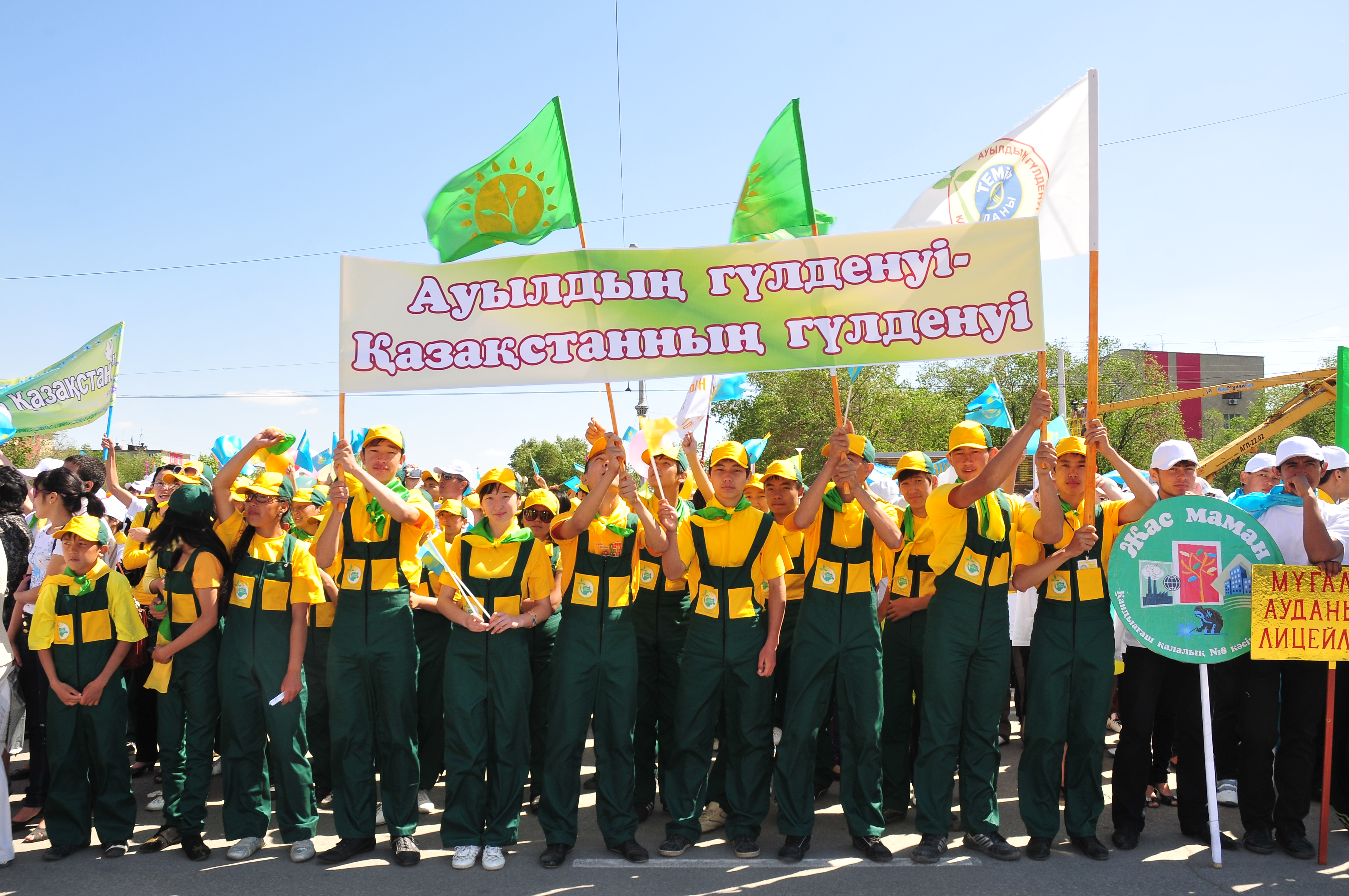
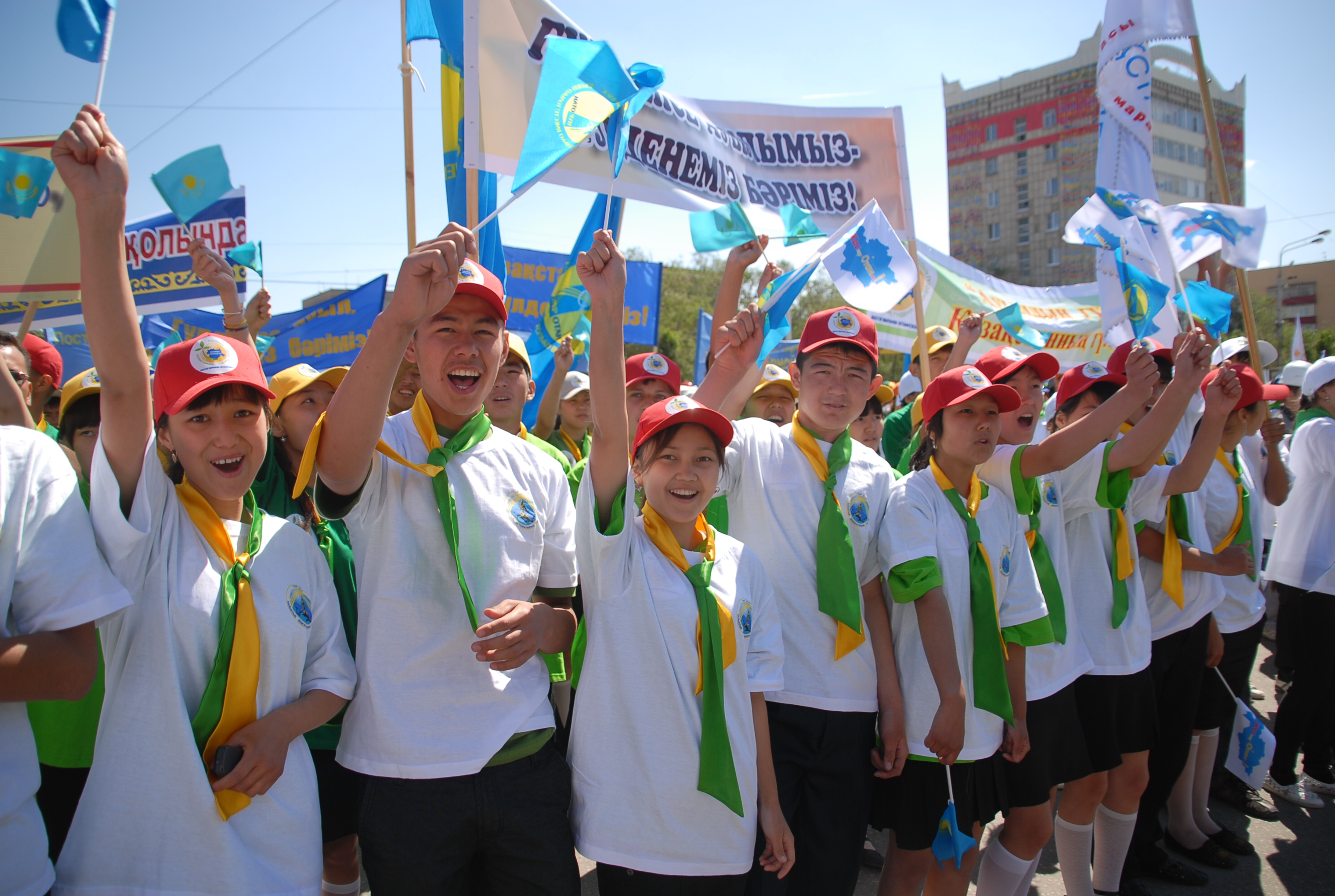
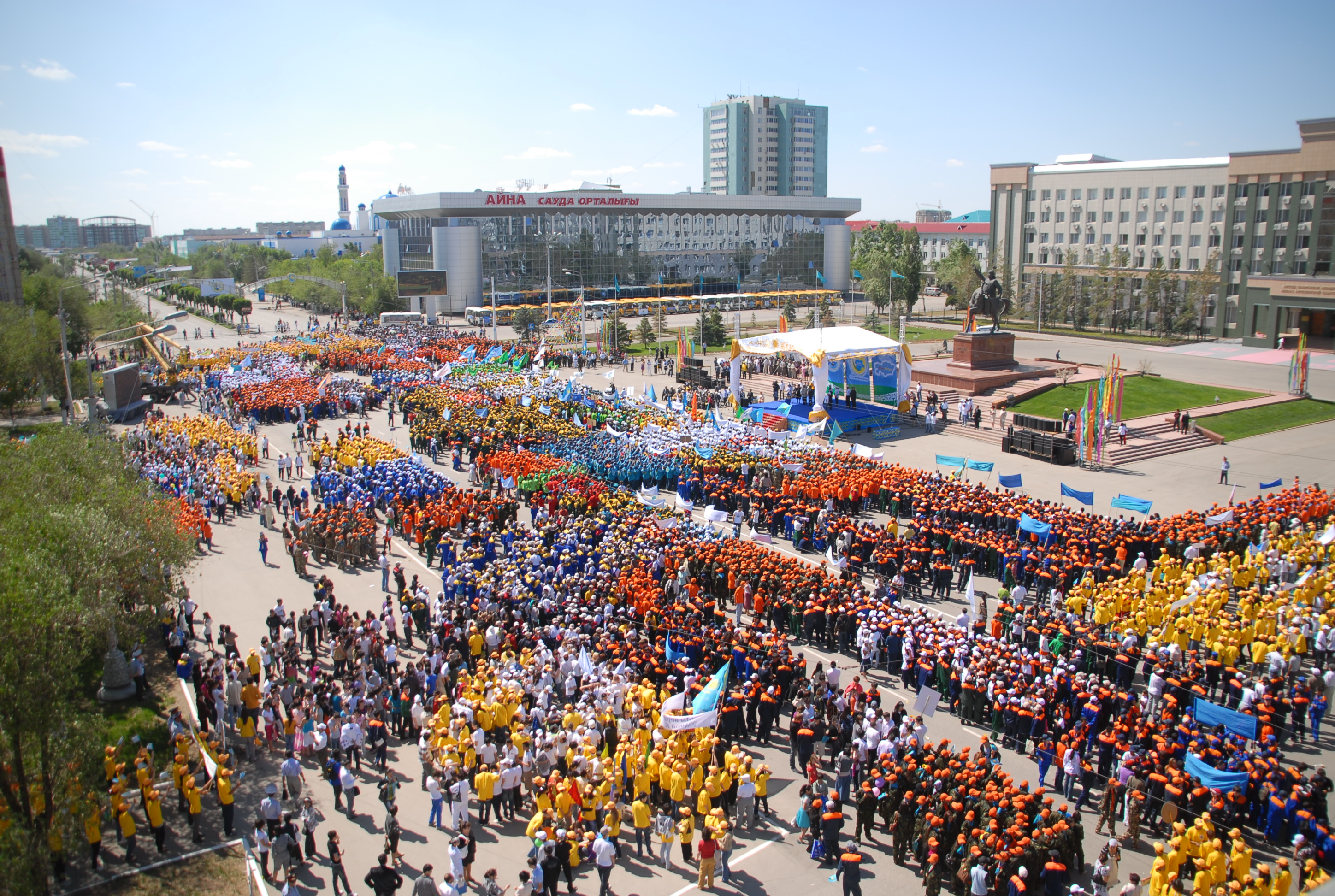

28 мая 2010 года на площади перед областным акиматом в Актобе прошёл митинг, посвящённый началу марафона-эстафеты «Расцвет села — Расцвет Казахстана», в котором приняли участие первый заместитель председателя партии «Нұр Отан» Нурлан Нигматулин, аким Актюбинской области Елеусин Сагиндиков. Целями акции были очистка сёл от мусора, озеленение населённых пунктов, уборка пойм рек и лесополос, восстановление спортивных объектов в сельской местности, посадка деревьев вдоль дорог. Для организации работ было организовано 146 командных пунктов и 300 отрядов, участники акции получали заработную плату в размере не менее 25 тыс. тенге. 13 сентября 2010 года во время поездки в Актюбинскую область президент Казахстана Нурсултан Назарбаев отметил, что акция «Расцвет села — расцвет Казахстана» — это хороший подарок к 20-летию независимости Казахстана и что опыт актюбинцев надо распространять по всей стране. В 2011 году акция проводится во всех регионах страны, бюджет каждой области выделил средства на проведение марафона-эстафеты — порядка одного миллиарда тенге на год.
В 2009 году численность организации составляла 160 тысяч членов, в 2010 году — 177 тысяч, в 2011 году — 190 тысяч, в 2012 году — более 200 тысяч членов.

### 2 съезд

2 съезд молодёжного крыла «Жас Отан»
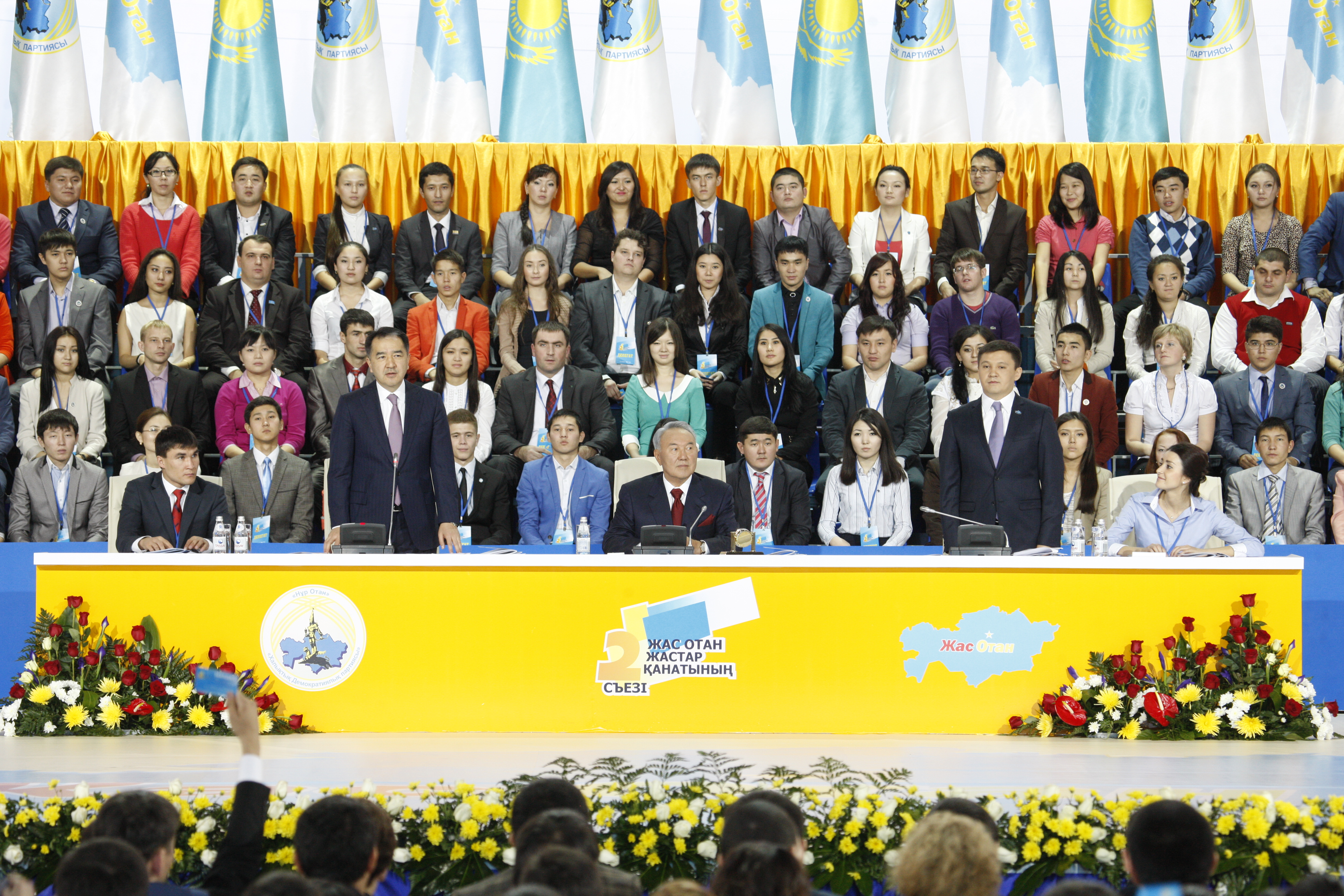
2 съезд МК «Жас Отан».
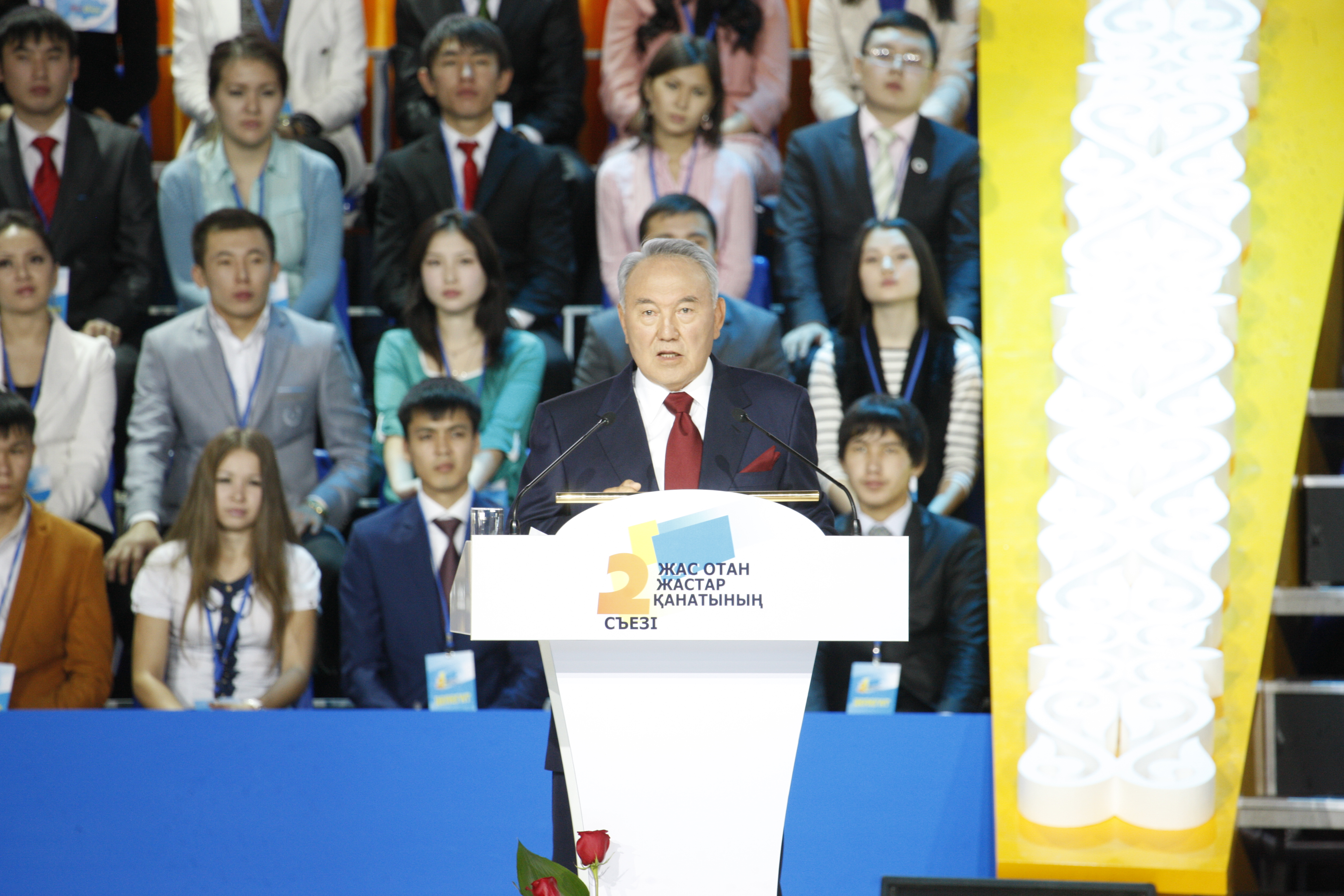
Выступление президента Казахстана Н. А. Назарбаева.
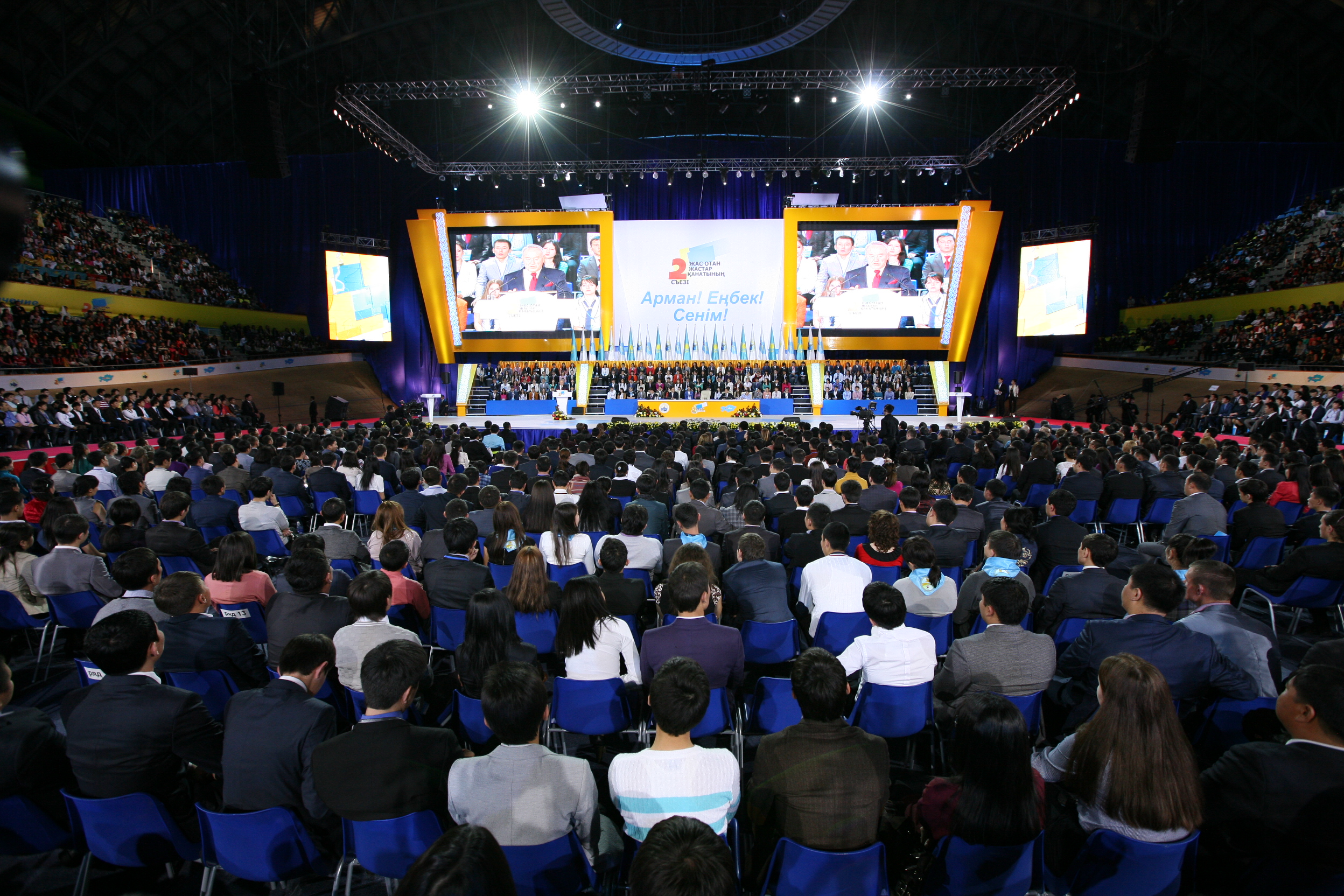
Делегаты и гости съезда.

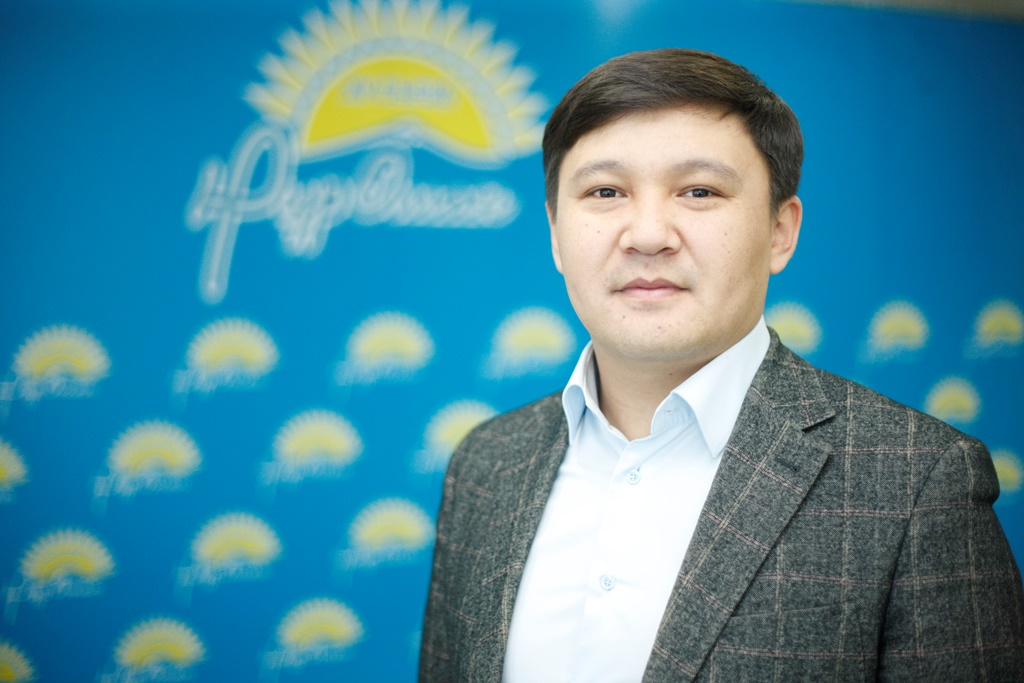
Председатель «Жас Отана» в 2012—2015 годах Нурлан Сыдыков.

16 ноября 2012 года на Республиканском велотреке «Сарыарка» в Астане состоялся 2 съезд Молодёжного крыла «Жас Отан» с участием президента Казахстана Нурсултана Назарбаева. На съезде была принята стратегия «Жастар — Отанға!» Молодёжного крыла «Жас Отан» до 2020 года.
Проект стратегии «Жас Отана» обсуждался во всех регионах страны с представителями молодёжных организаций, студентами, рабочей молодёжью, спортсменами, деятелями культуры. Стратегия содержит 11 основных направлений деятельности, среди которых качественное образование, труд как базовый фактор социальной адаптации молодёжи, культурное развитие и единство, развитие молодёжного предпринимательства, развитие науки, волонтёрское движение и другие. Выступая на съезде, Нурсултан Назарбаев отметил, что все основные положения стратегии должны быть учтены при разработке концепции государственной молодёжной политики. Исполнительным секретарём молодёжного крыла на съезде единогласно был избран Нурлан Сыдыков.

### 3 съезд

3 Внеочередной съезд молодёжного крыла «Жас Отан»
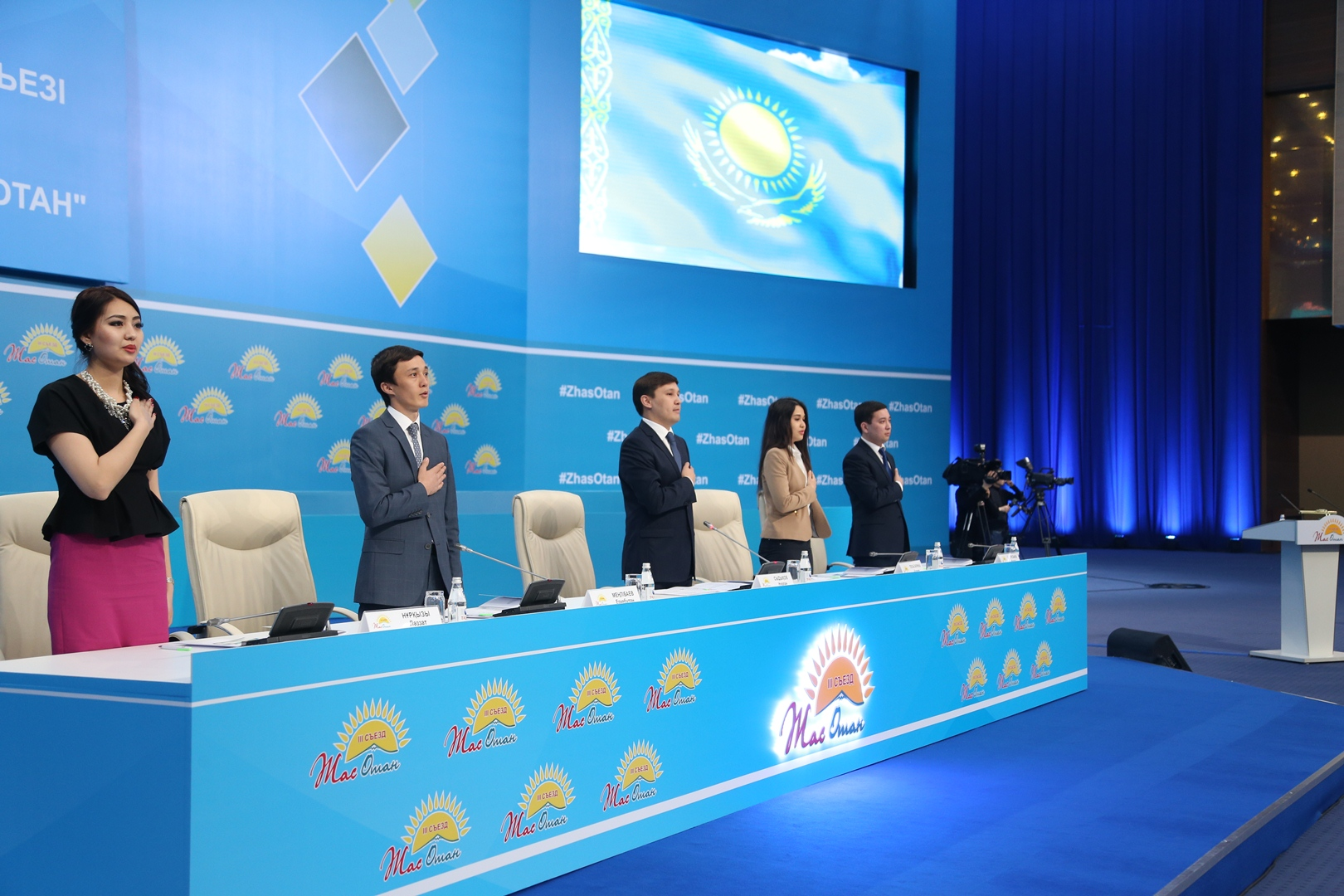
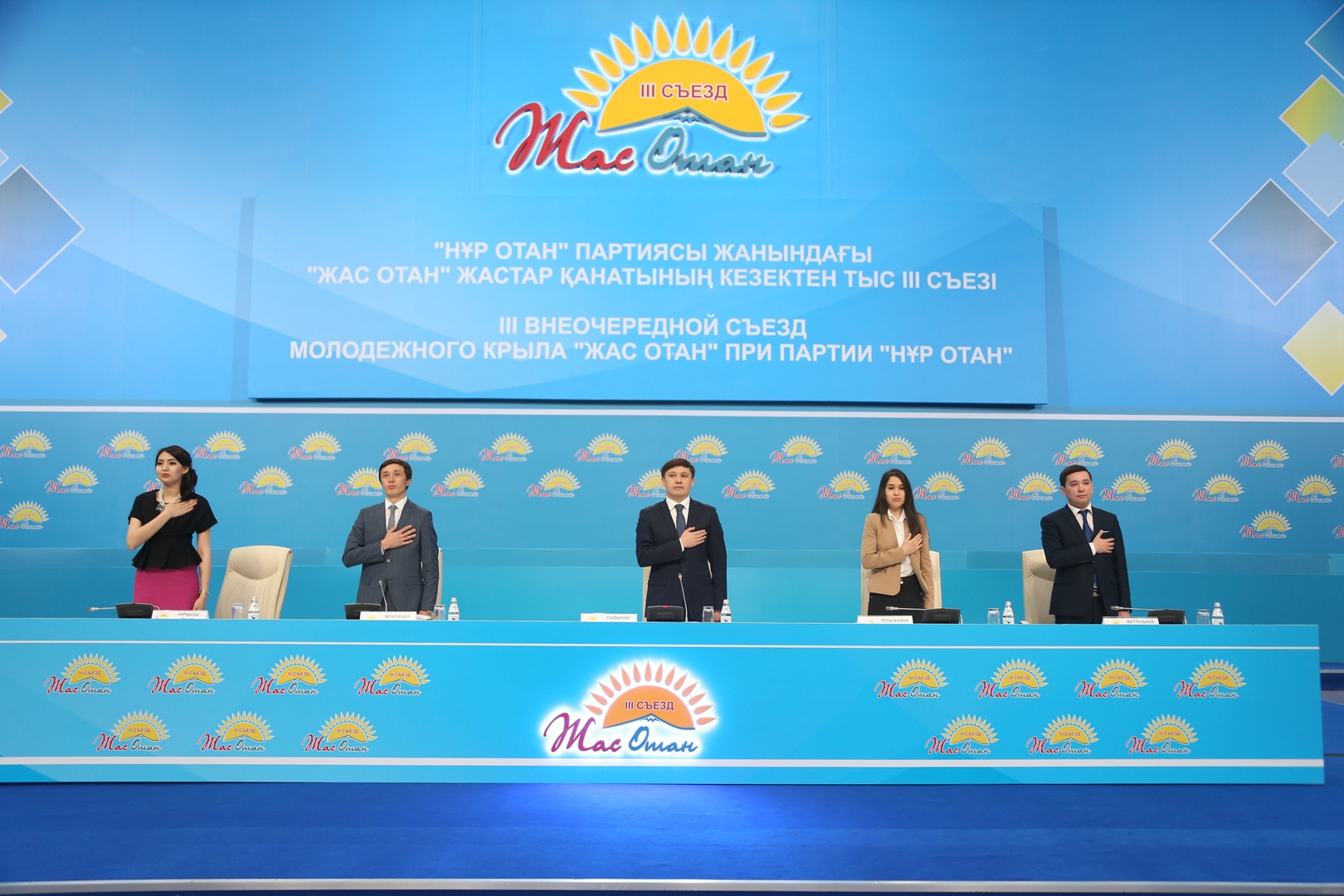
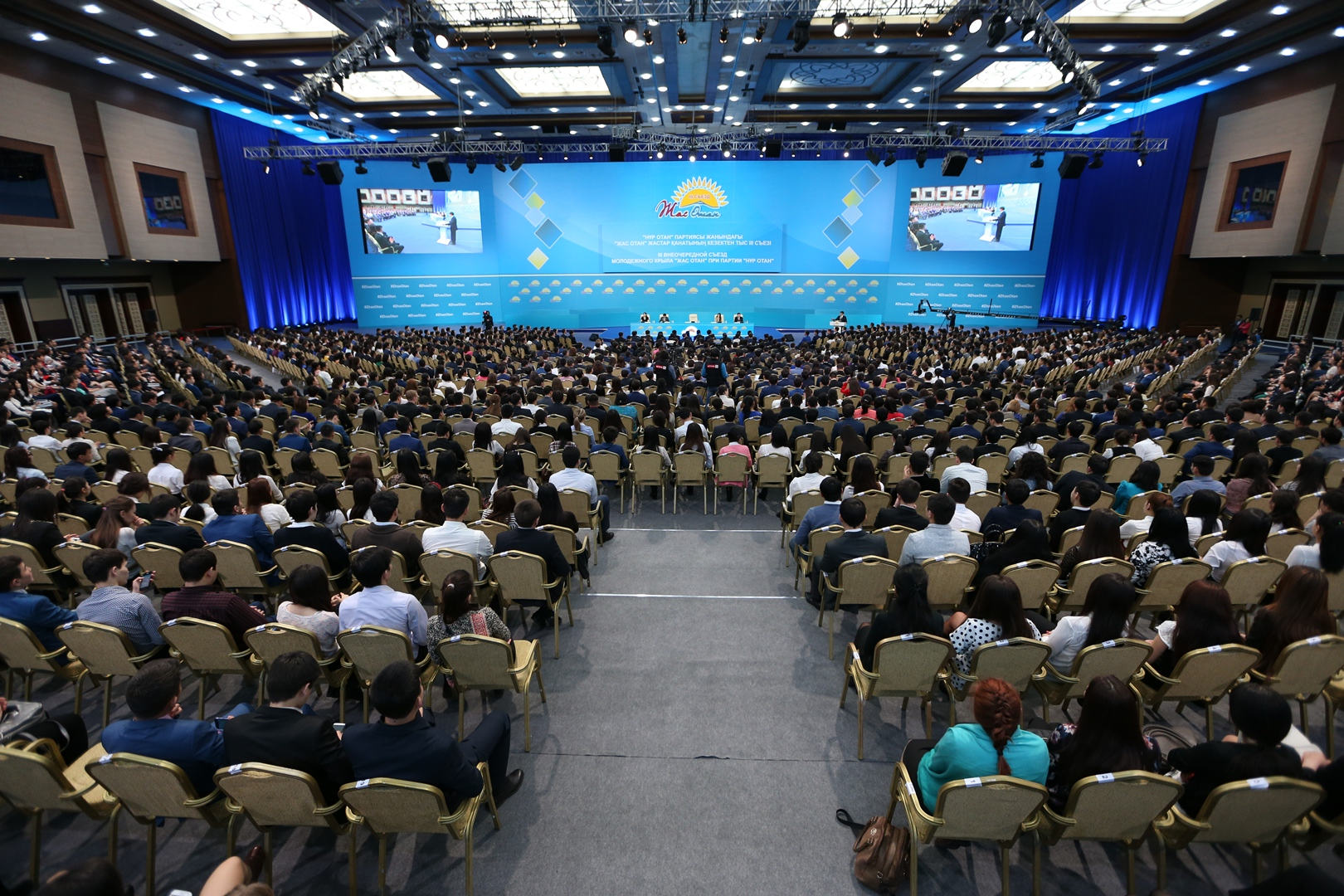
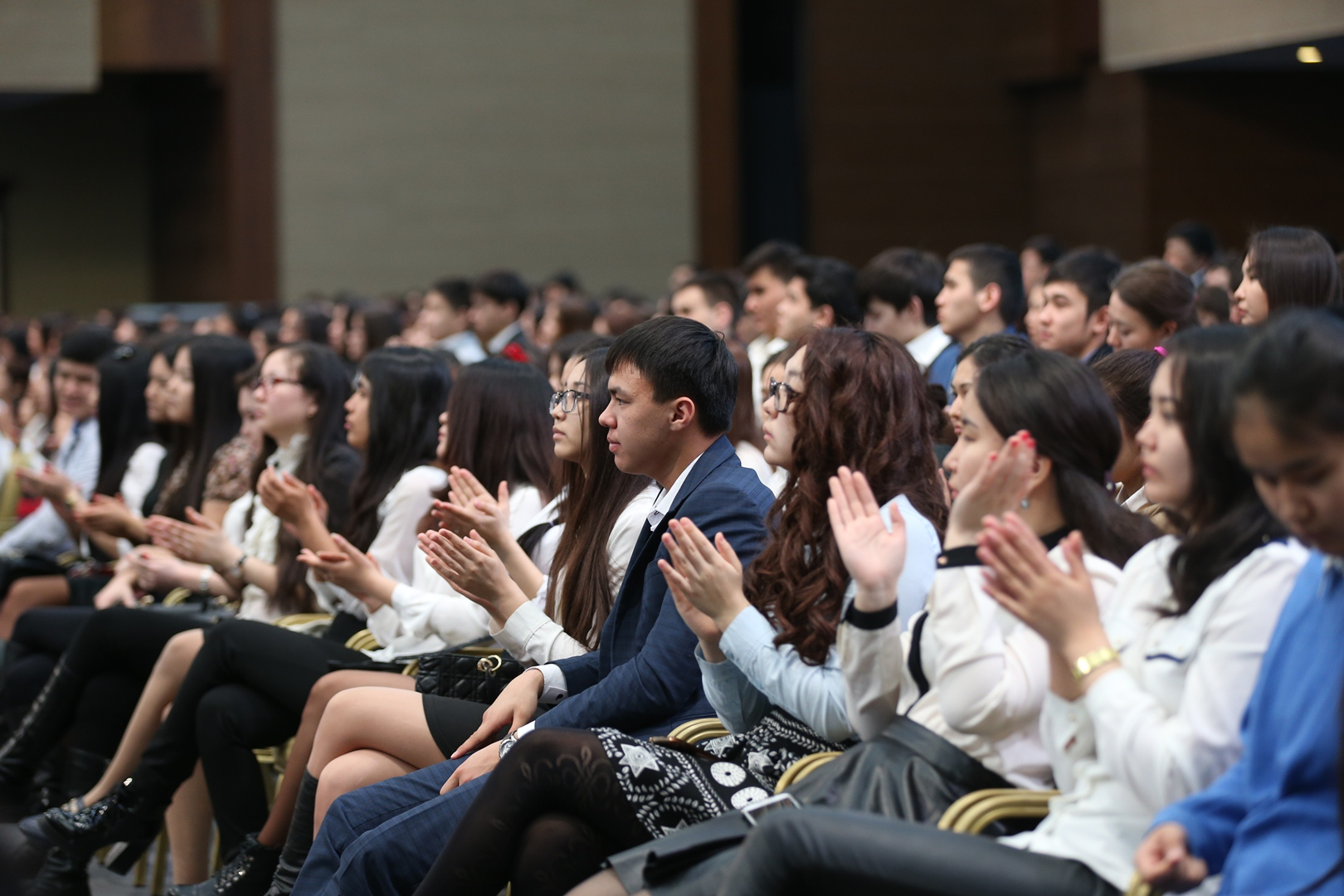
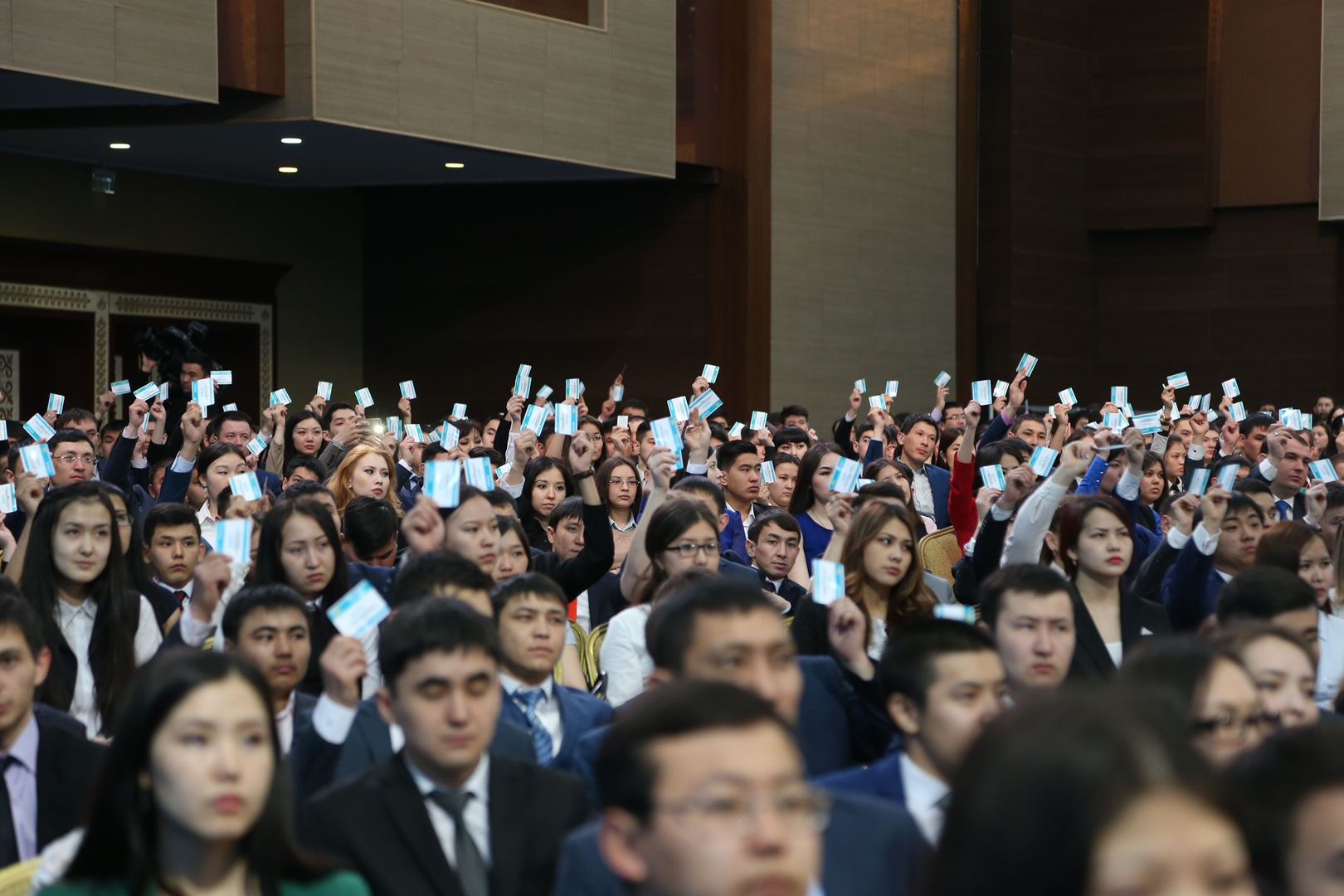

9 апреля 2015 года, в Астане, во Дворце Независимости прошёл III Внеочередной Съезд Молодежного крыла «Жас Отан» при партии «Нұр Отан».
В работе Съезда приняли участие 2000 делегатов, среди них представители региональных филиалов Молодежного крыла, активисты МК «Жас Отан», лидеры молодежных организаций, творческая молодежь, молодые ученые, спортсмены, депутаты маслихатов, рабочая, сельская молодежь и другие.
Основные задачи Съезда — обсуждение роли молодежи в реализации Стратегии «Казахстан −2050», принятие Программы МК «Жас Отан» до 2020 года, завершение ребрендинга Молодежного крыла.
На Съезде принята программа Молодежного крыла «Жас Отан» "Путь успеха молодежи «Жастар — Отанға!» до 2020 года, которая станет идеологическим ориентиром последующих действий жасотановцев для успешной реализации Стратегии «Казахстан-2050».
«Программа — это комплекс конкретных мер молодежи, соответствующих процессу перезагрузки партии и „Жас Отана“. В программе использованы качественные показатели международного Индекса развития молодежи ООН, в котором на сегодняшний день Казахстан уже занимает в 27 место среди ведущих стран мира. В основу документа легли ценности, отраженные в Стратегии „Казахстан-2050“, Доктрине Партии „Нұр Отан“ и программе „Нұрлы жол“. Акцент смещен от патернализма к поощрению активности и ответственности молодежи за свою судьбу и будущее страны», — говорится в сообщении.

### 4 съезд

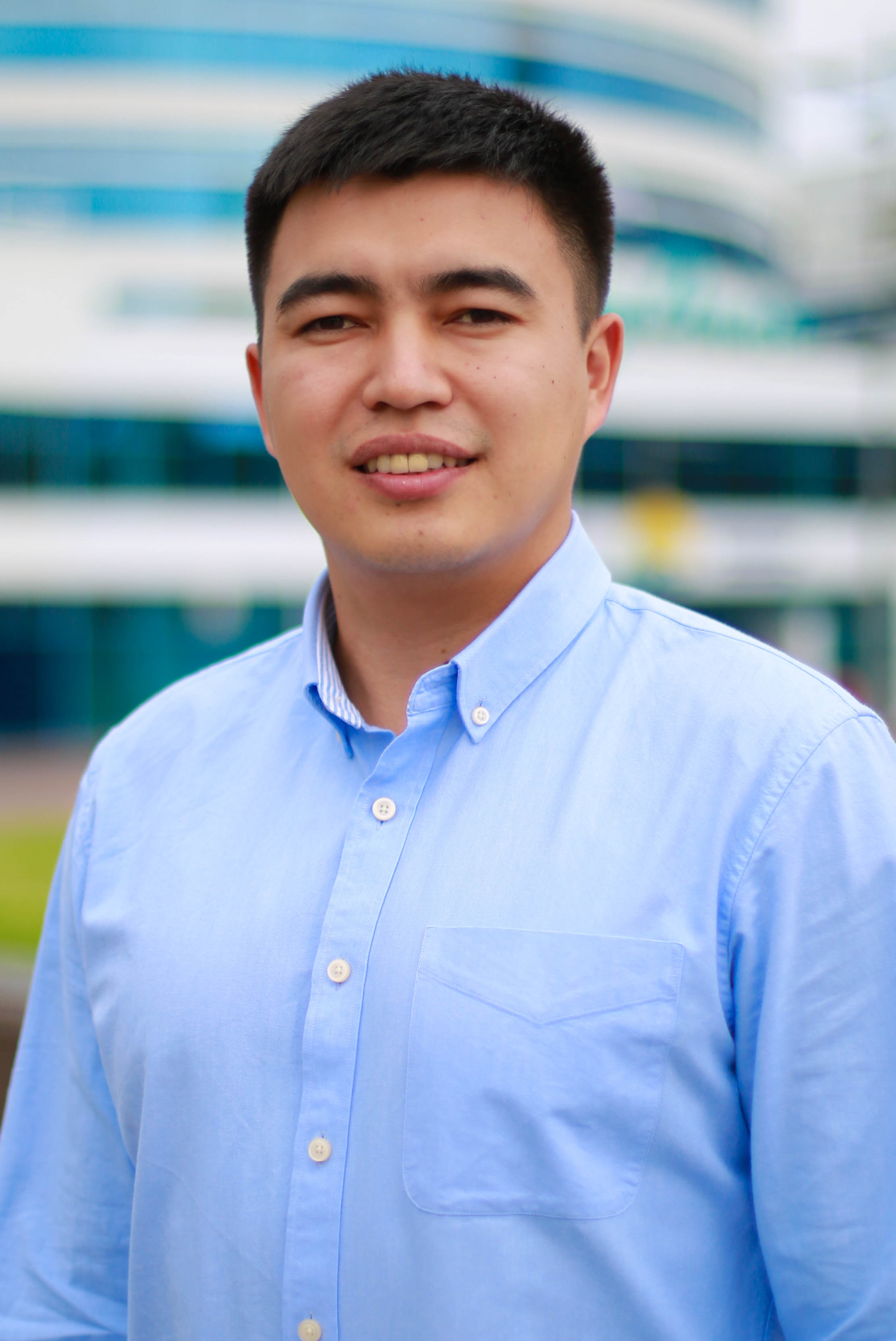
Данияр Манарбекович Сундетбаев Председатель МК «Jas Otan» 2017—2019 гг.

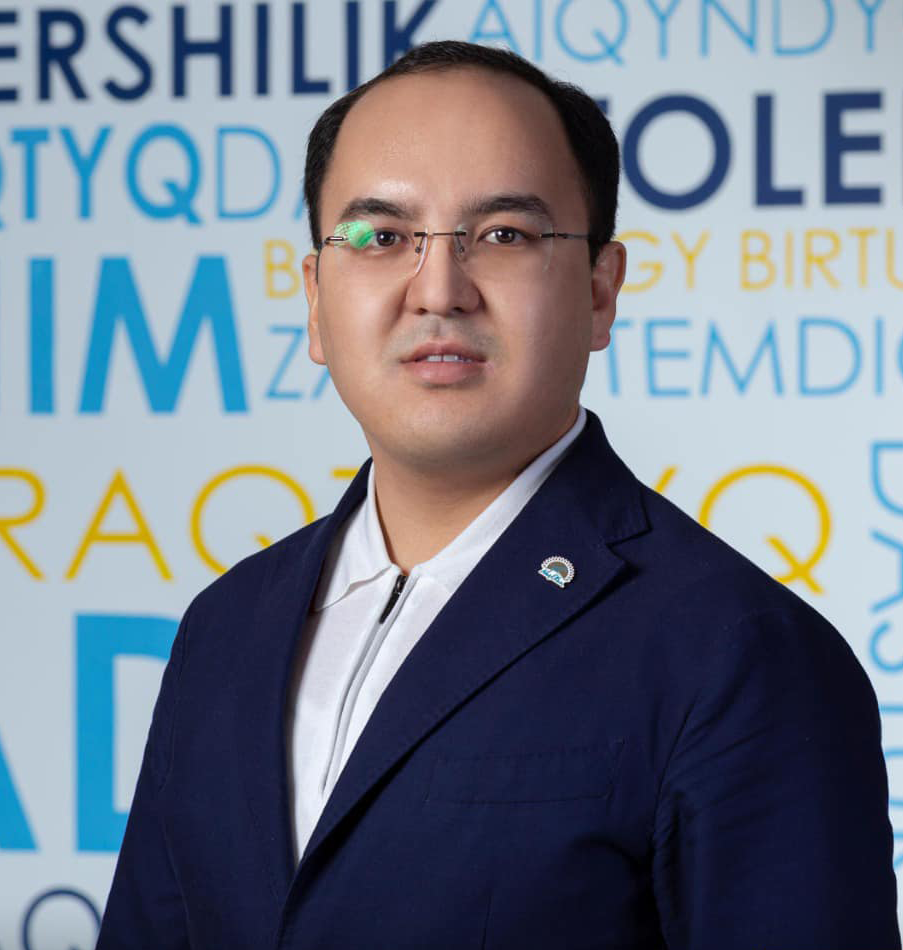
Карибек Даулет Жамаубаевич Председатель МК «Jas Otan» 2019—2020 гг.

28-29 марта 2018 года в городе Астана прошел IV Съезд молодежного крыла «Жас Отан» при партии «Нұр Отан». В Съезде приняли участие более полутора тысяч молодых активистов со всех регионов Казахстана. Это лидеры молодежных организаций, представители творческой, научной, рабочей и сельской молодежи. 29 марта во второй день мероприятия в Конгресс-центре был организован гала-форум «Мы меняем мир».
Основной целью Съезда является регулирование уставных документов молодежного крыла «Жас Отан», обсуждение программы «Взгляд в будущее: модернизация общественного сознания», обсуждение 5 социальных инициатив Президента и программы «Цифровой Казахстан».
По итогам Съезда принято запустить ряд социальных проектов, направленных на распространение системы ценности в нашем государстве, как проект «Жас Отан кітапхана», переформатировании существующих библиотек страны, культивирование общества открытого сознания, культа знаний и идеи конкурентоспособности и прагматизма, подготовки конкурентного специалиста и развитие сельского хозяйства.

### 5 съезд

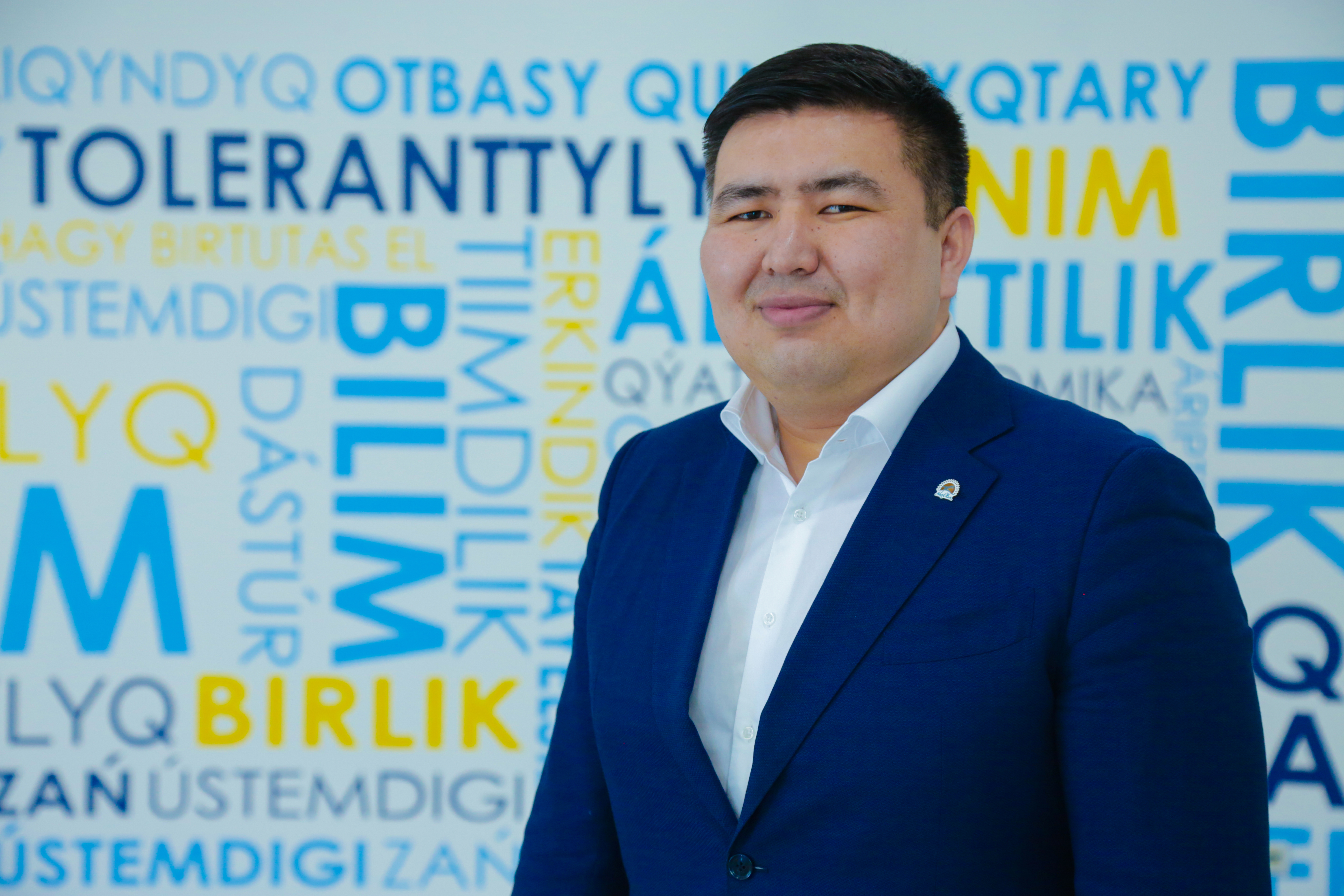
Елнур Бейсенбаев, председатель МК «Jas Otan» 2020—2021 гг.

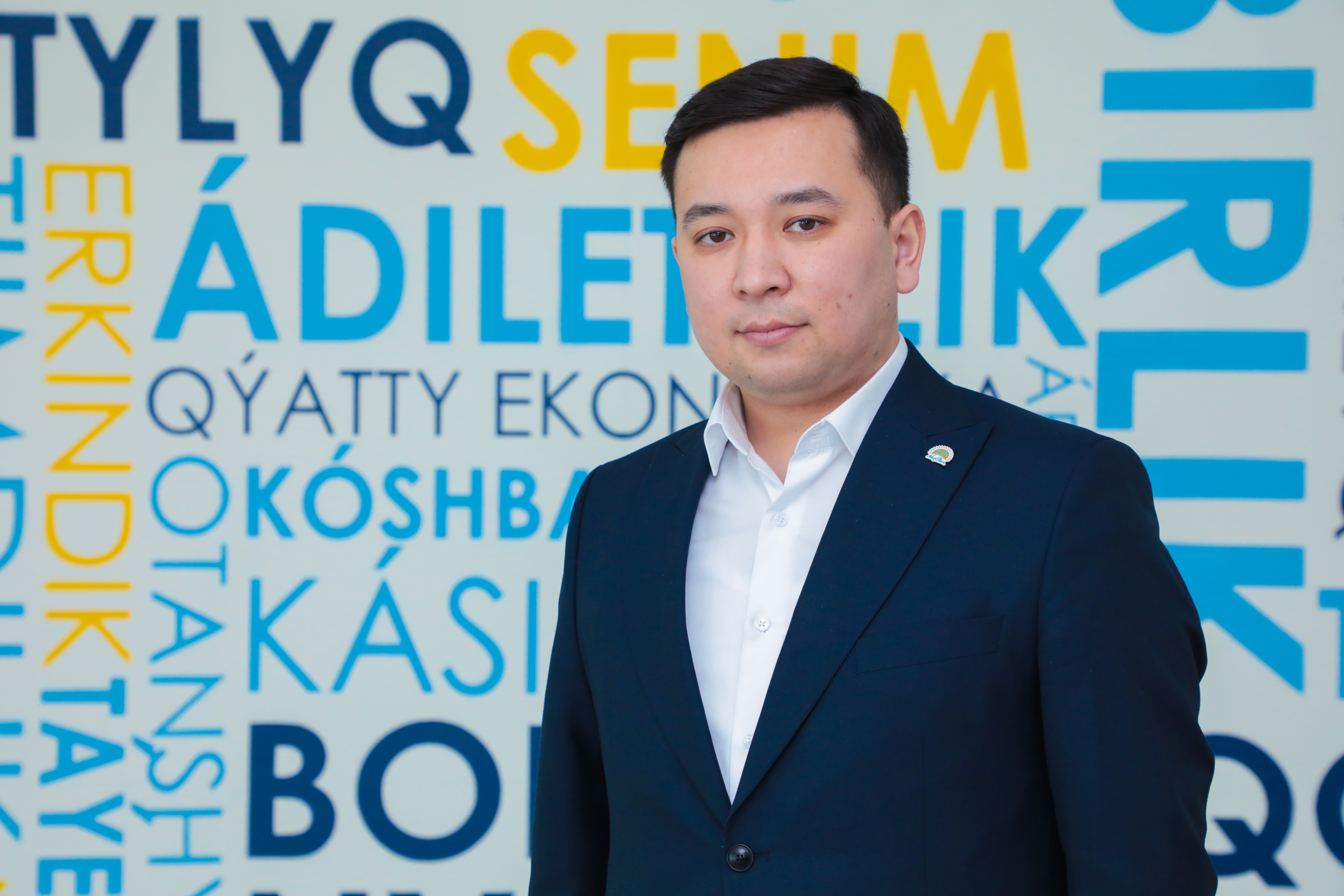
Жетписбаев Нуржан Аргынович, председатель МК «Жастар Рухы» 2021-2023 гг.

V съезд Молодежного крыла «Jas Otan» прошел 11 декабря 2020 года. В работе съезда принял участие Первый Президент РК-Елбасы, Лидер партии «Nur Otan» Н. А. Назарбаев. В связи с пандемией коронавируса, съезд прошел в онлайн формате, с участием всех 17 регионов страны посредством видеоконференцсвязи. На съезде была принята программа «Жастар-Отанға!» до 2025 года и избраны новые члены Центрального совета. Также подведены итоги двухлетней работы Молодежного крыла «Jas Otan» и задан новый вектор для дальнейшей деятельности организации.

### Форум молодёжи «С Лидером нации — к новым победам!»

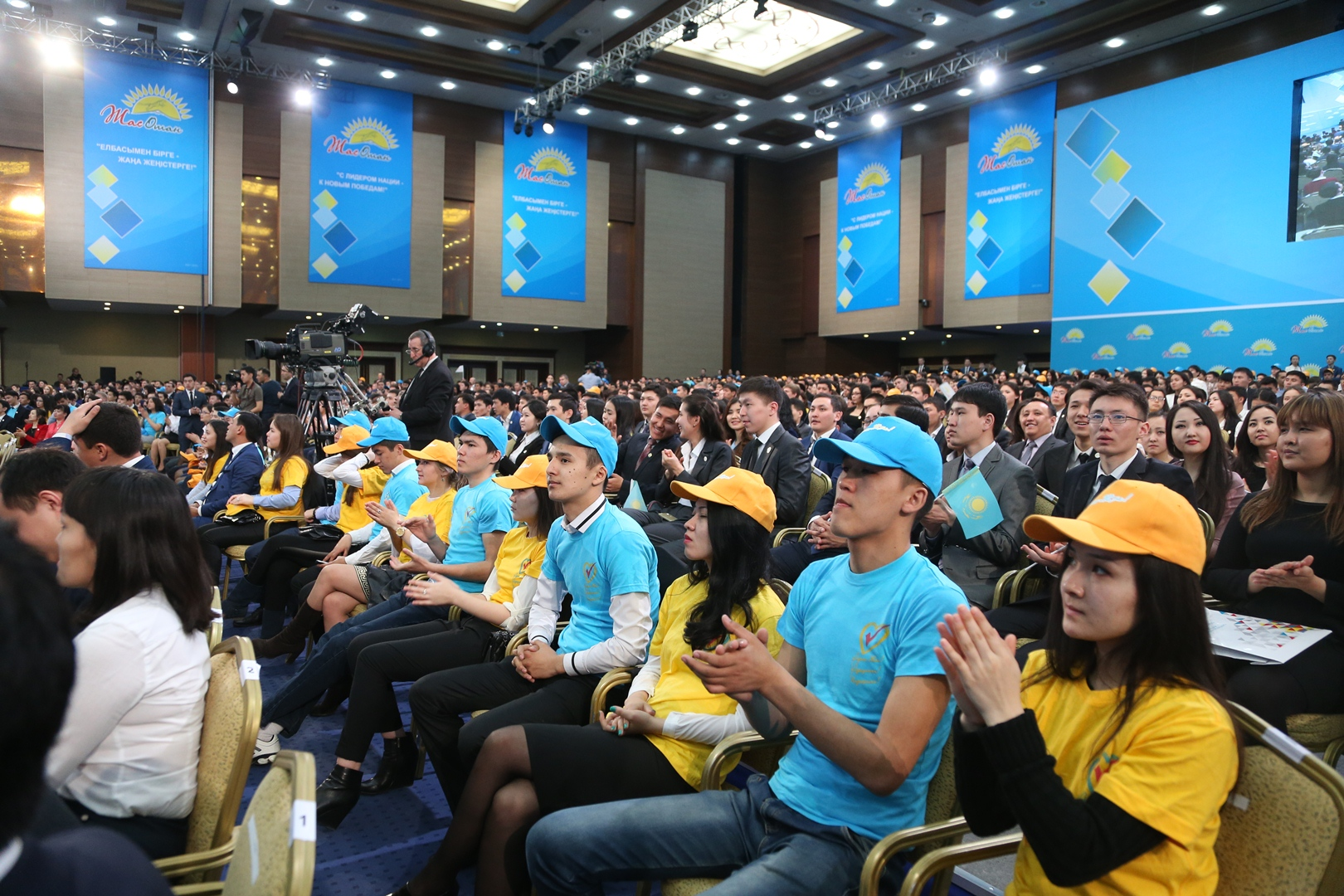
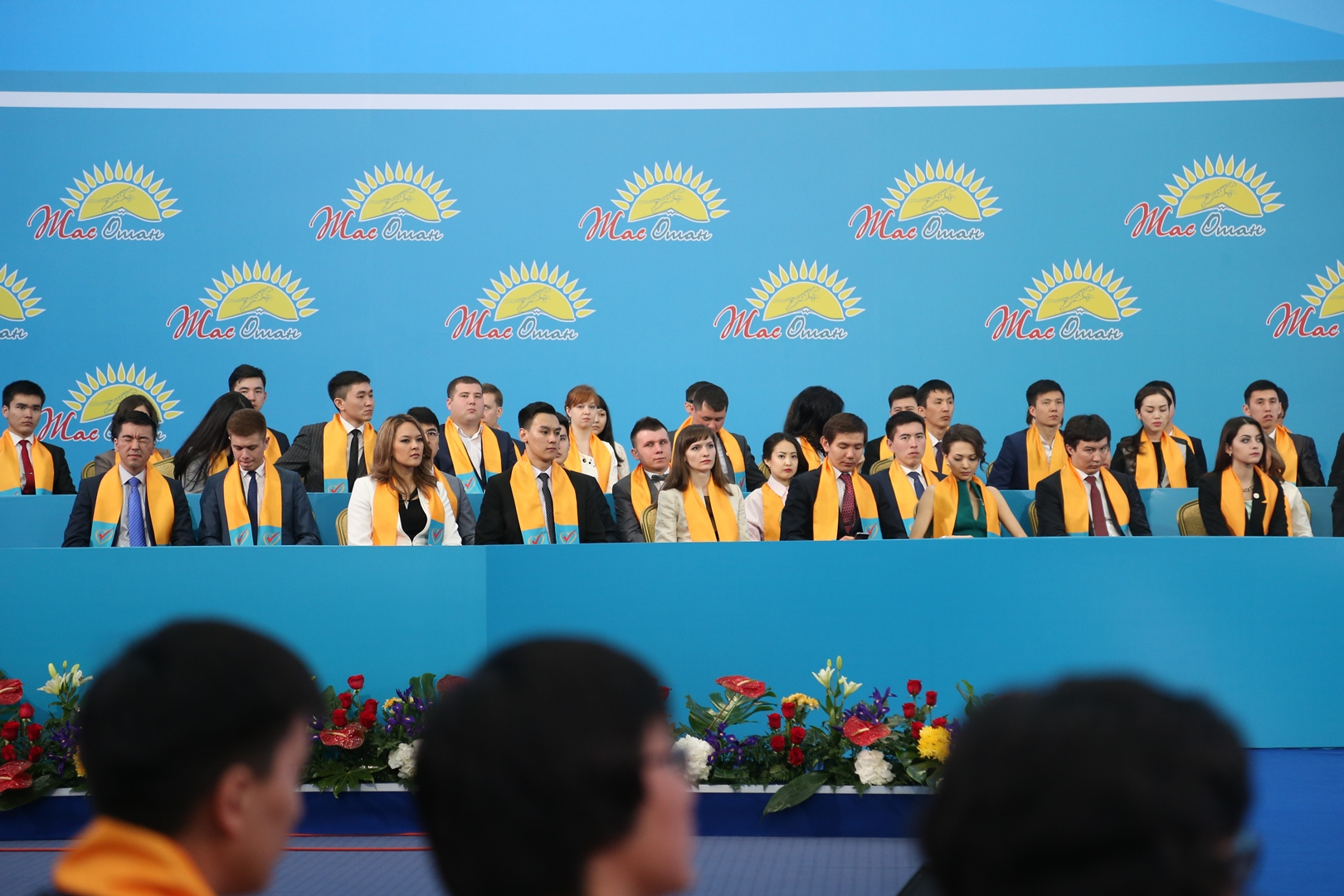
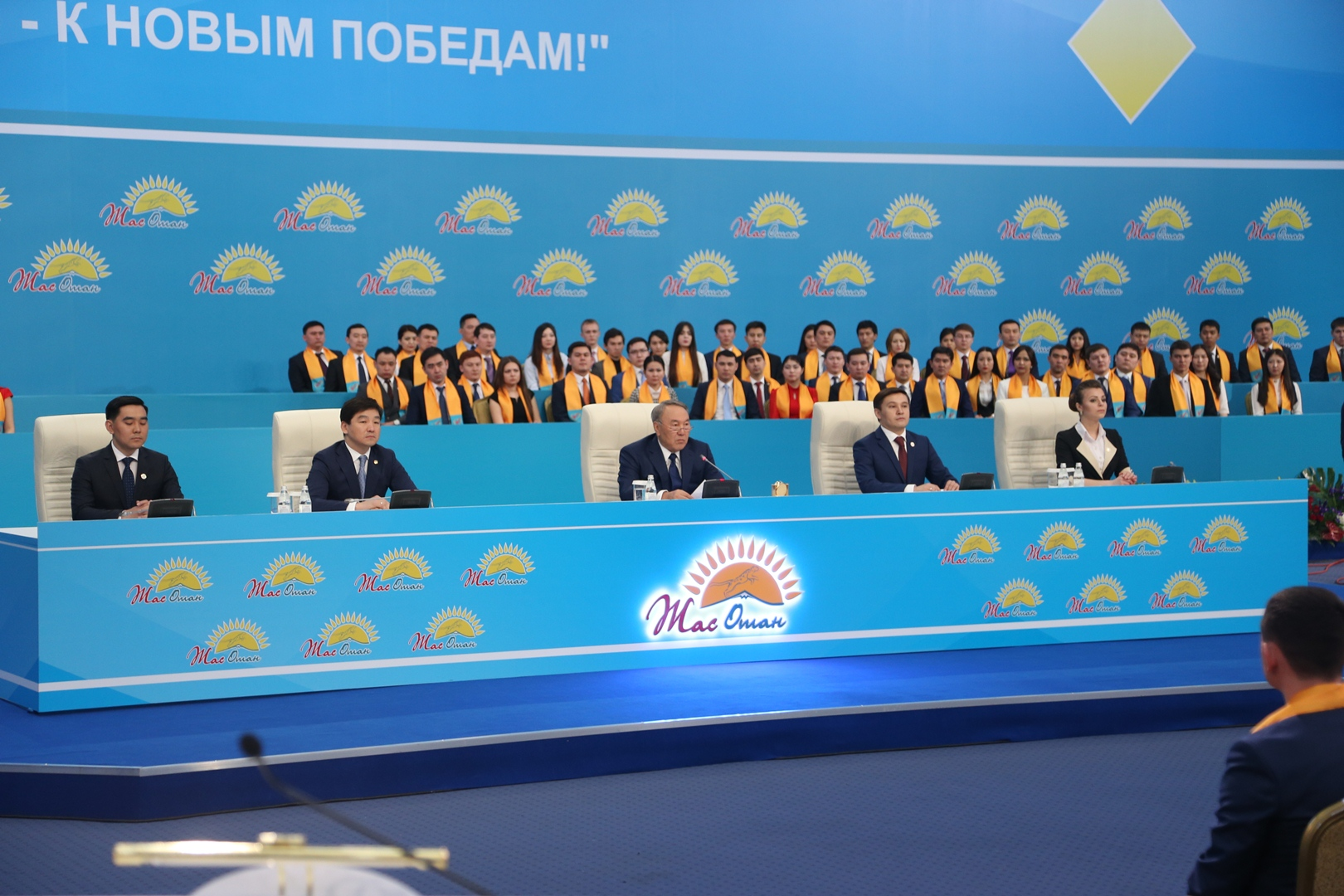
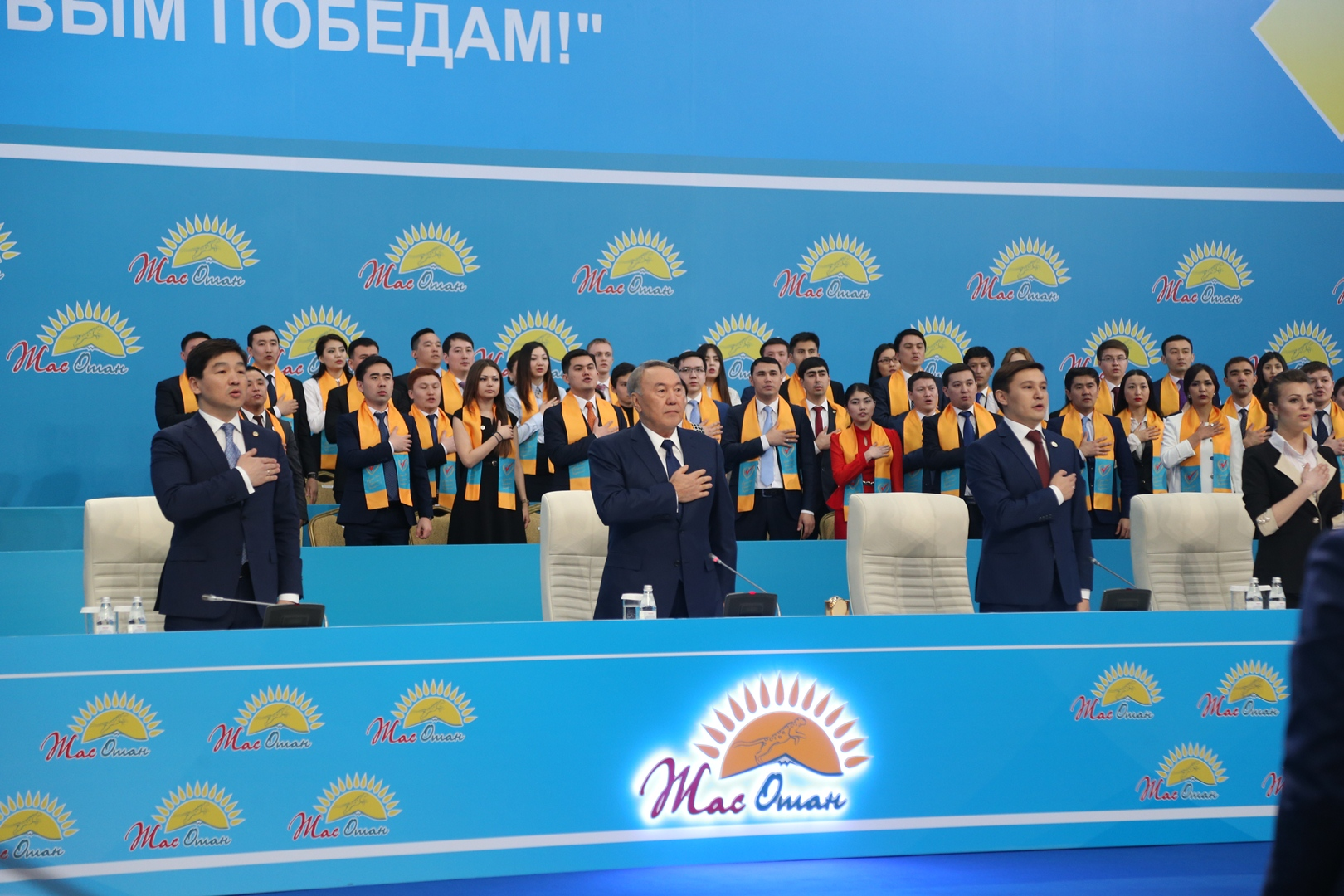
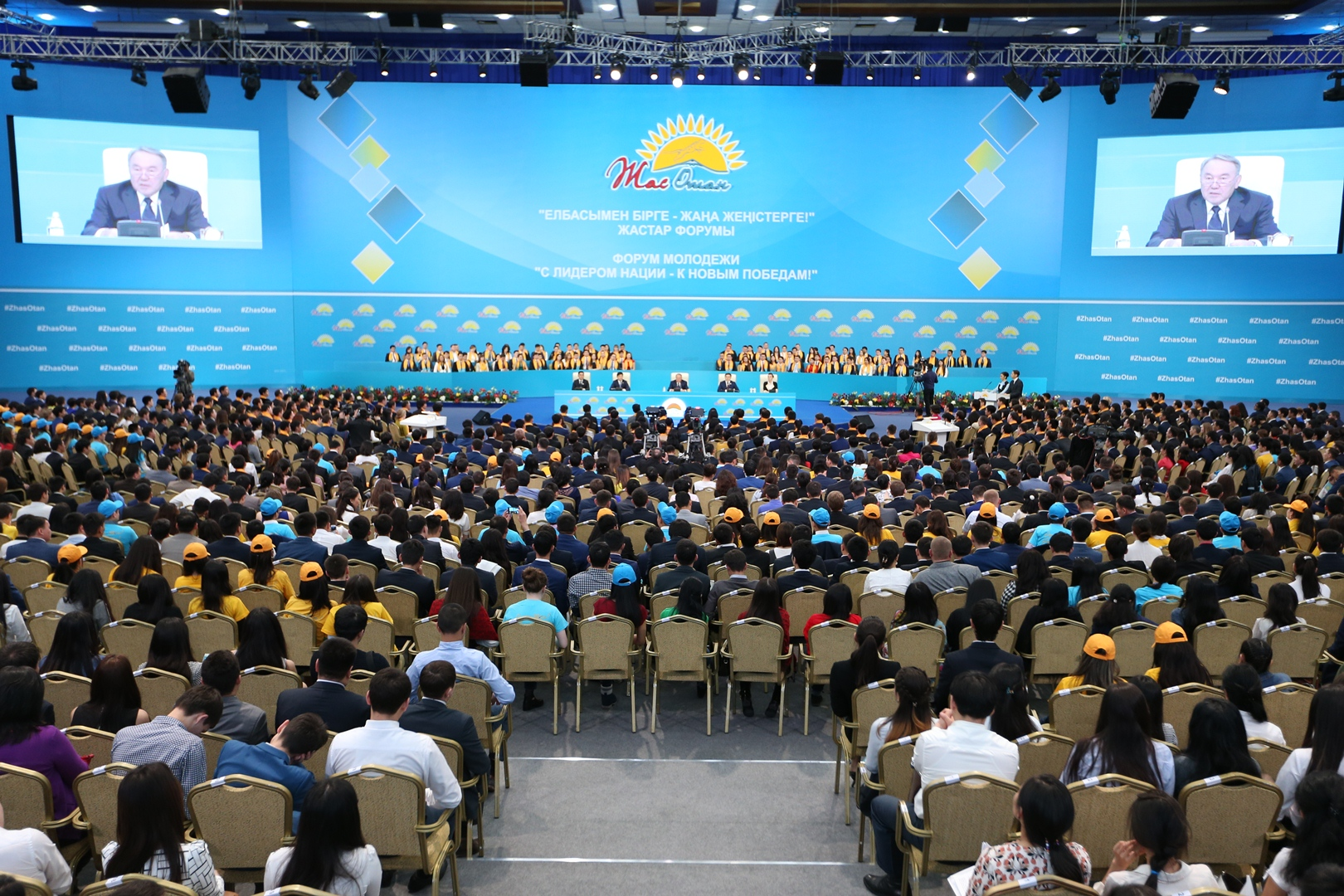
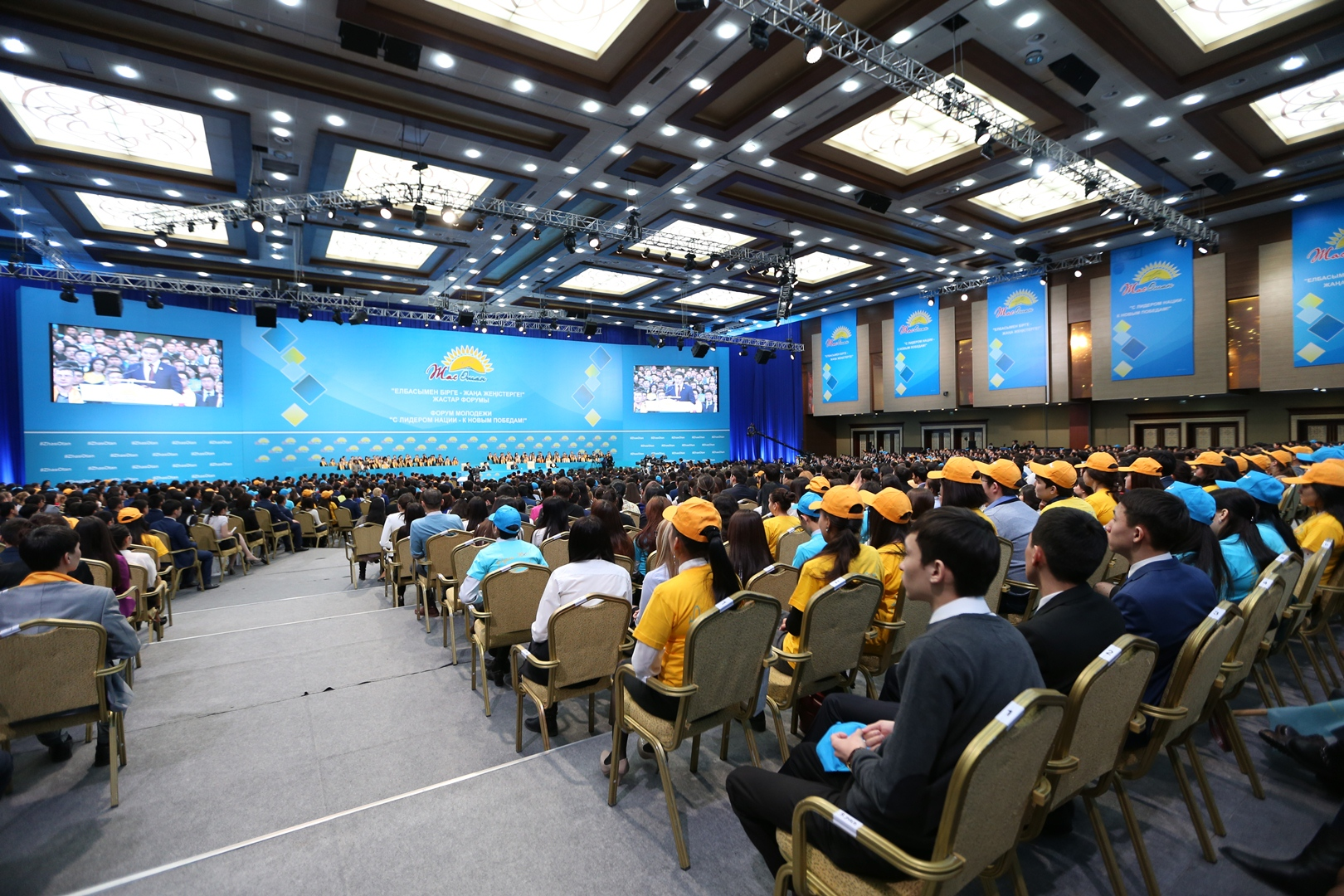
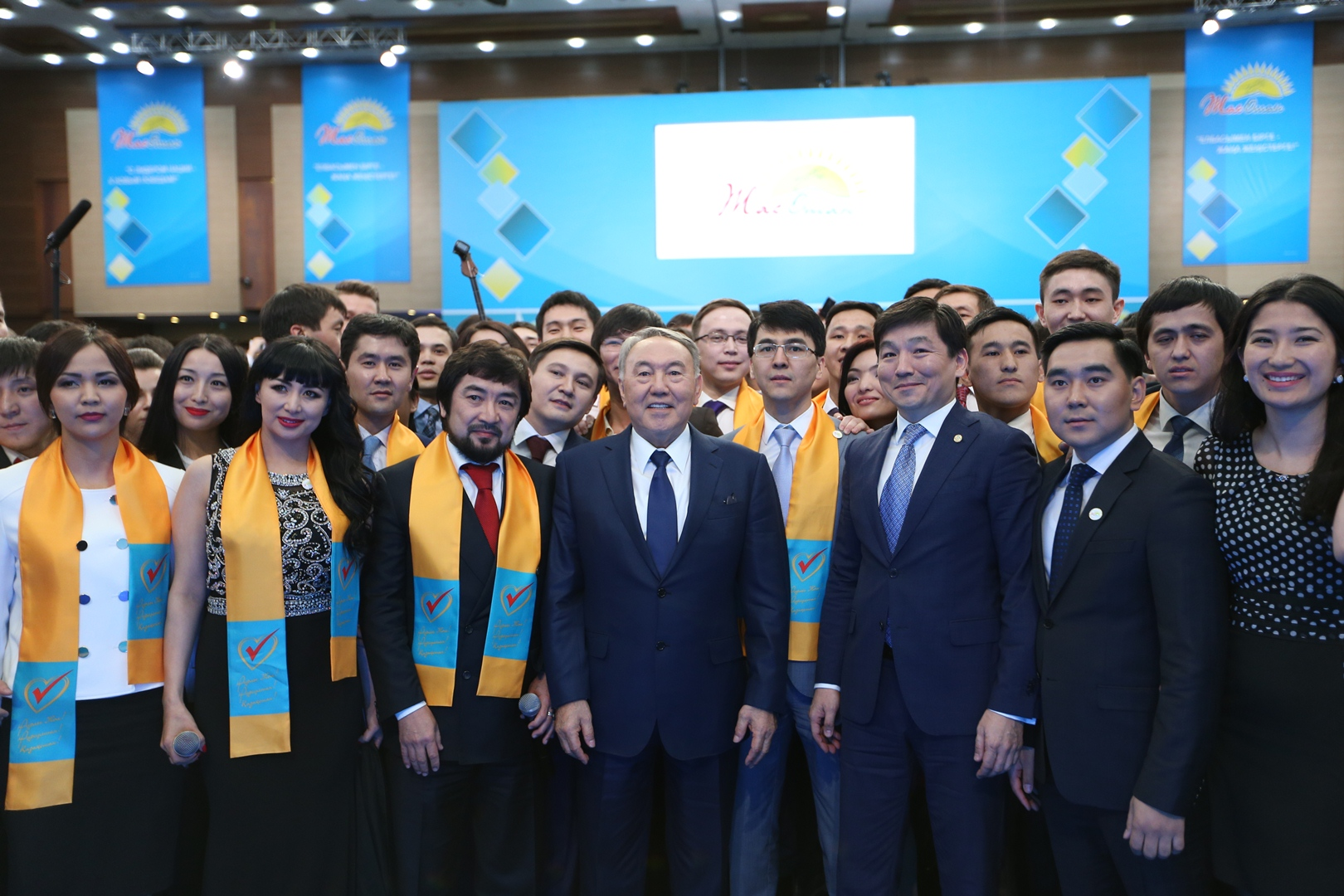

В Форуме приняли участие более 2000 человек из всех регионов Казахстана, включая активистов молодежного крыла «Жас Отан», молодых депутатов маслихатов, предпринимателей, ученых, известных спортсменов и лидеров крупнейших молодежных организаций.
В своем выступлении Глава государства обратил внимание на достижения страны за годы Независимости, важность ее укрепления для обеспечения дальнейшего развития, единства и благополучия граждан Казахстана.
Нурсултан Назарбаев подчеркнул значимость того, чтобы молодое поколение знало историю страны, сохраняло традиции и ценности общества.
Президент Казахстана также остановился на ряде конкретных факторов, кардинально влияющих на отечественную экономику. В их числе — климат, большие расстояния, отсутствие выхода к морю, историческое и культурное наследие.
Глава государства отметил, что сегодня всех казахстанцев объединяют общие ценности — созидательный труд, мир и согласие, единство народа, гордость за Родину, сопричастность к её великой судьбе.
— Сегодня я вижу, что растёт и мужает новое поколение патриотов. Вы воспитаны на идеалах современного Казахстана. Своим трудом, тягой к знаниям и конкретными делами вы славите нашу вечную Родину — Мәңгілік Ел. Я убежден, что юные и молодые граждане с честью будут следовать идеалам Независимости, продолжат эстафету успехов, — сказал Нурсултан Назарбаев.
В завершение Президент Казахстана пожелал всем здоровья, успехов и благополучия.
В ходе Форума выступили председатель молодежного крыла «Жас Отан» партии «Нұр Отан» Н.Сыдыков, исполнительный директор «Альянса студентов г. Актау» Г.Бурхандинова, выпускник Президентской программы «Болашак» А.Сулейменов, начальник смены механического отдела ТОО «Юг Цемент Строй» Е.Тураркулов, заместитель директора ТОО «Агрофирма» «Парасат» К.Елкин, актриса и певица Ж.Дугалова, чемпион четырех континентов по фигурному катанию Д.Тен, студентка Казахского гуманитарного юридического университета В.Волошина и руководитель Восточно-Казахстанского штаба молодежных трудовых отрядов «Жасыл Ел» К.Касенов.
По итогам мероприятия было принято Обращение участников Форума молодежи «С Лидером нации — к новым победам!» к молодежи Казахстана.

### Заседание Центрального совета молодёжного крыла «Жас Отан»

Заседание Центрального совета молодежного крыла «Жас Отан»
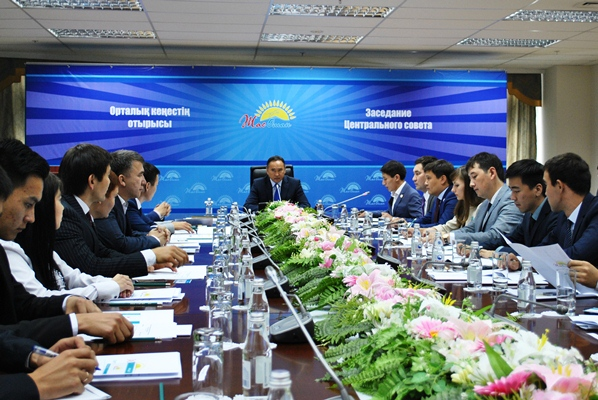
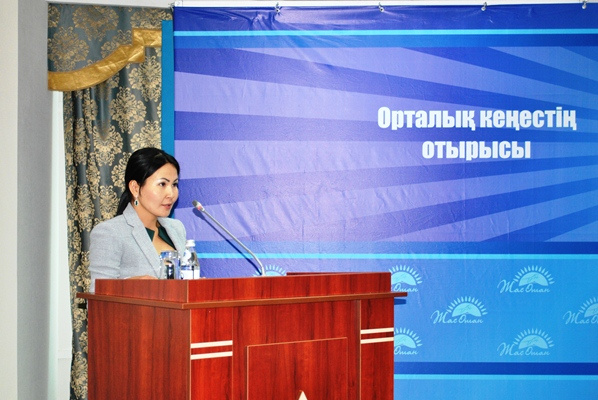
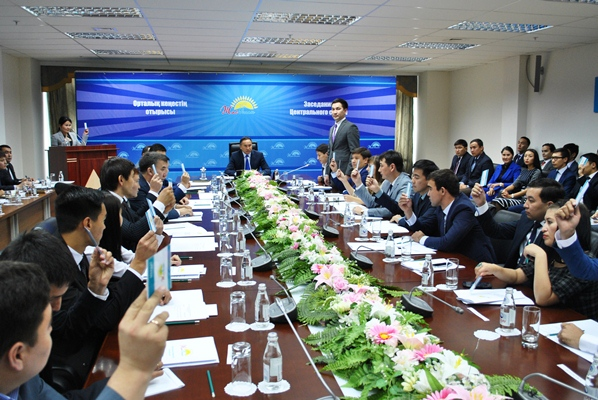
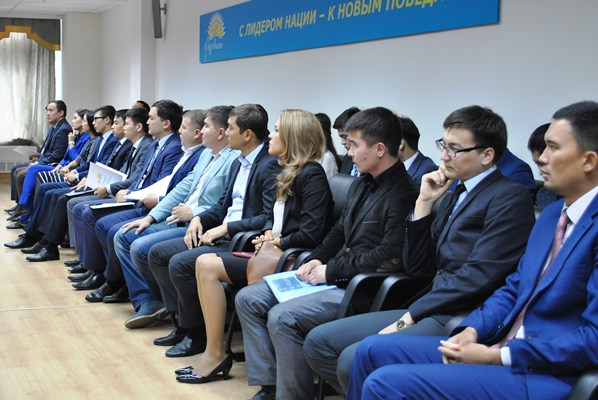
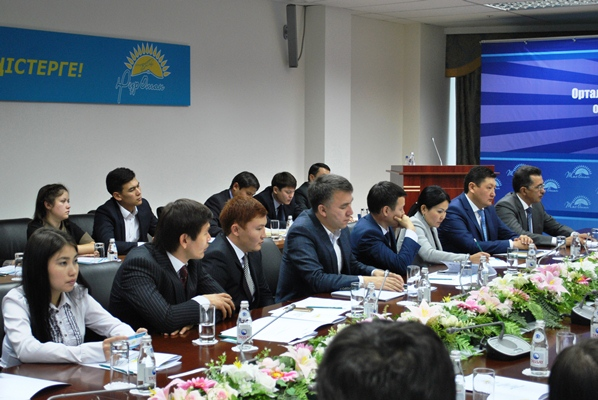
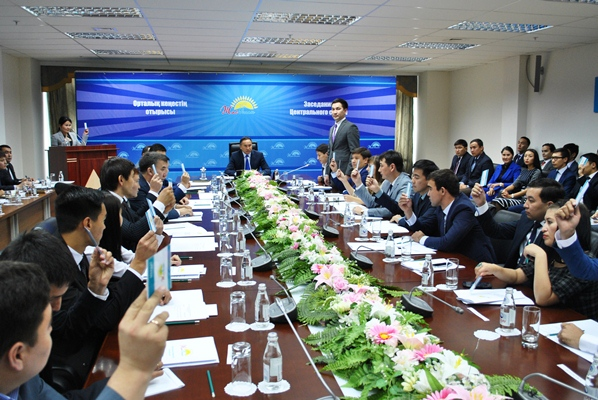
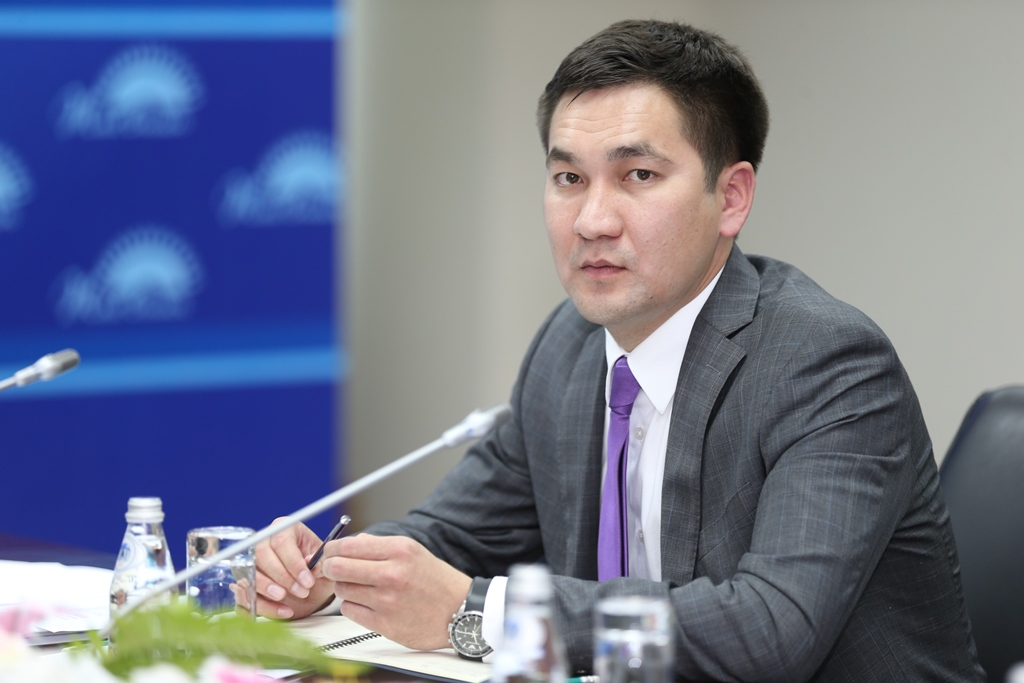

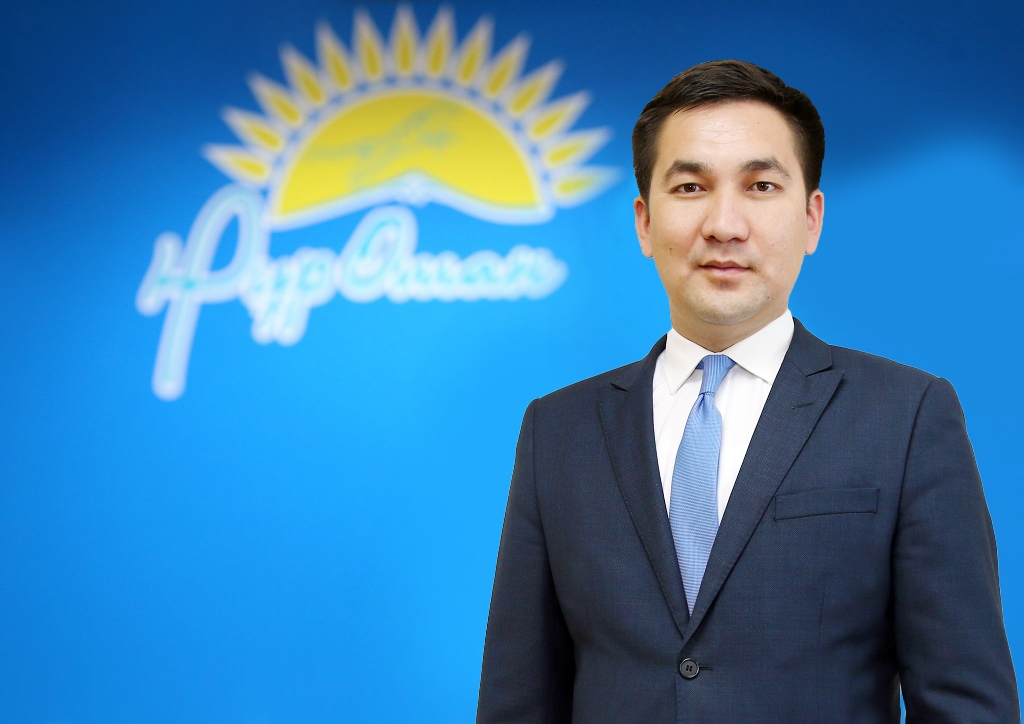
Председатель «Жас Отана» в 2015—2017 годах Шахмардан Байманов.

27 августа 2015 года в здании Центрального аппарата партии «Нұр Отан» прошло заседание Центрального Совета МК «Жас Отан». В состав Совета вошли председатели региональных филиалов и городских отделений, общественные деятели, представители культуры и спорта, а также молодые предприниматели.
В ходе заседания перед Молодежным крылом были поставлены следующие задачи: выявить наиболее актуальные проблемы молодежи, через государственные программы уделить особое внимание вопросам трудоустройства молодежи, повышению их профессиональных навыков.
Также на заседании был избран новый председатель Молодёжного крыла «Жас Отан», который будет исполнять обязанности до съезда. Представленная по согласованию с руководством партии и решением координационного совета кандидатуру Шахмардана Байманова члены Центрального совета одобрили единогласно.

## Идеология
Молодёжное крыло «Жастар рухы» разделяет и поддерживает идеи партии «AMANAT». Заявленная миссия организации — консолидация молодёжи Казахстана на основе платформы политики президента страны с целью обеспечения модернизационного рывка в развитии страны, цель — создать сильную и авторитетную политическую молодёжную организацию, способную вести за собой молодёжь.
Для выполнения заявленной миссии и достижения основной цели «Жас Отан» поставил ряд первоочередных задач, которые определяют основные направления работы организации:
1. Консолидация молодёжи в поддержку политики президента страны. Данная задача подразумевает обеспечение объединения молодёжи страны на государственно-патриотической основе, разработку комплексных мер по повышению уровня доверия молодёжи к партии «Нұр Отан», дальнейшее укреплению авторитета президента страны в молодёжной среде.
2. Создание эффективной системы развития молодёжи. В рамках этой задачи организацией разработан комплекс мер, с целью обеспечить эффективное участие молодёжного крыла «Жас Отан» в процессе обретения молодыми гражданами страны опыта социально-экономической, гражданской, политической и другой общественно-значимой активности.
3. Защита прав и интересов молодёжи — обеспечение полноты и качества реализации прав и государственных гарантий для молодёжи, предусмотренных действующим законодательством.
4. Расширение социальной базы партии «Нұр Отан» через вовлечение широких слоёв молодёжи в деятельность молодёжного крыла «Жас Отан». Крылом разрабатываются механизмы по увеличению количества членов партии из числа молодёжи, использованию их потенциала в достижении целей партии, к деятельности «Жас Отана» привлекаются также другие молодёжные организации и ассоциации.
5. Формирование кадрового резерва для партии и государственных органов. Задача подразумевает создание системы выявления, подготовки и рекрутирования молодых лидеров, способных стать кадровым пополнением для партии «Нұр Отан» и государственных органов власти.

## Специальные проекты

### «Жастар — Отанға!»

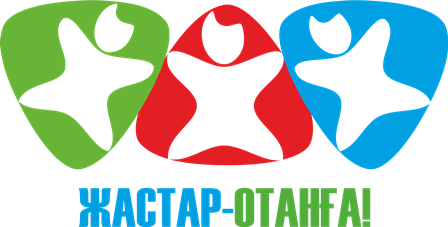
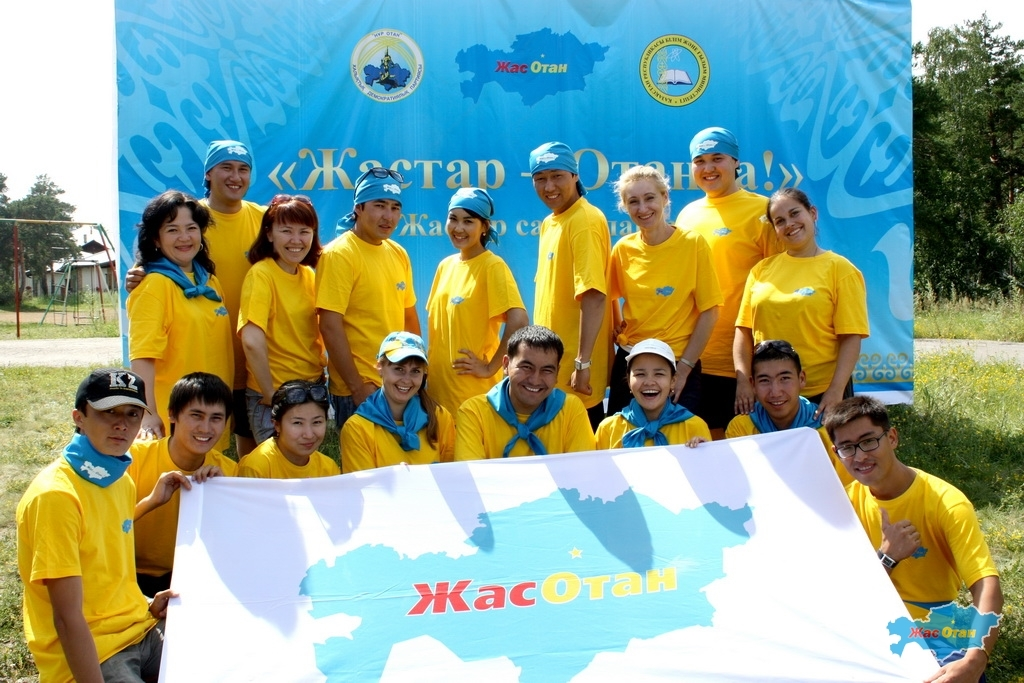
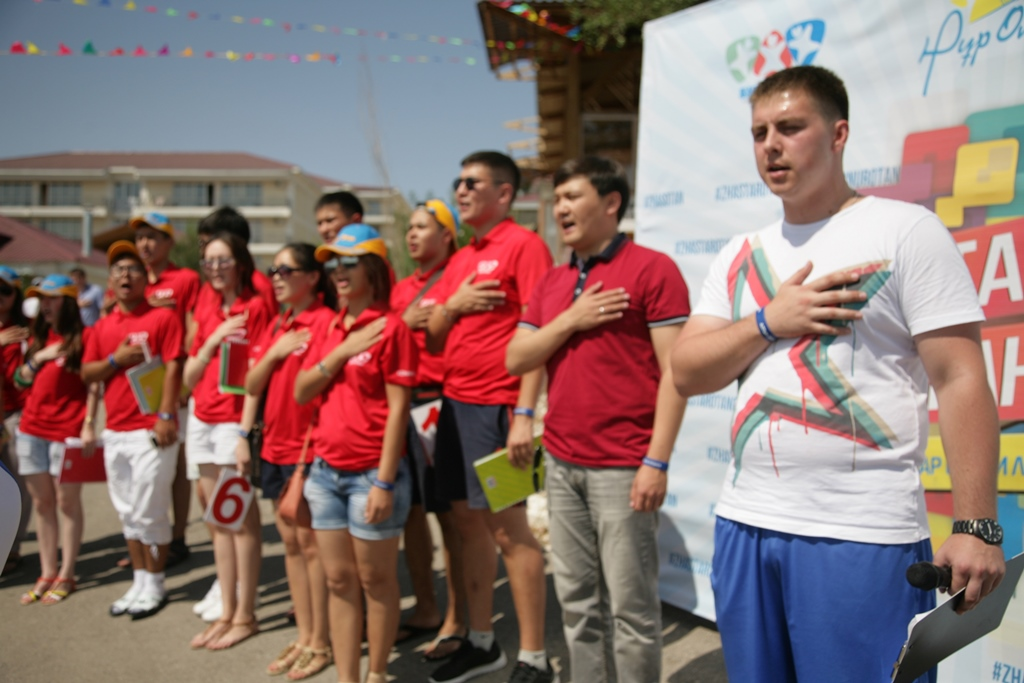
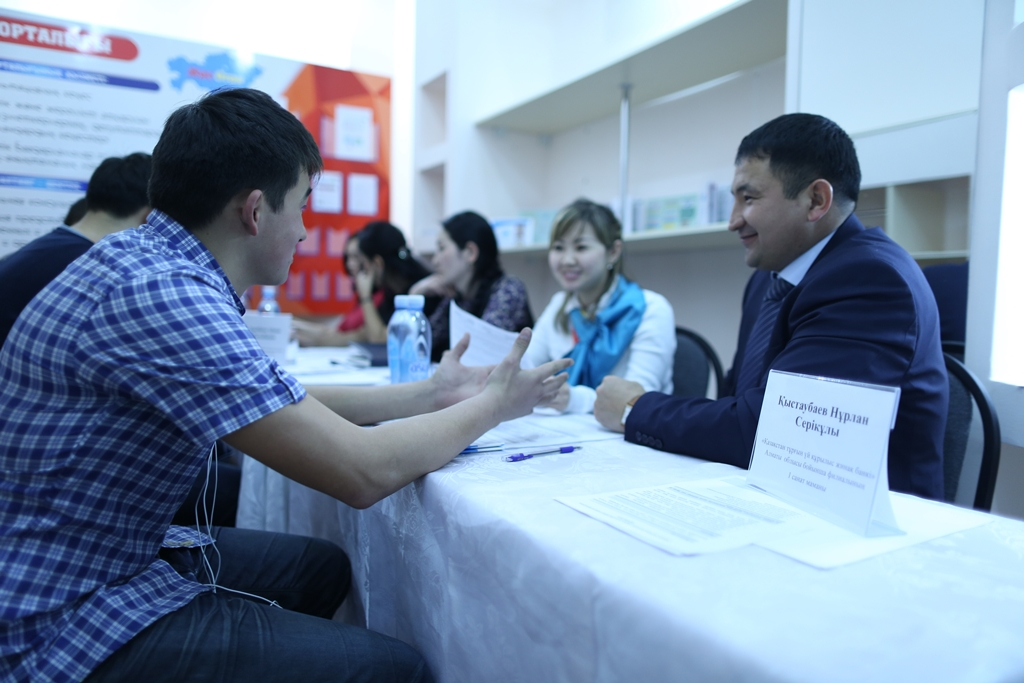
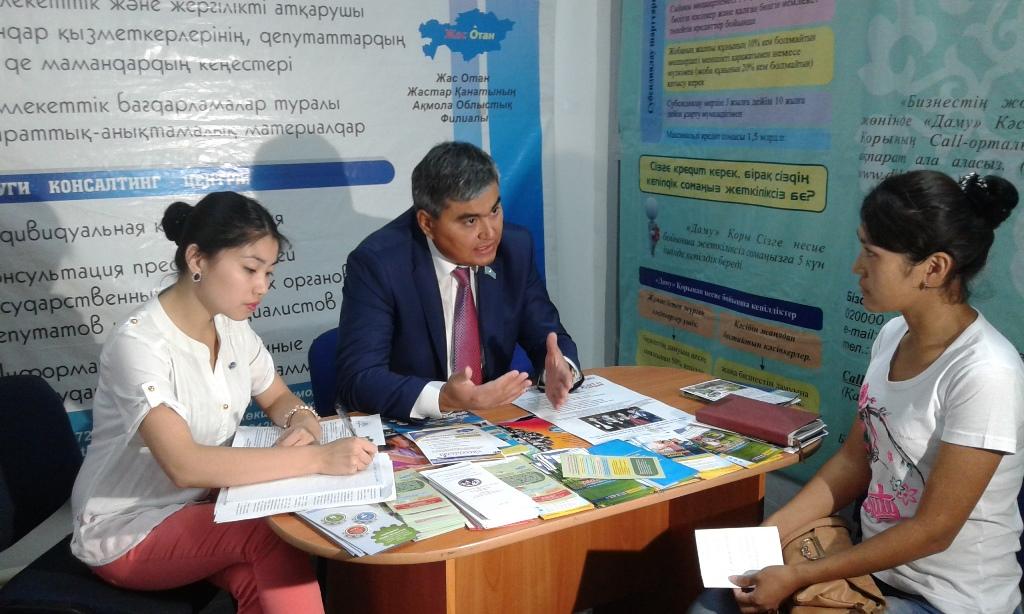
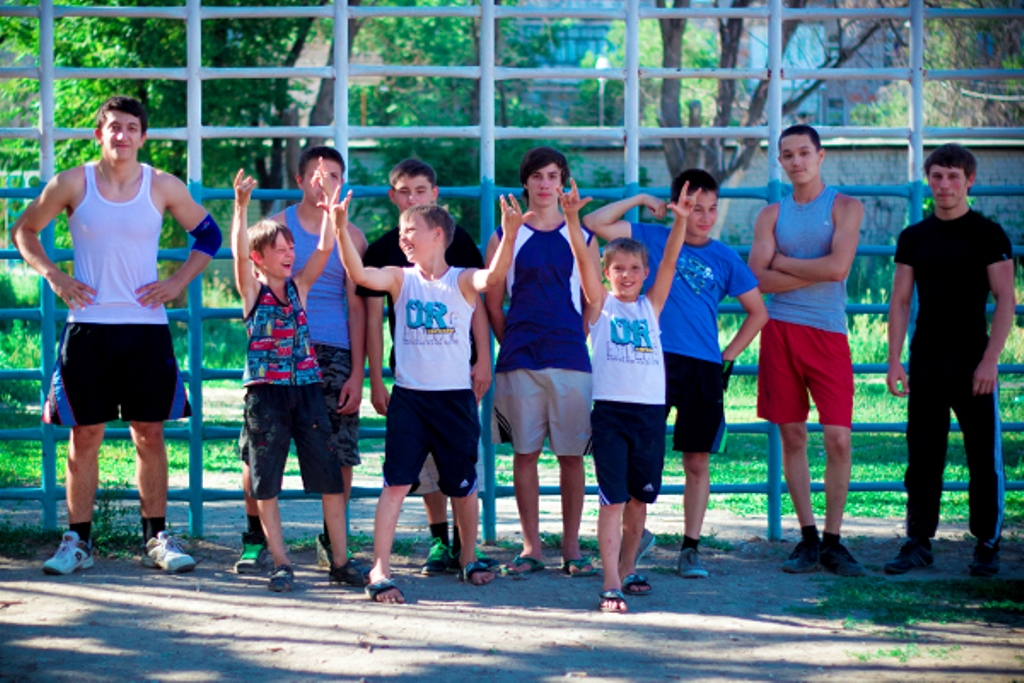

В рамках реализации программы «Жастар — Отанға!» (Молодёжь — Отечеству!) на данный момент реализуются более сорока концептов на базе региональных филиалов «Жас Отана», а также крупными молодёжными организациями страны. Направления концептов различны: от пропаганды патриотических ценностей, развития социальных проектов и инициатив молодёжи до оказания поддержки молодёжному предпринимательству. Кроме того в рамках проекта при поддержке Министерства образования и науки Казахстана проводится молодёжный образовательный инновационный лагерь, который заявляет хорошую возможность для активной и талантливой молодёжи организовать дискуссионную площадку между представителями государственных структур, бизнеса и молодёжи.
Проект реализуется согласно Доктрине Партии «Нұр Отан», где указано: «Сильная нация — это ответственные граждане, готовые вносить вклад в развитие и процветание государства. Воспитание молодежи в духе этих ценностей, составляющих основу патриотизма, всегда будет залогом успеха и процветания Казахстана».
На XV съезде Партии Глава государства подчеркнул, что партия должна быть главной патриотической силой и стать общенациональным центром формирования нового казахстанского патриотизма, провозглашённого в Стратегии-2050, а также в Послании «Нұрлы Жол — Путь в Будущее», что послужило основанием проекта «Жастар- Отанға!».

### «Молодёжный кадровый резерв»

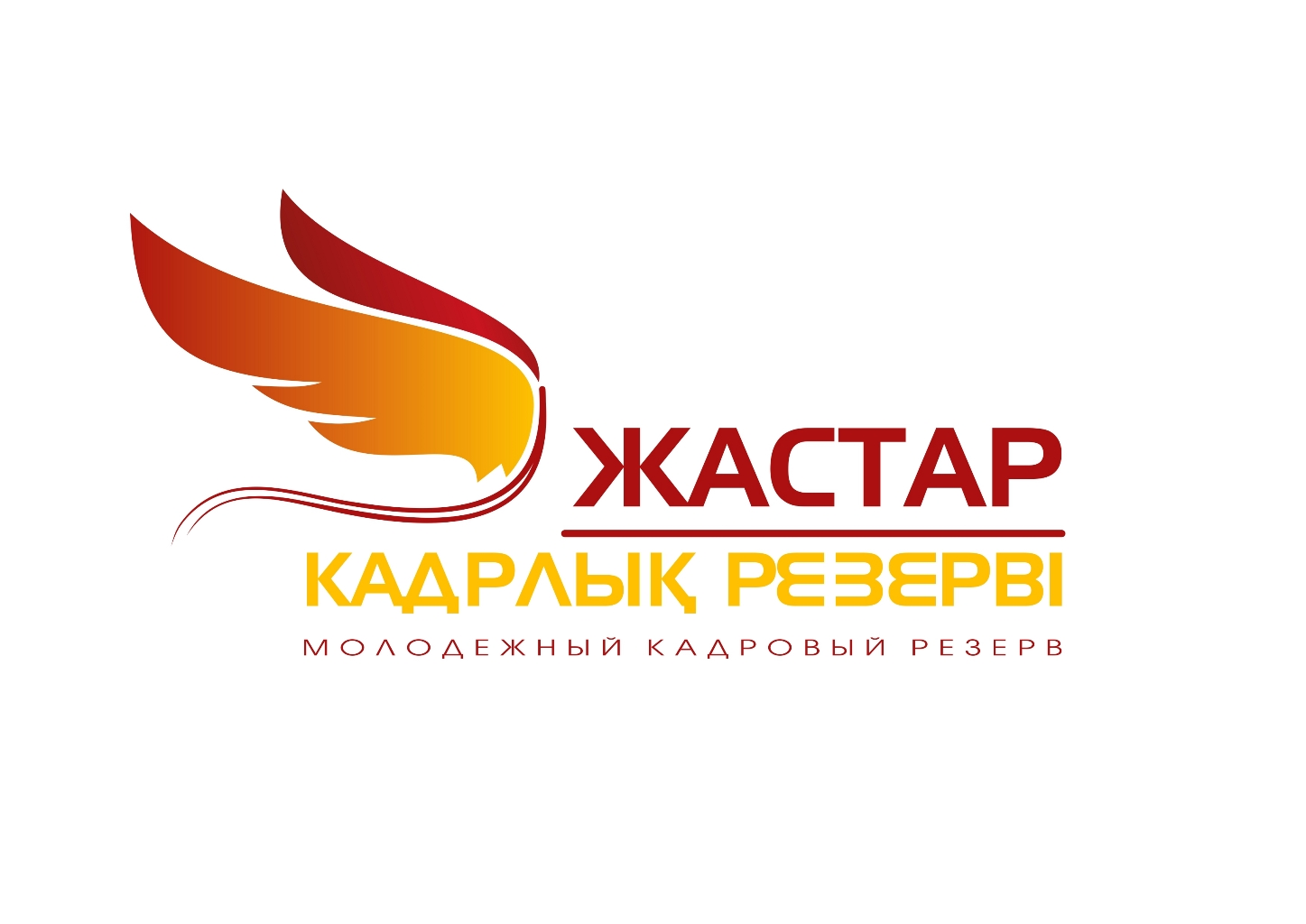
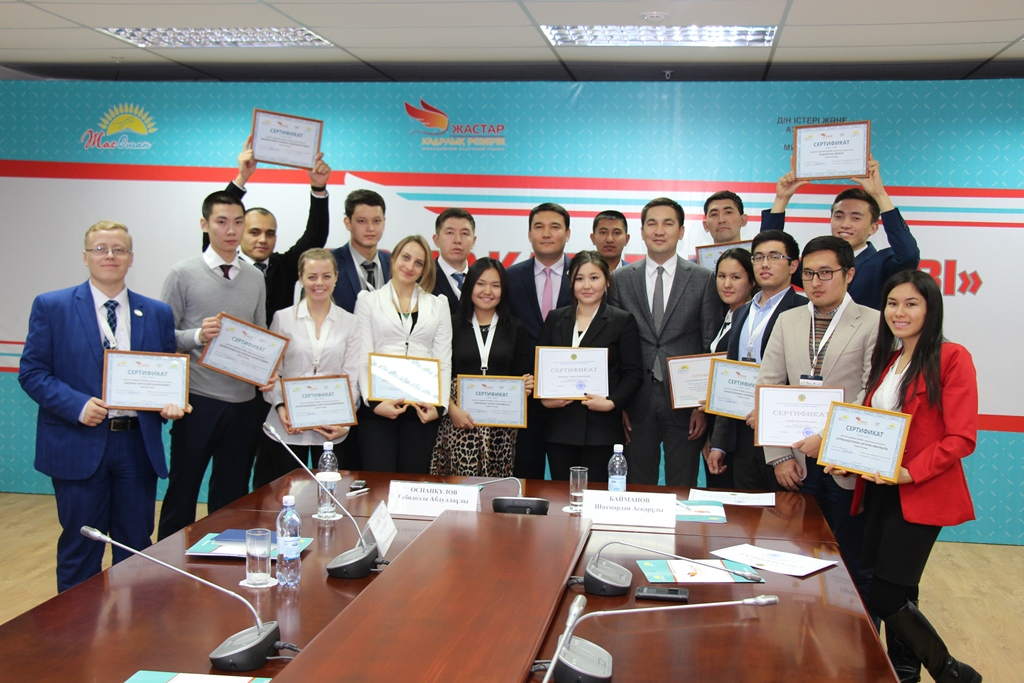
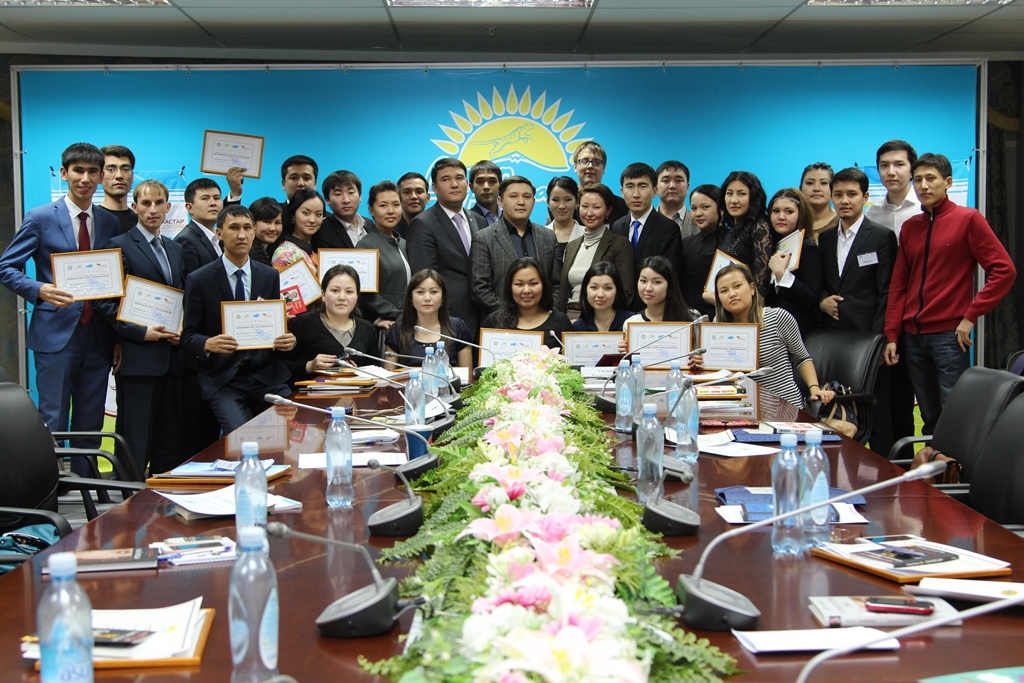
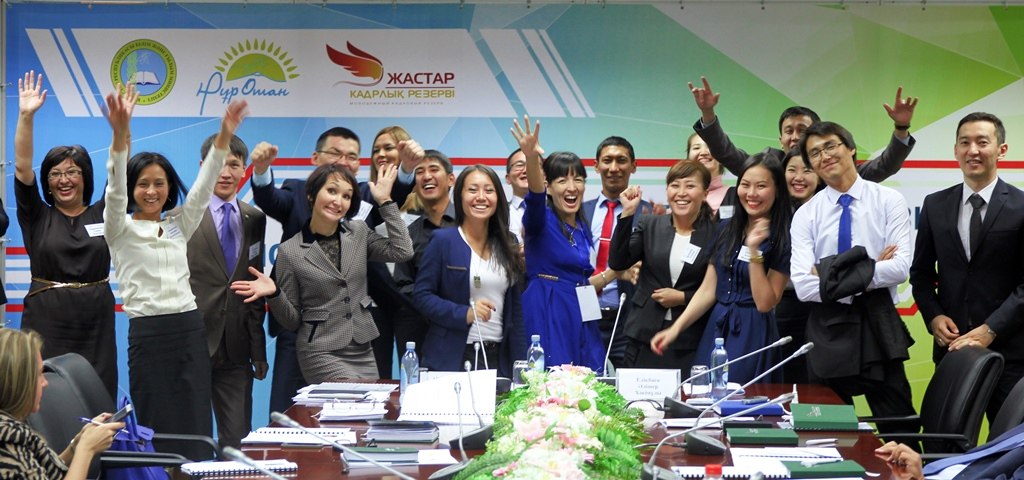
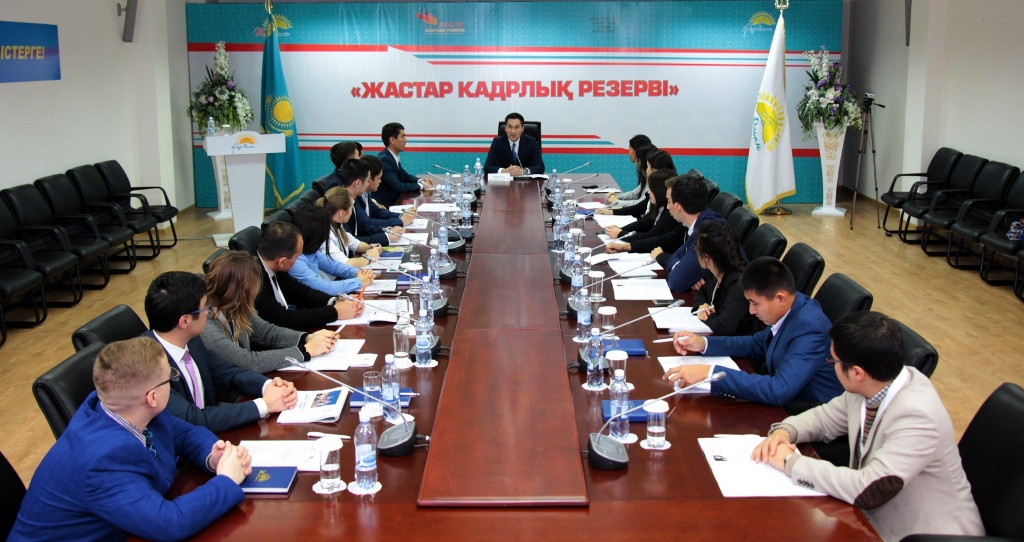
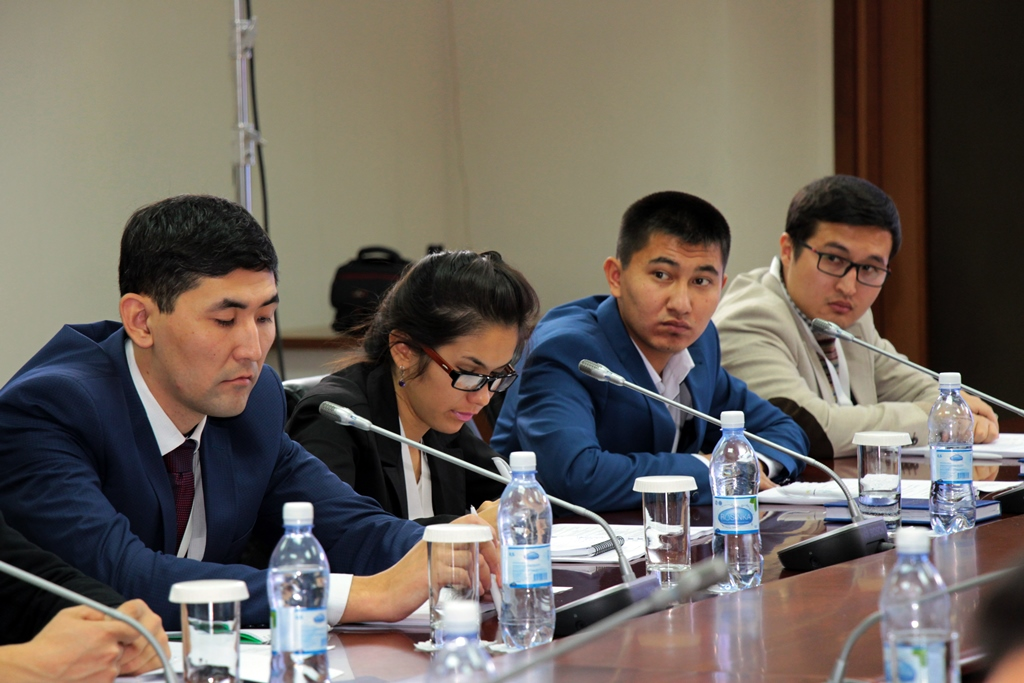
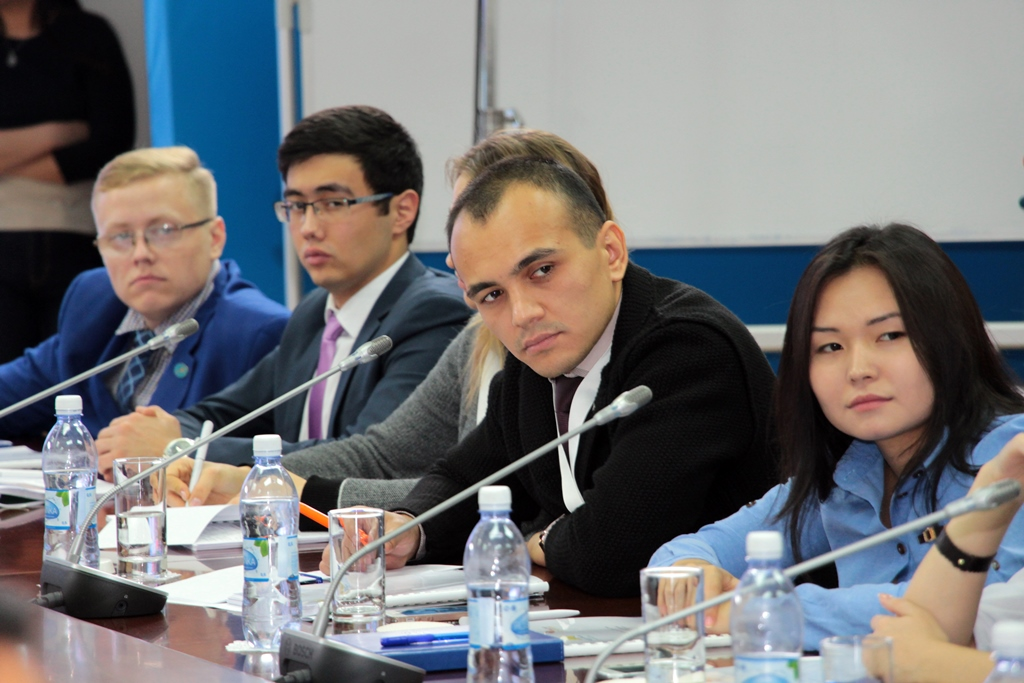

Главными целями проекта «Молодёжный кадровый резерв» являются создание кадрового резерва управленцев новой формации, согласование национальных и региональных интересов, усиление регионального и республиканского кадрового потенциала.
В 2009 году в результате проведённого отбора участников открытого конкурса — специалистов в возрасте до 29 лет, на республиканский уровень прошло 107 человек, из которых 32 человека были отобраны республиканской комиссией. С 7 по 31 июля они прошли обучение в Национальном центре по управлению персоналом государственной службы, а также приняли в этот период участие в инициированной молодёжным крылом «Жас Отан» республиканской акции «Казакша сойлесейік», оказали помощь в строительстве школы в посёлке Ильинка Есильского района. 6-11 августа для участников проекта был организован выездной семинар в посёлке Зеренда Зерендинского района, где они прослушали лекции, встретились с видными учёными, государственными и общественными деятелями страны, такими, как Дархан Калетаев, Куаныш Султанов, Бауыржан Байбек, Альберт Рау, Ерлан Карин, Болат Байкадамов, Нурлан Еримбетов и другими. C 12 августа по 13 сентября резервисты прошли стажировку в партии «Нур Отан», центральных и местных государственных органах, Фонде национального благосостояния «Самрук-Казына», затем с 15 сентября по 13 ноября прошли обучение в Академии государственного управления при Президенте Республики Казахстан, где проводились встречи резервистов с политическими и общественными деятелями, такими как министр охраны окружающей среды Нургали Ашимов, директор Президентского культурного центра Мырзатай Жолдасбеков, депутат Мажилиса парламента Казахстана Бекболат Тлеухан и другие. 29—30 октября 2009 года они приняли участие во встрече лидеров молодёжных крыльев политических партий и молодёжных организаций государств-участников СНГ и ШОС «Молодёжный кадровый резерв — основа преемственности Евразийской интеграции».
С 2010 года проект реализовывается совместно с Ассоциацией стипендиатов международной стипендии Президента Республики Казахстан «Болашак», при поддержке Министерства образования и науки Казахстана.
«Молодежный кадровый резерв» — это республиканская база данных специалистов, мотивированных на карьерный рост, обладающих высоким уровнем развития профессиональных навыков и управленческих компетенций.
Цель проекта — формирование пула современных и эффективных управленцев.
Проект включает в себя подготовку кандидатов, готовых к профессиональному повышению и выдвижению себя на руководящие позиции.

### «Сәтті қадам»

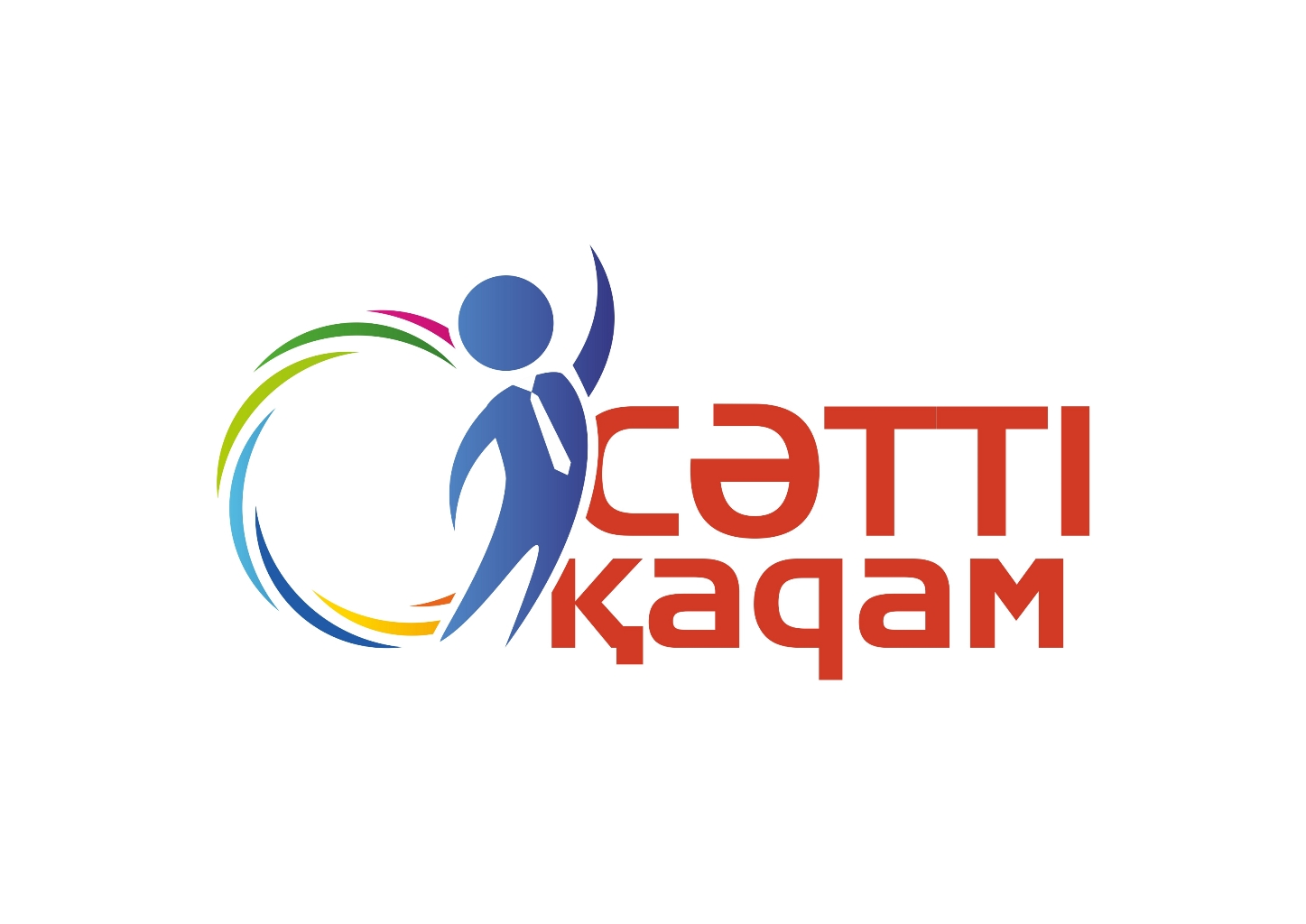
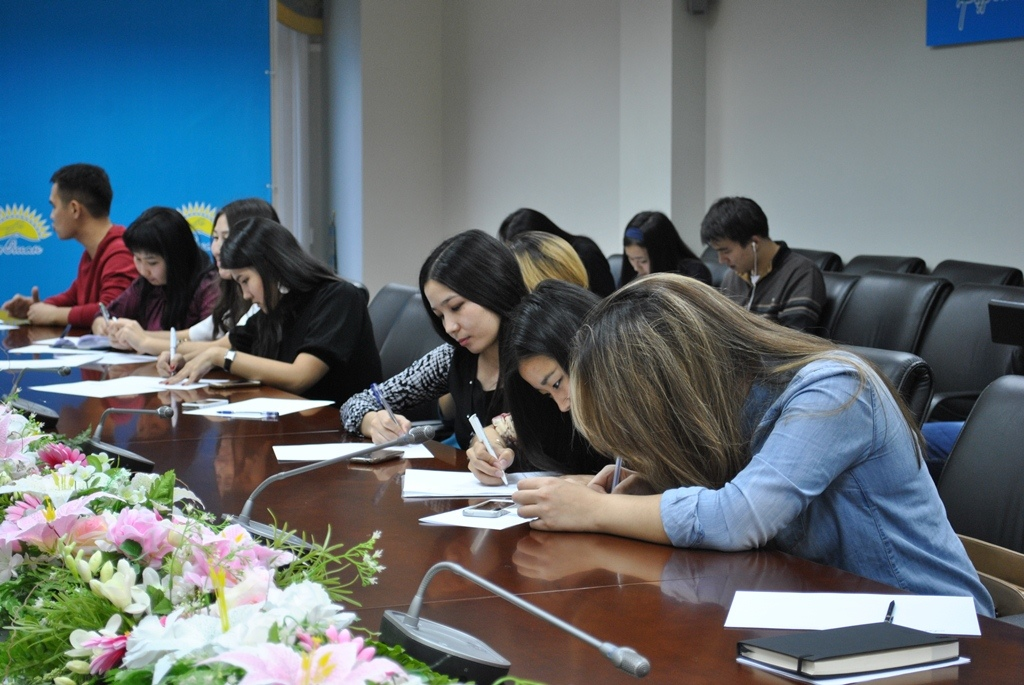
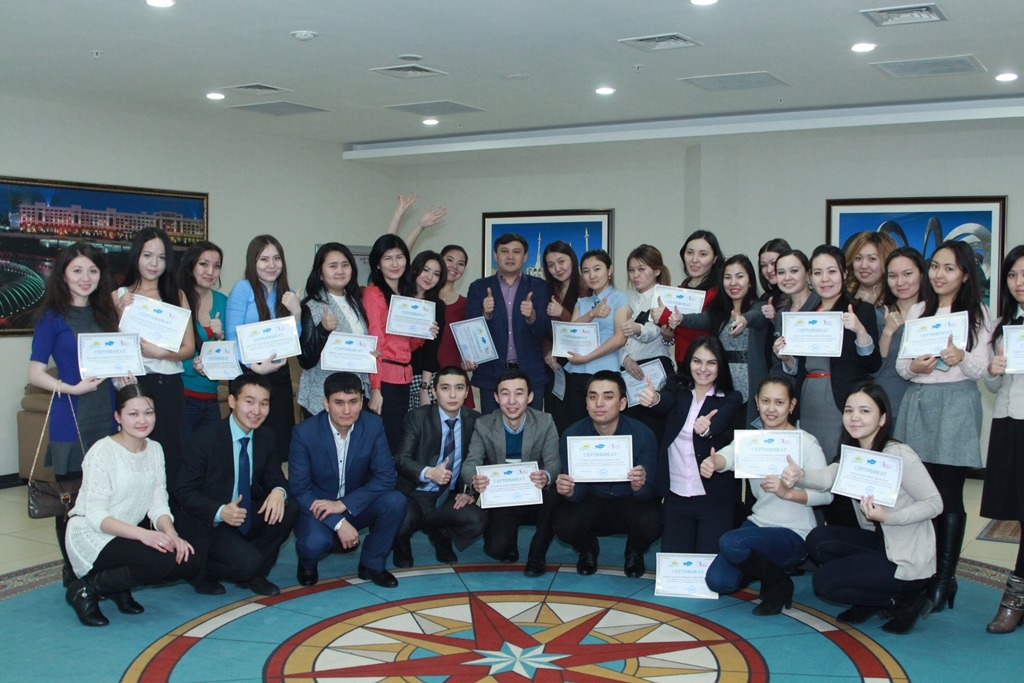
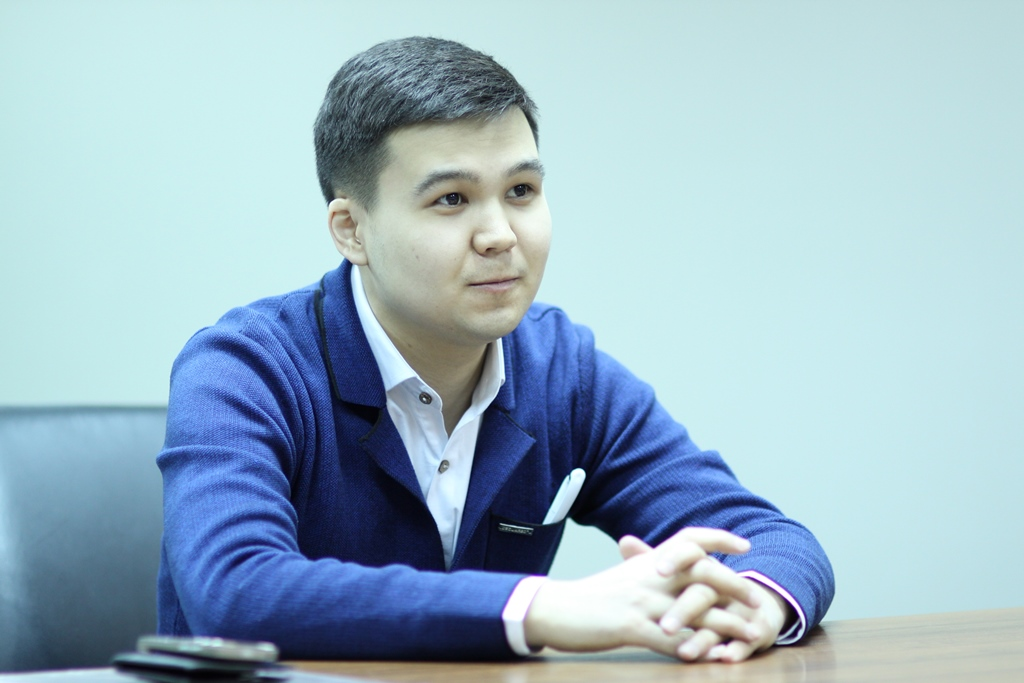
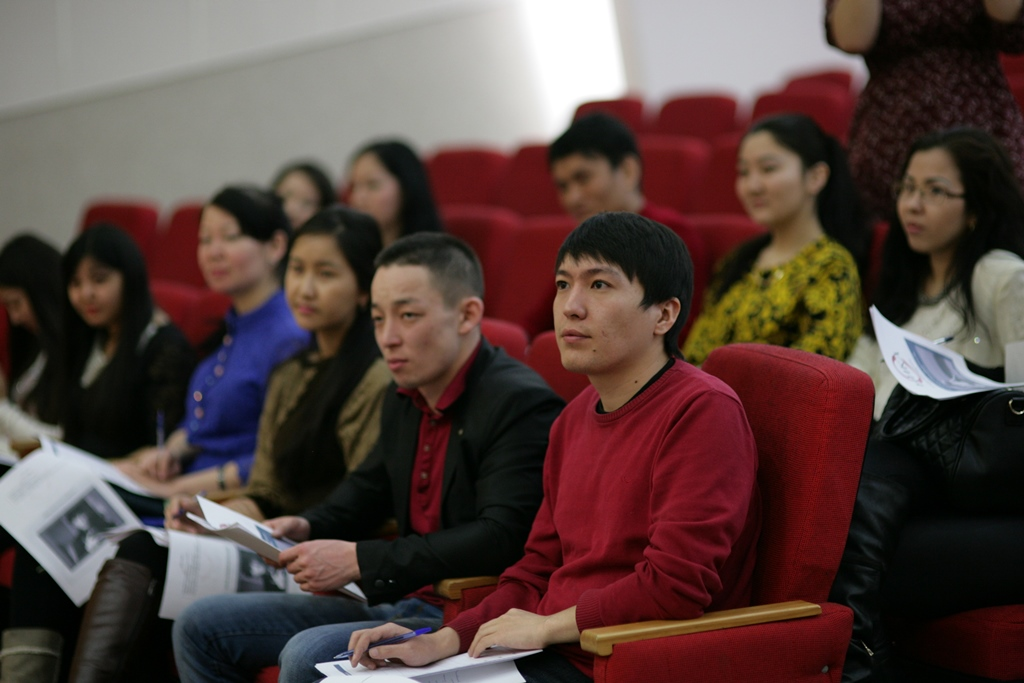
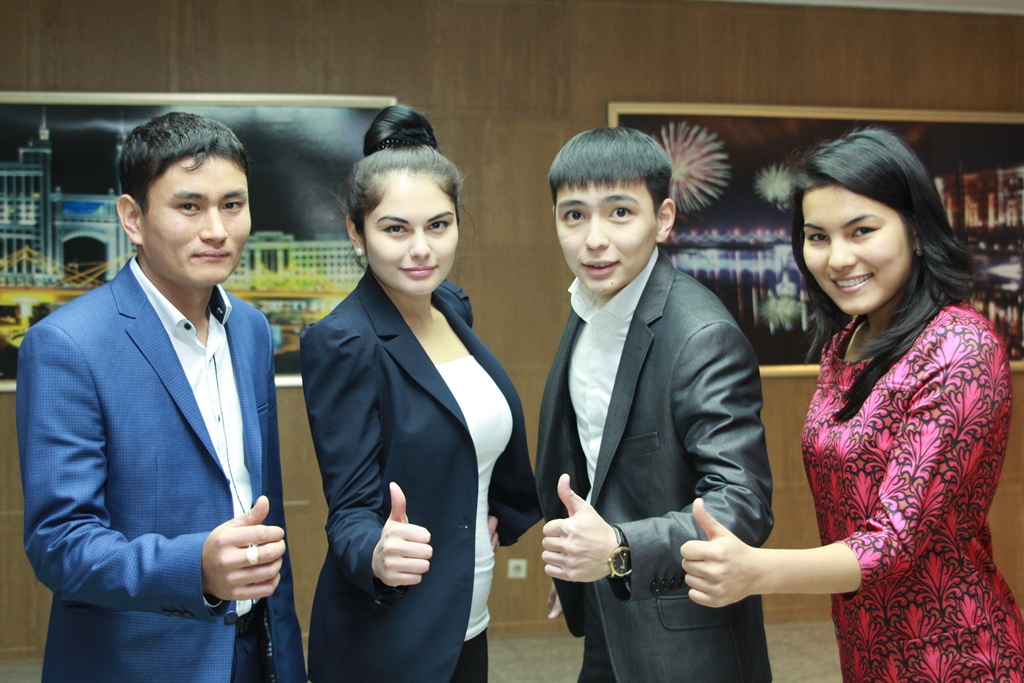
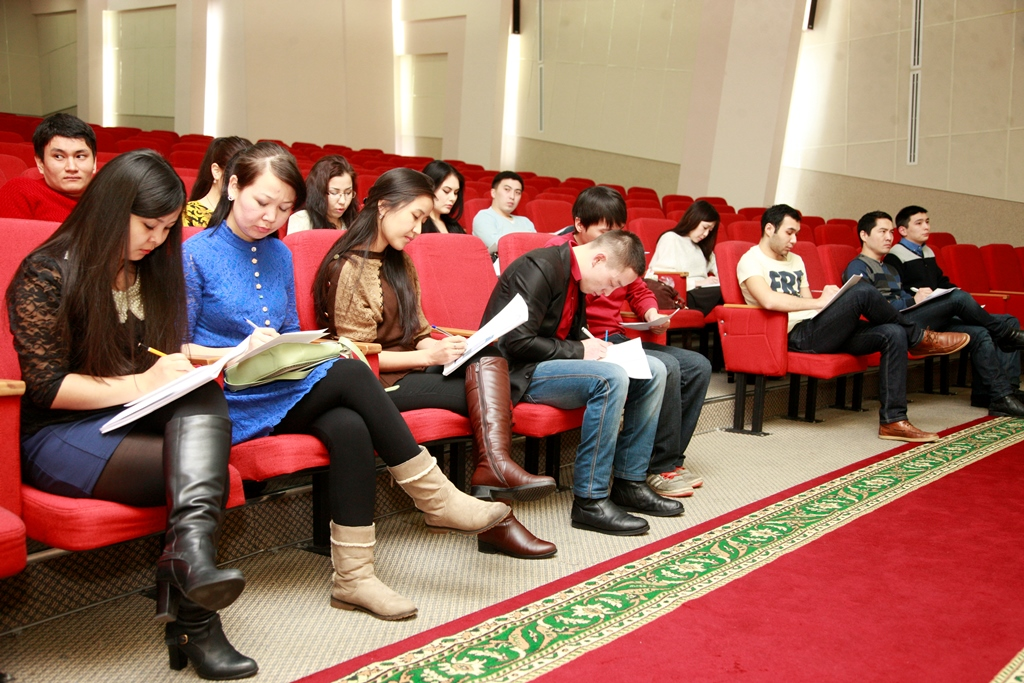
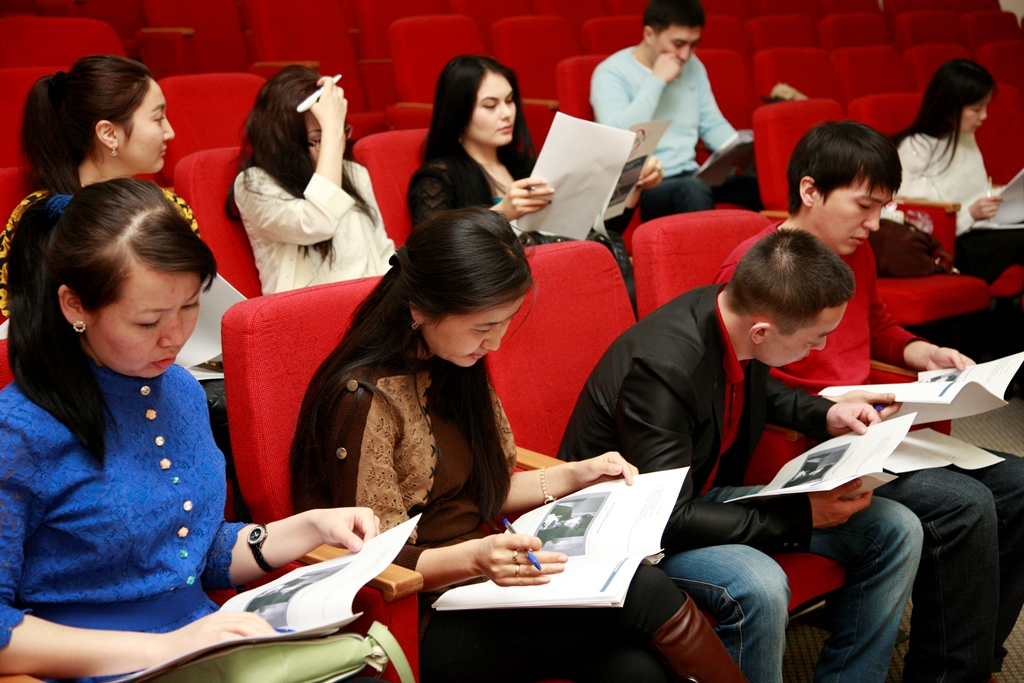

Одним из приоритетов в работе Партии «Нұр Отан» является «социальная политика». О необходимости эффективной реализации данного направления отмечается в основополагающем документе — Доктрине Партии.
Реализация проекта «Сәтті қадам» направлена на достижение одного из факторов всеобщего успеха Политической Доктрины Партии — «Справедливая социальная политика», где отмечено: «государственная поддержка должна быть ориентирована прежде всего на активное вовлечение граждан в полноценную социальную и экономическую жизнь». Если затрагивать ценности Партии, которым в новой Политической Доктрине Партии уделяется особое внимание, основные цели проекта «Сәтті қадам» будут соответствовать двум ценностям: «Человек» и «Устремленность в будущее», в основе которых стоит человек, его достоинства и права, а также гарантированный и равный доступ к социальным и другим благам, позволяющим ему быть здоровым и образованным, трудиться и получать достойную зарплату.

### «Национальная лига КВН»

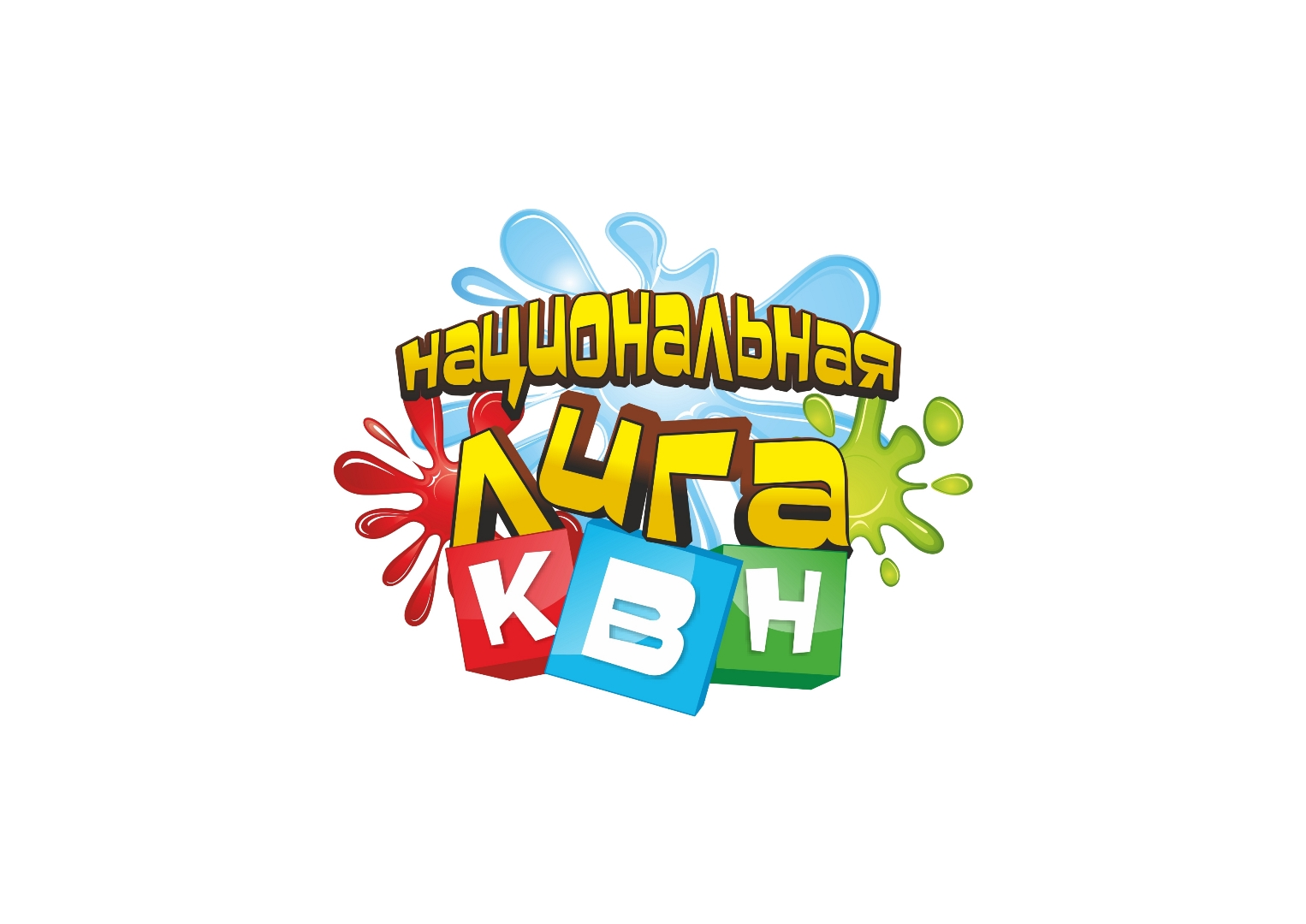
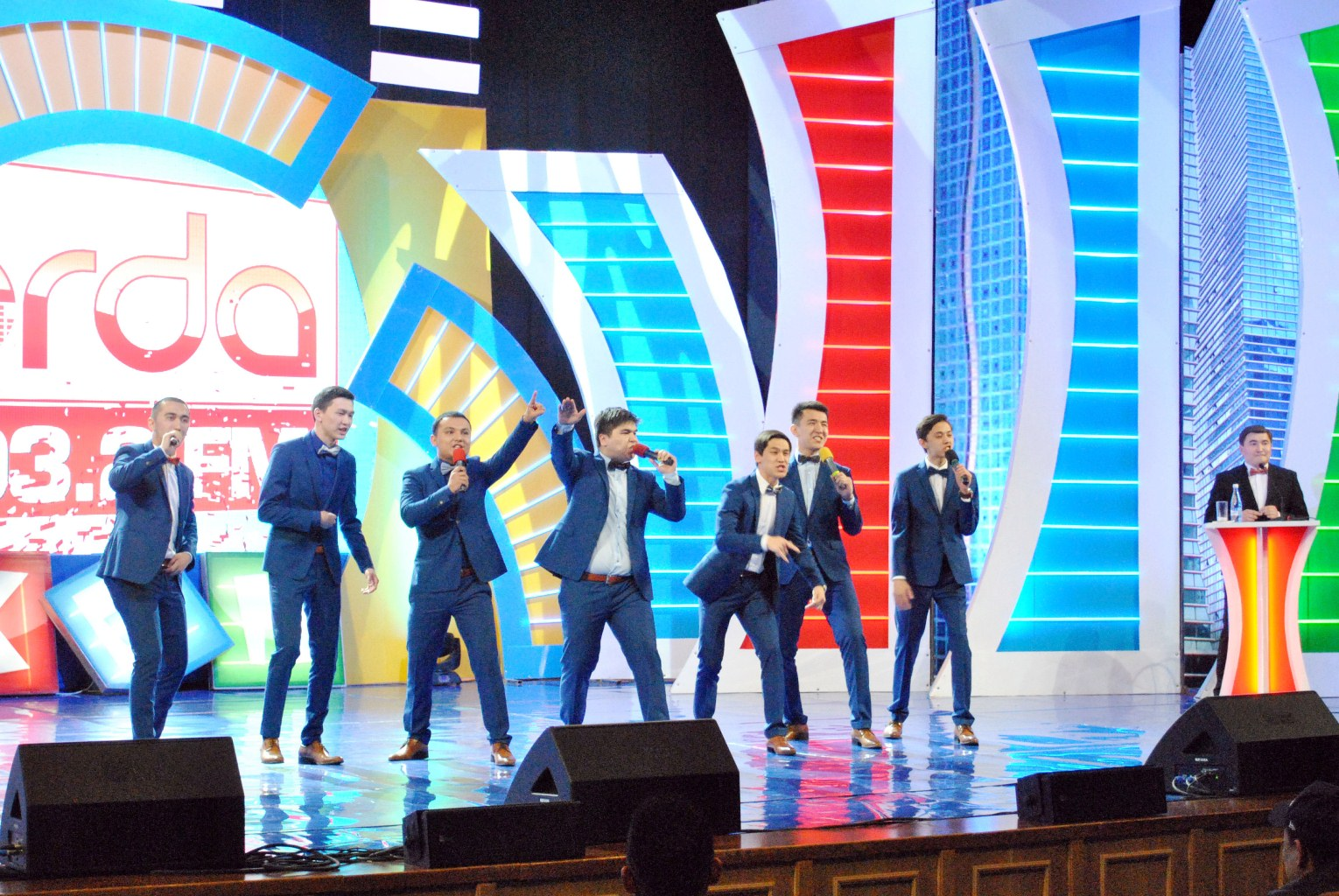
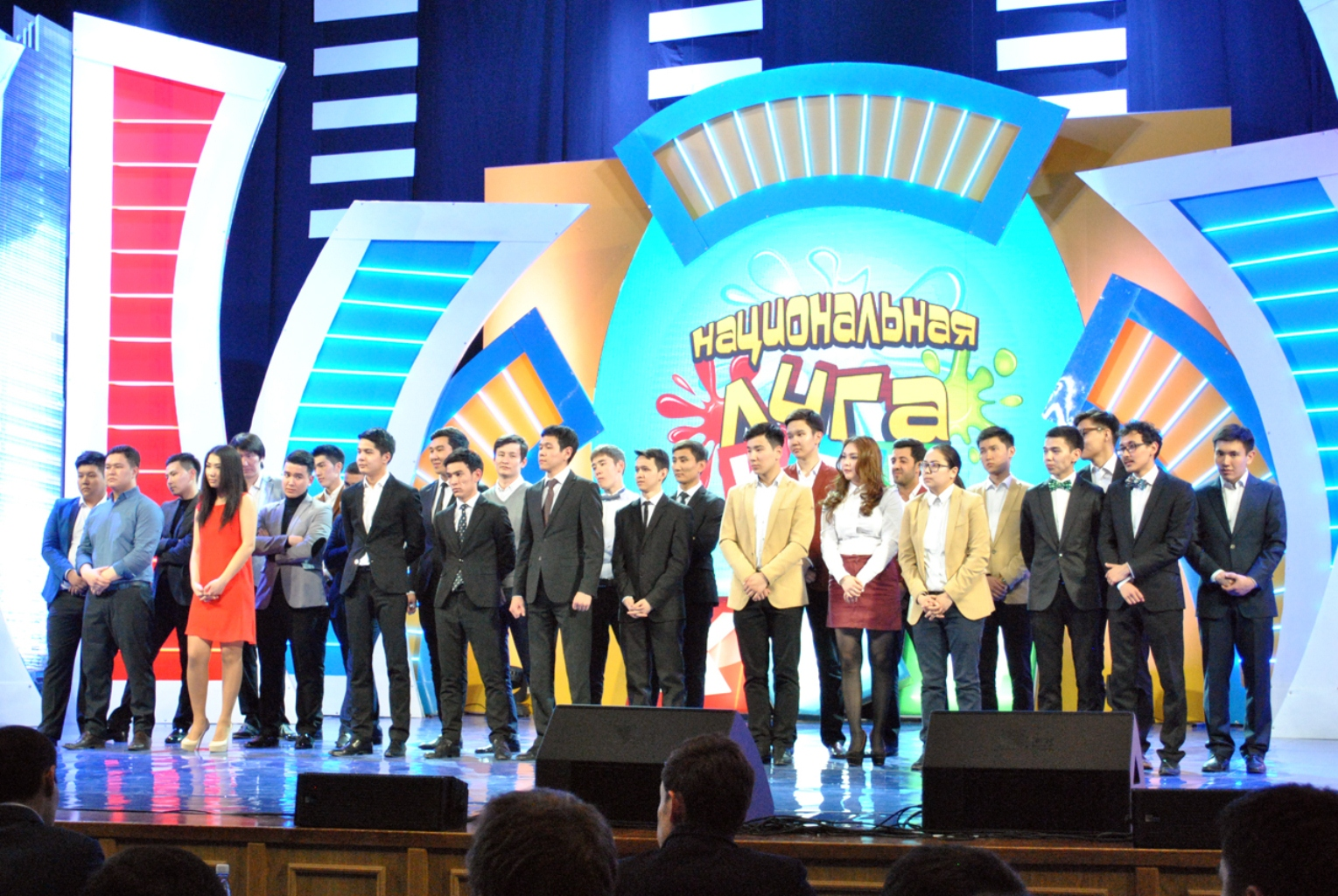
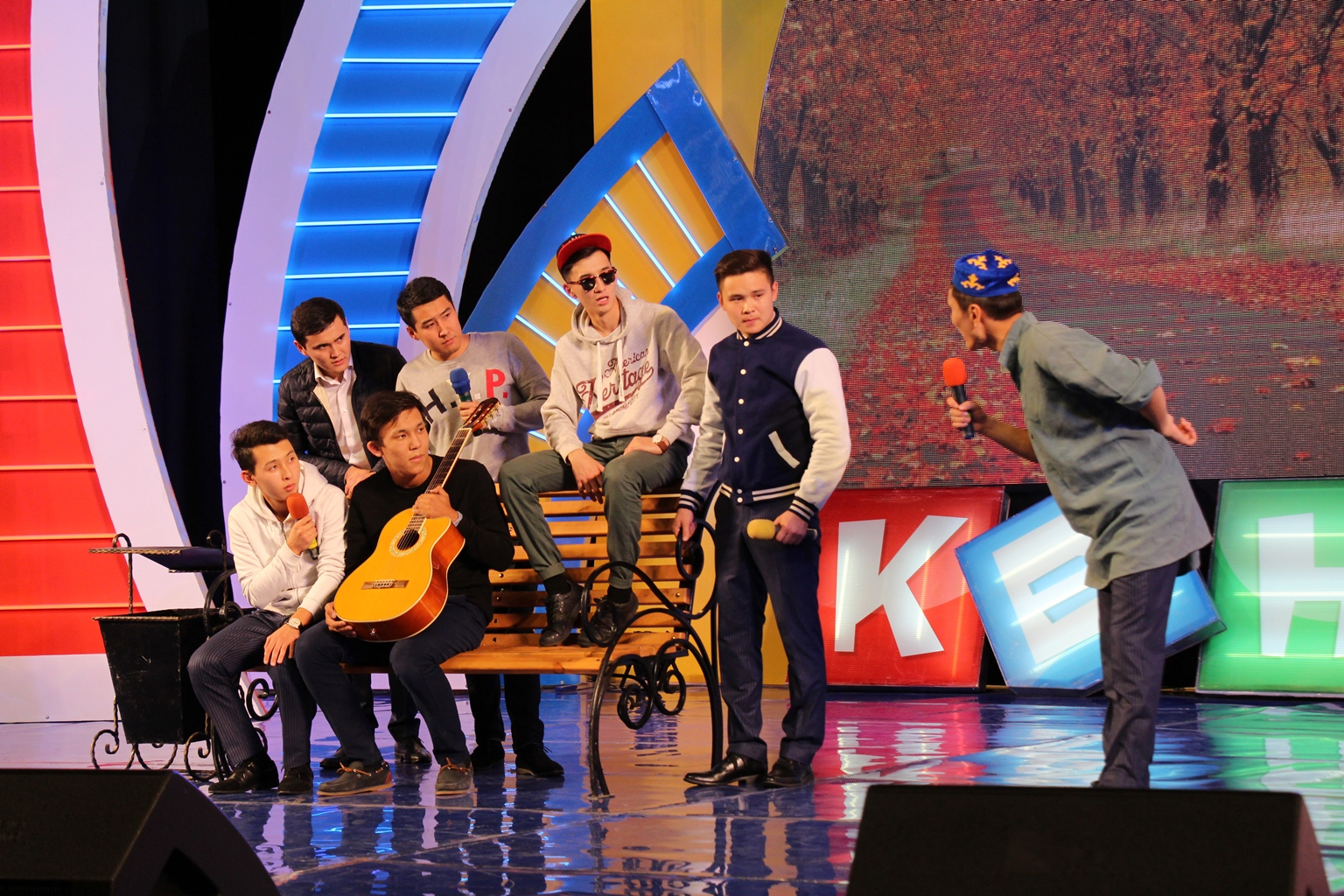
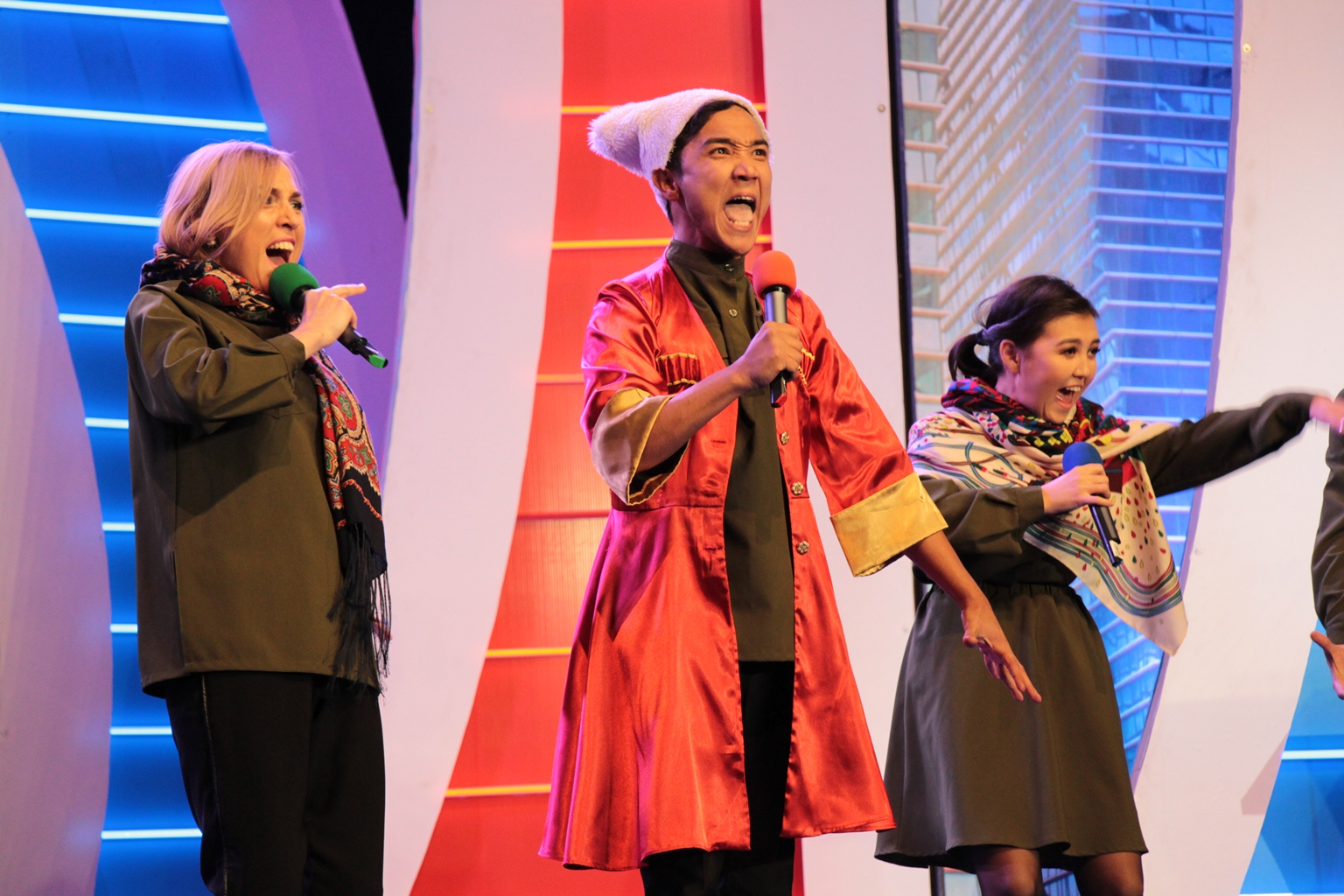
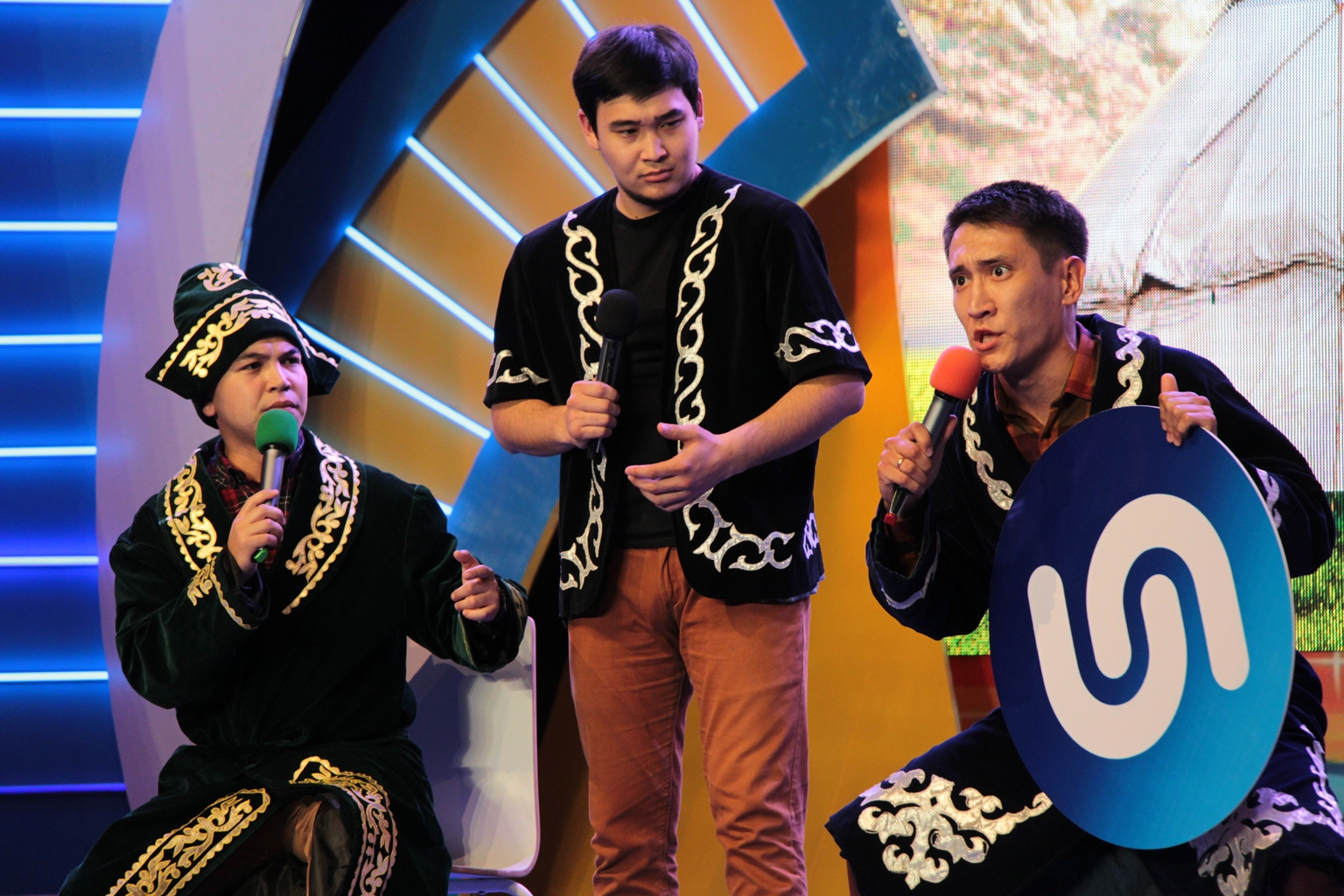
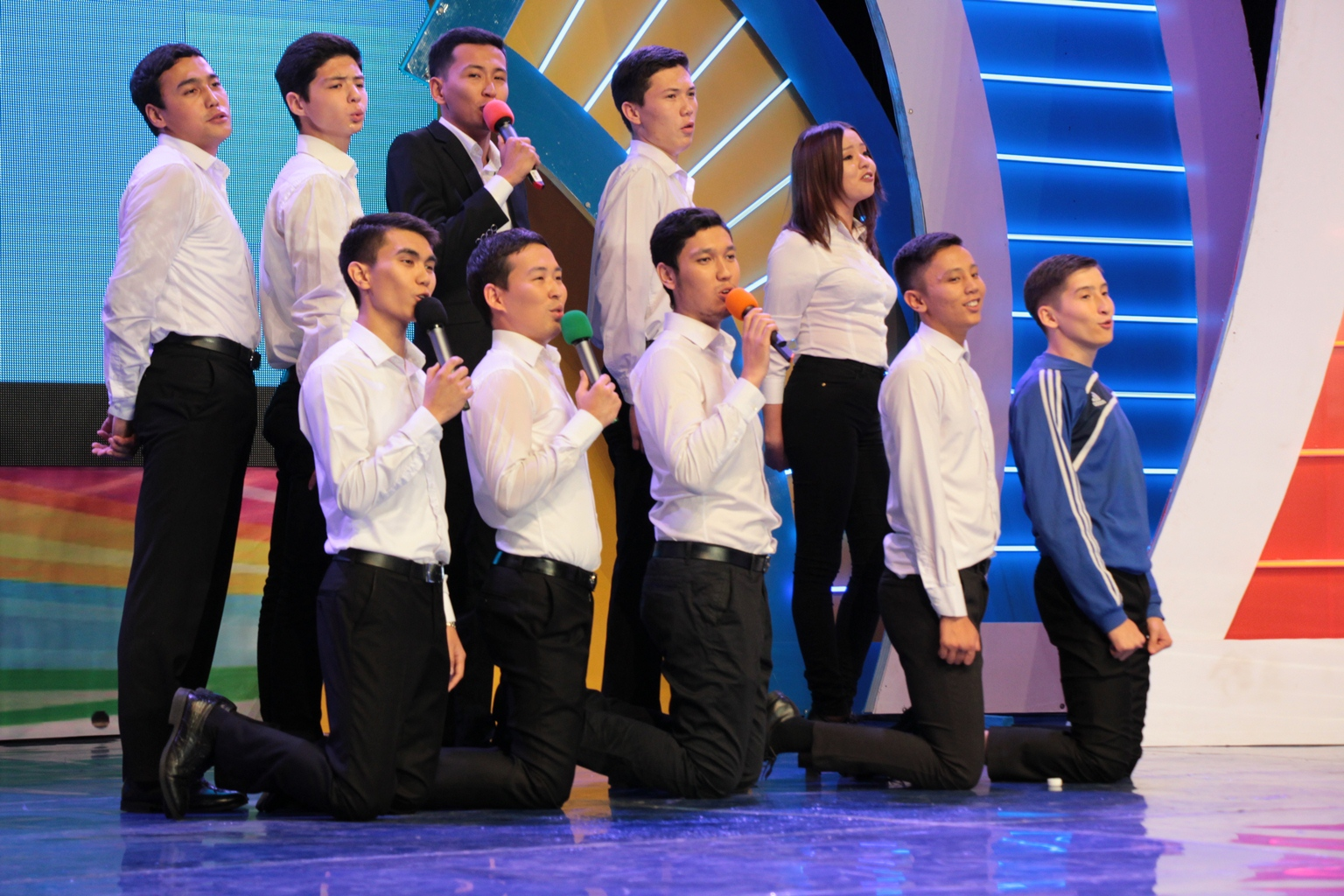
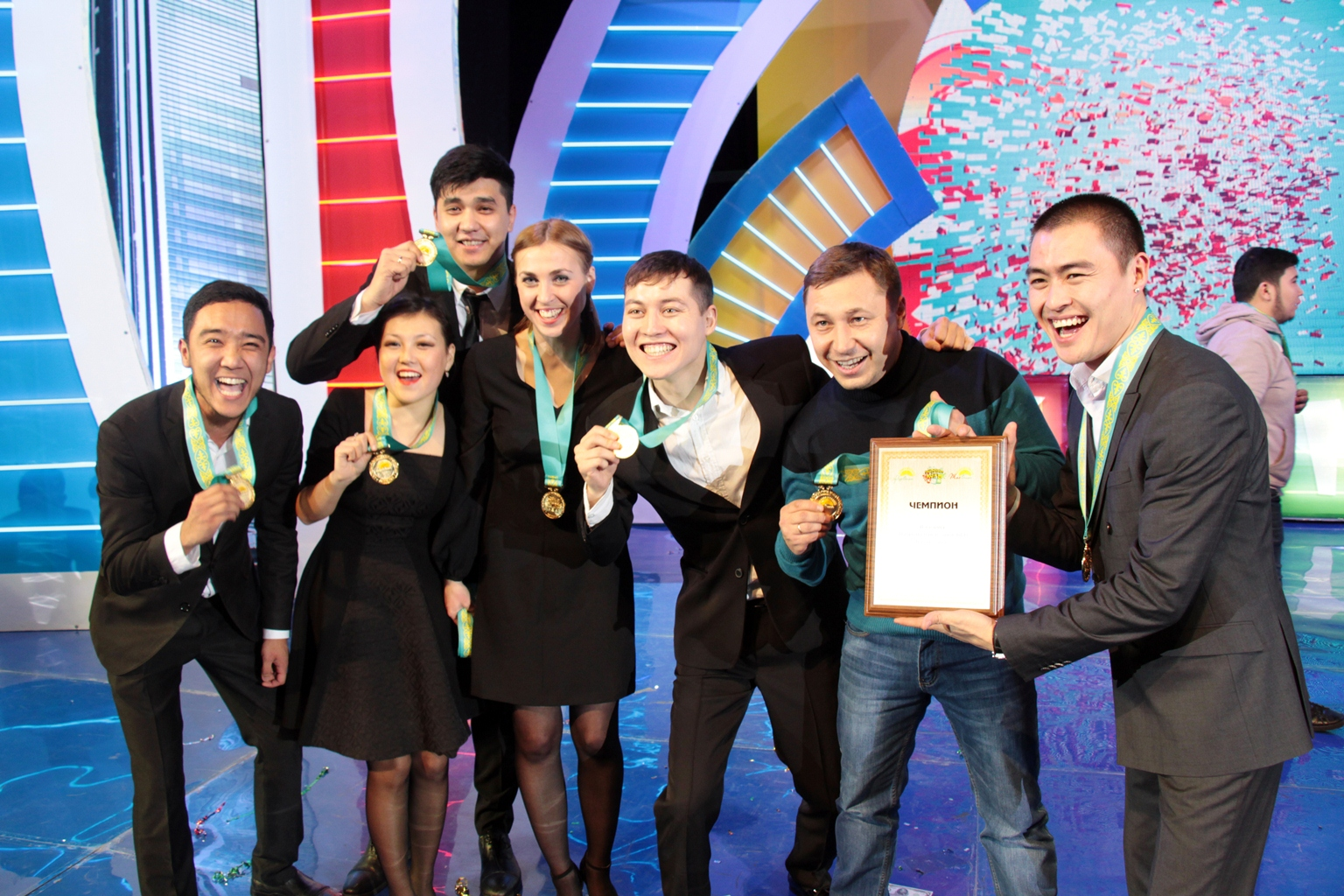
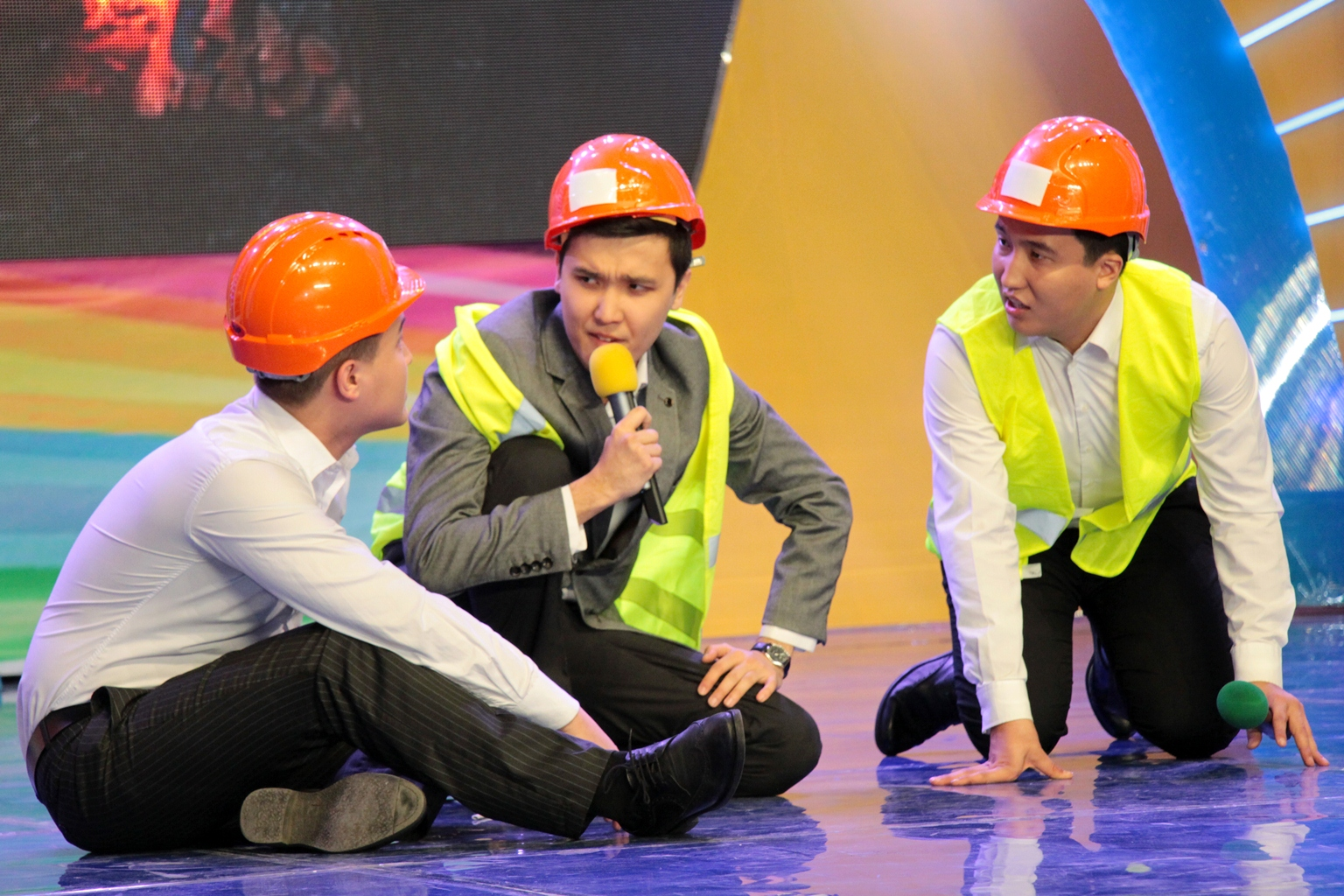
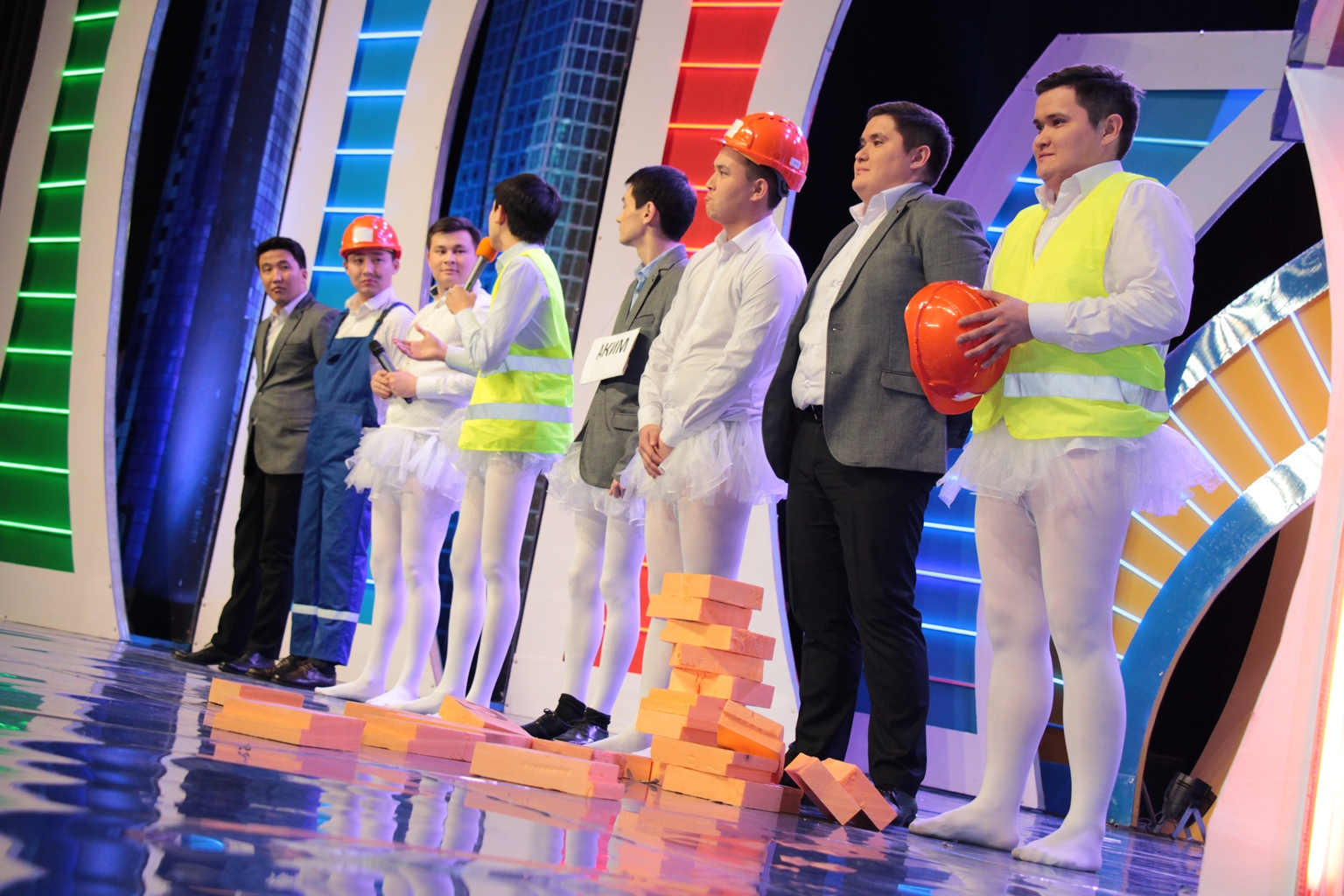
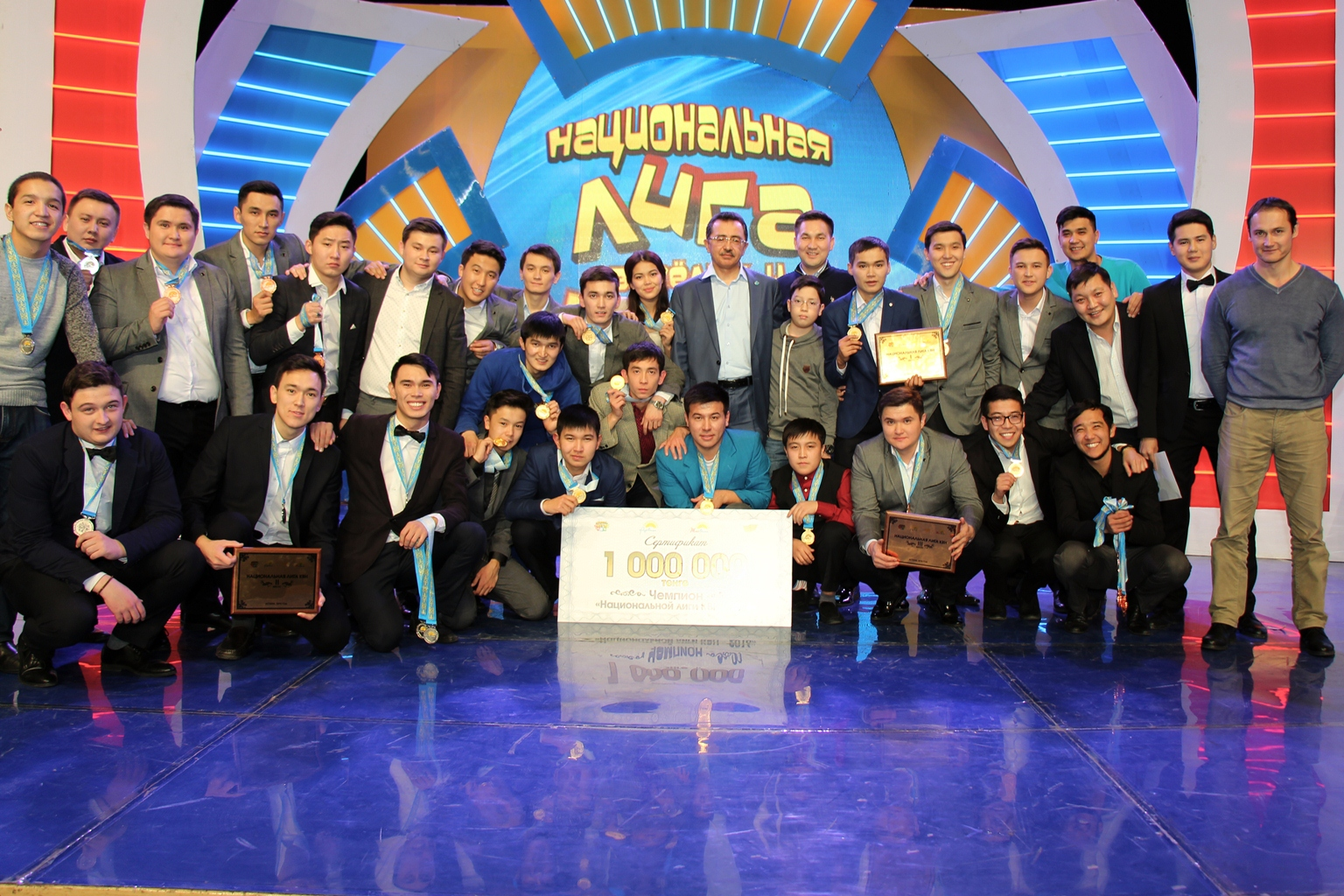

КВН — самое популярное среди молодежи интеллектуальное соревнование в странах СНГ. Огромное количество КВН-щиков стали узнаваемыми звездами на телевидении, лидерами общественного мнения среди молодежи. Во многих странах КВН-движению уделяется огромное внимание и поддержка со стороны государства.
На сегодняшний день «Национальная лига КВН» исполняет роль единого КВН-движения и способствует развитию творческого потенциала молодежи под эгидой Партии «Нұр Отан» так как согласно политической Доктрине партии одним из новых принципов взаимодействия является нация сильных и активных граждан.
«Национальная лига КВН» — казахстанская версия телевизионной юмористической игры.
Игра, в которой команды различных коллективов соревнуются в юмористических ответах на заданные вопросы, импровизациях на заданные темы, разыгрывании заранее заготовленных сцен и т. д.

### Республиканский молодежный конкурс инновационных проектов «NURINTECH»

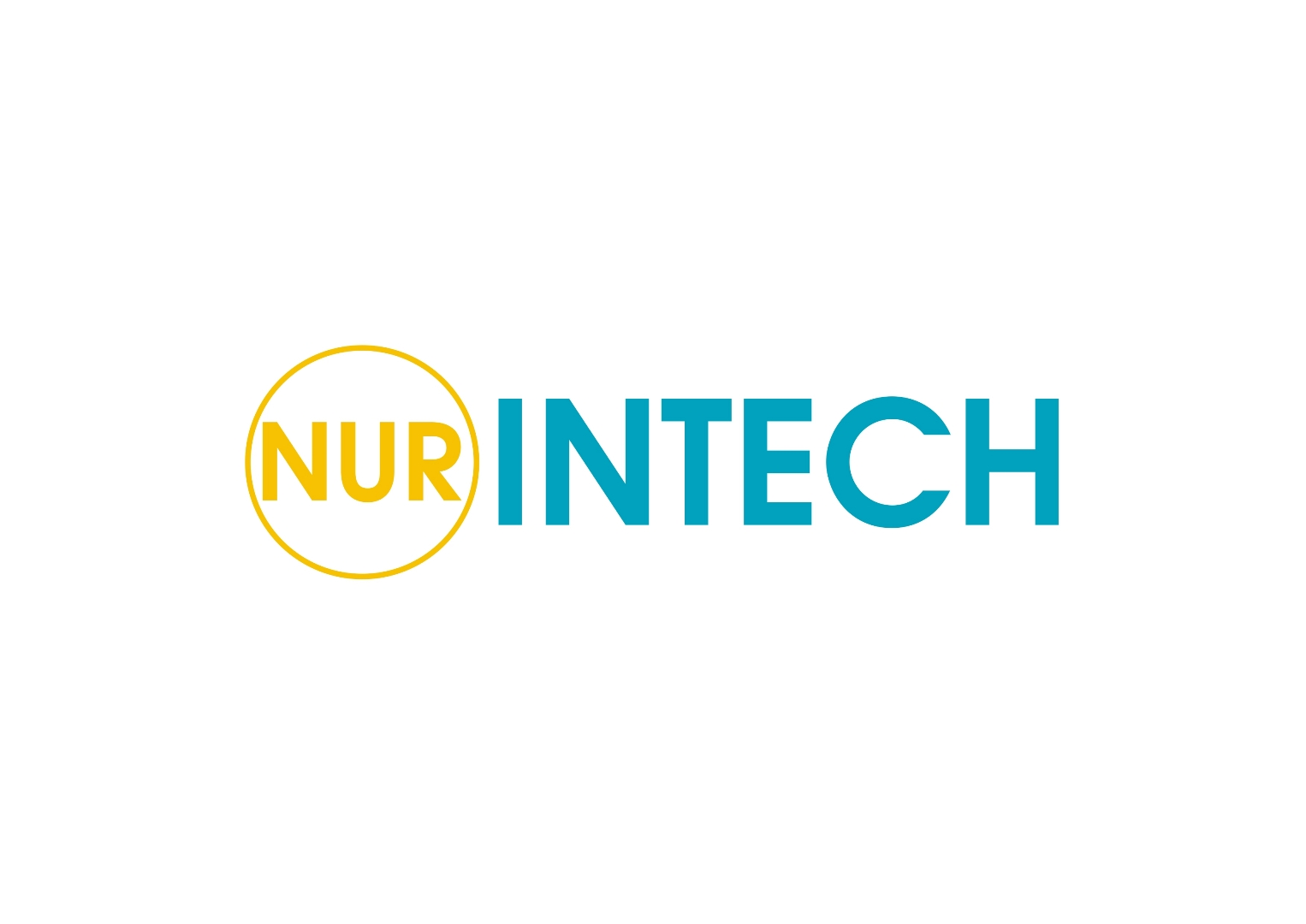
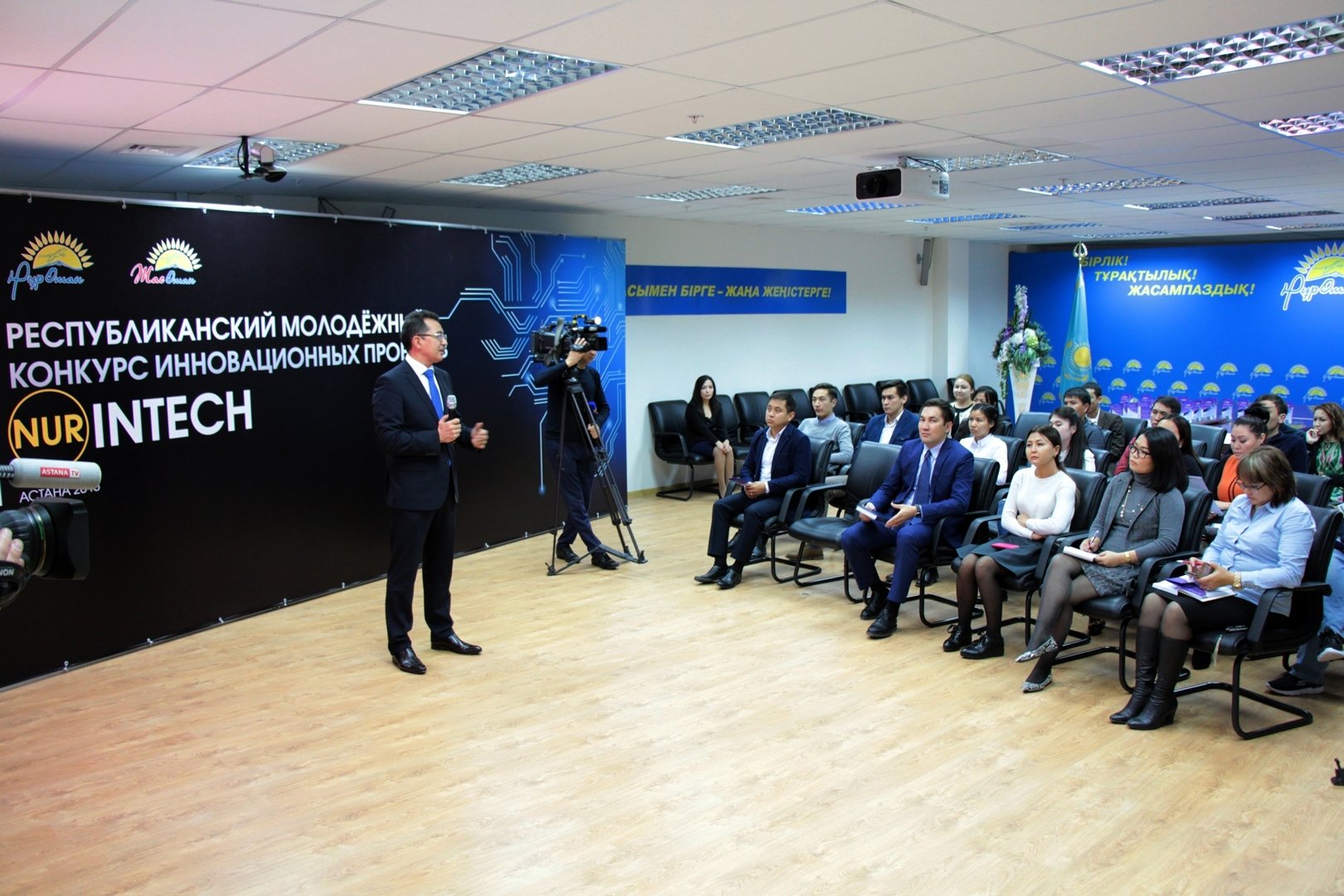
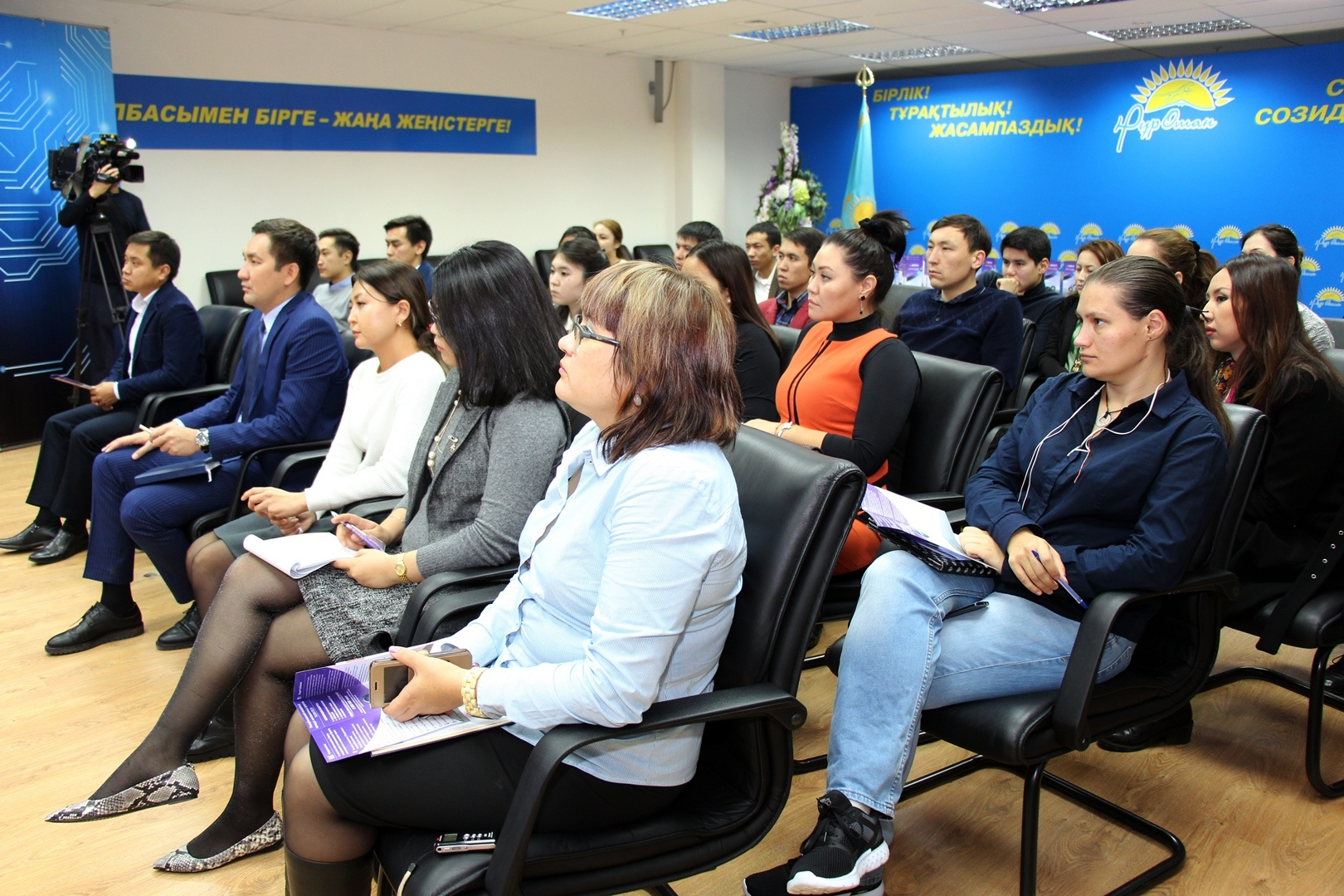
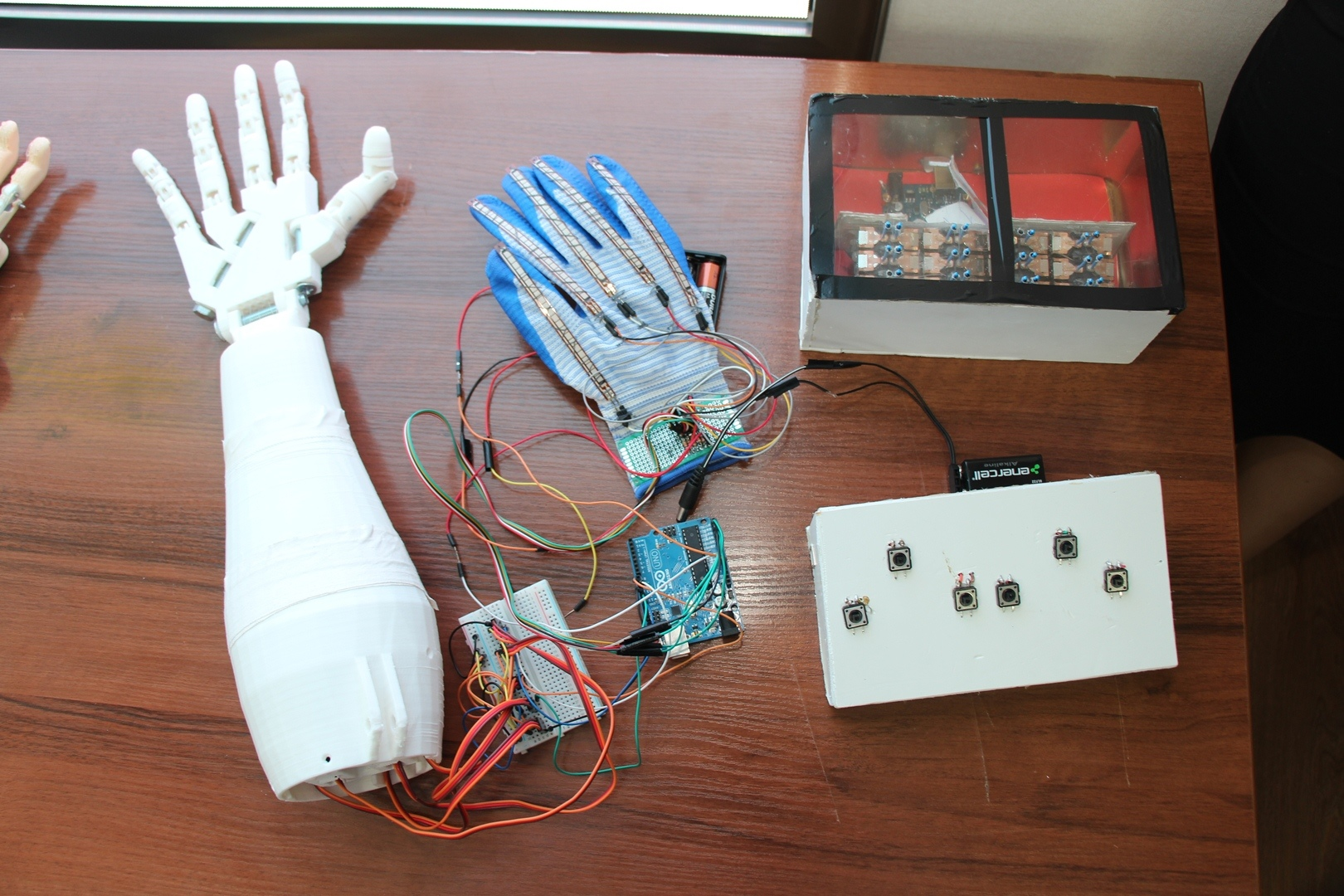
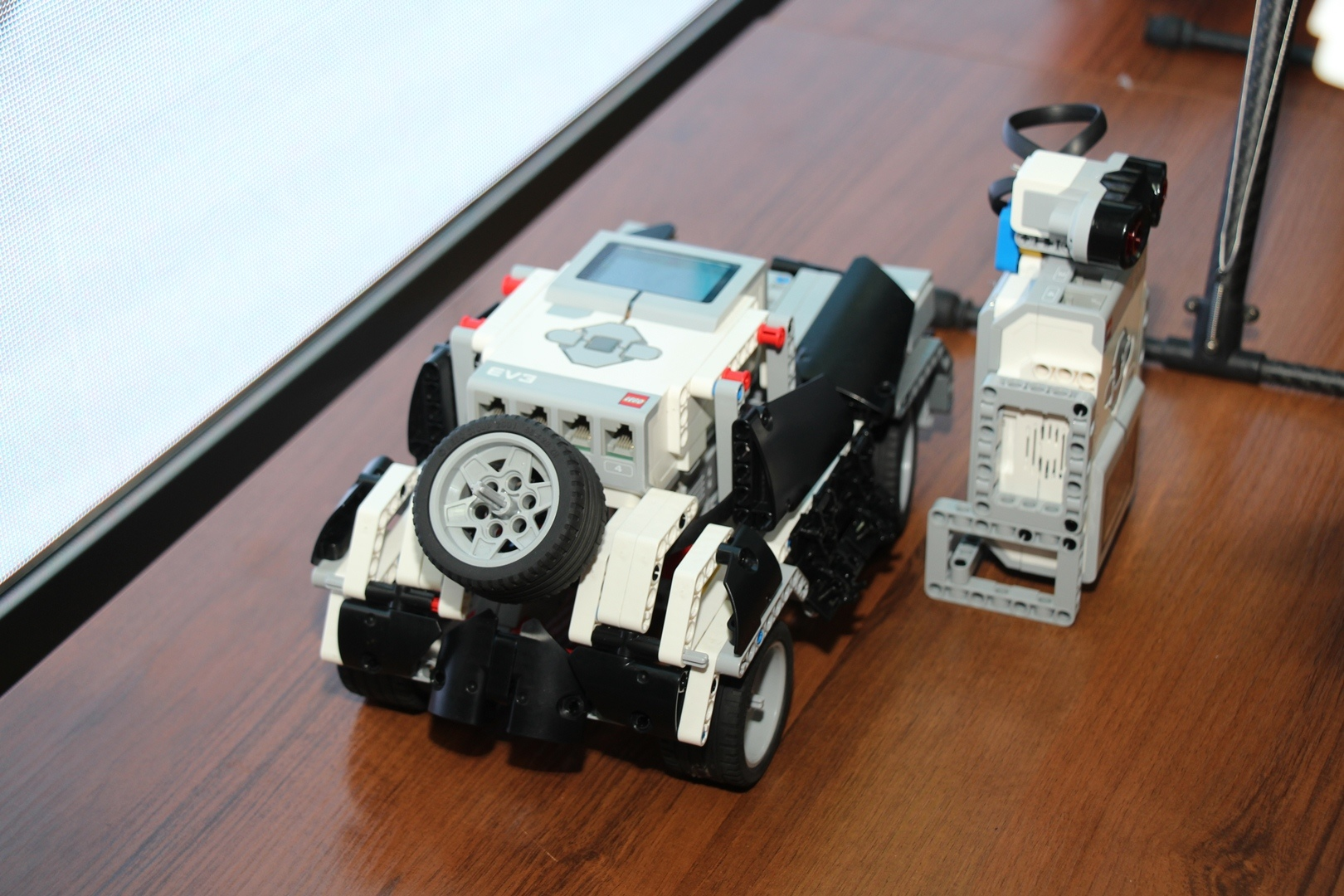
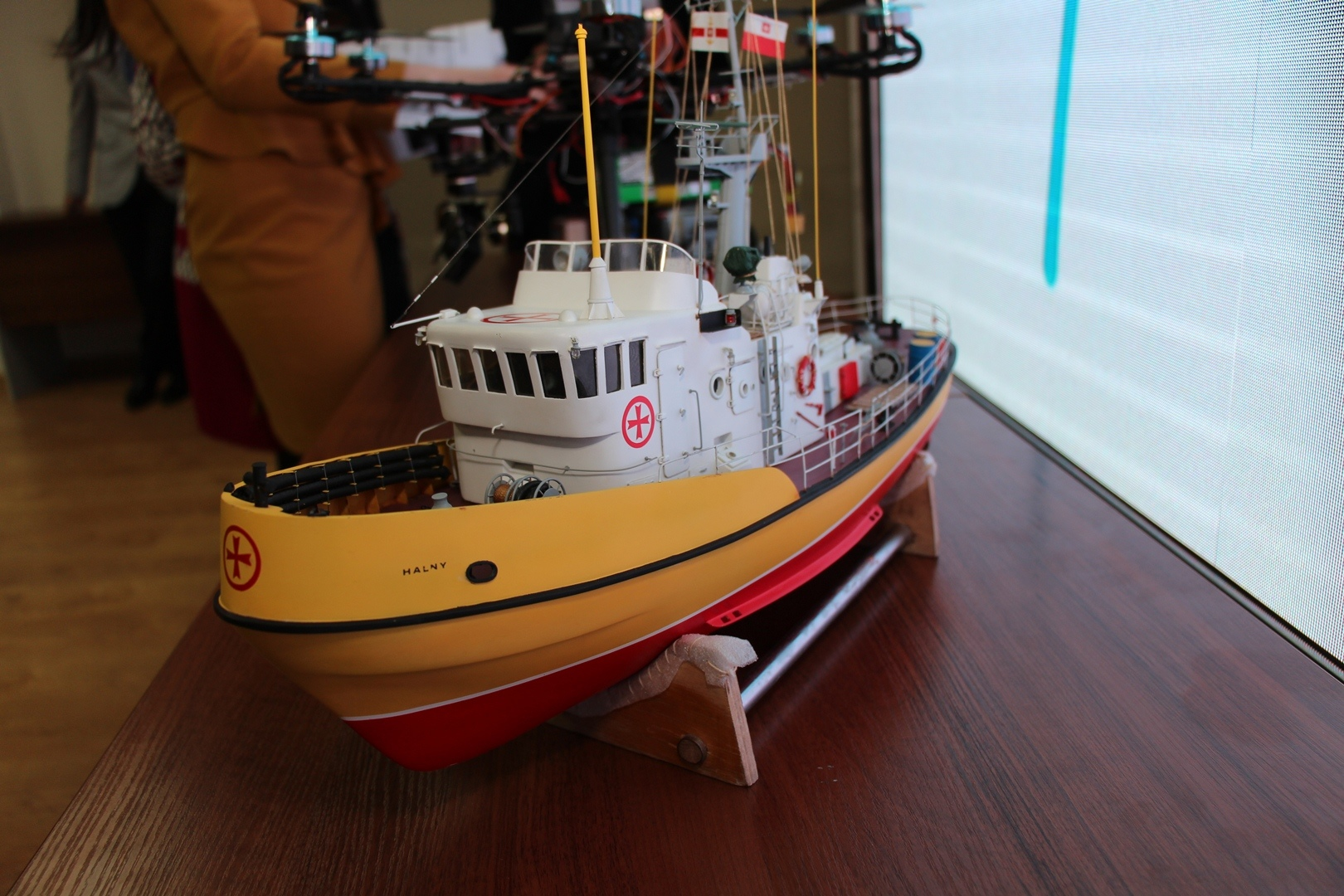
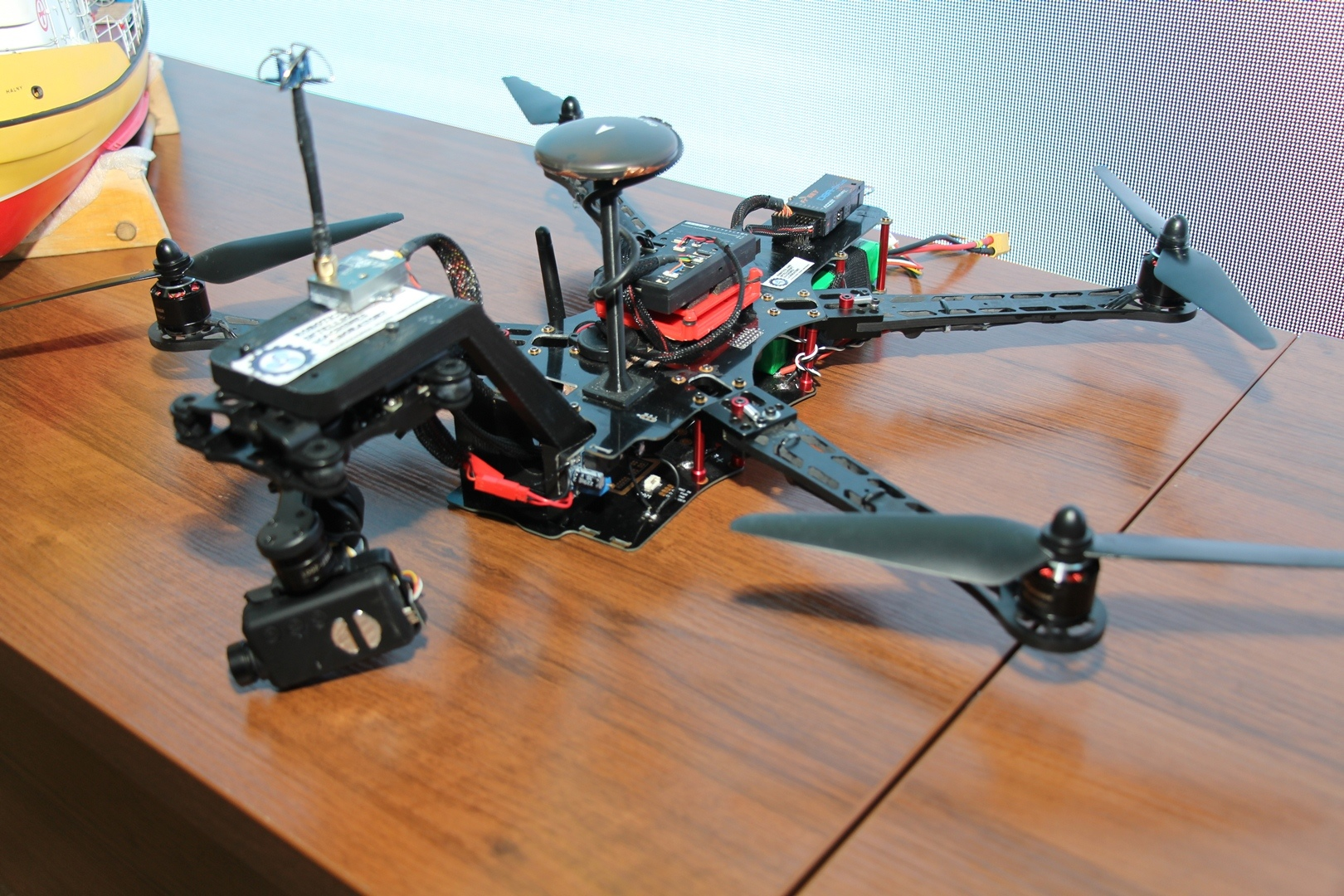
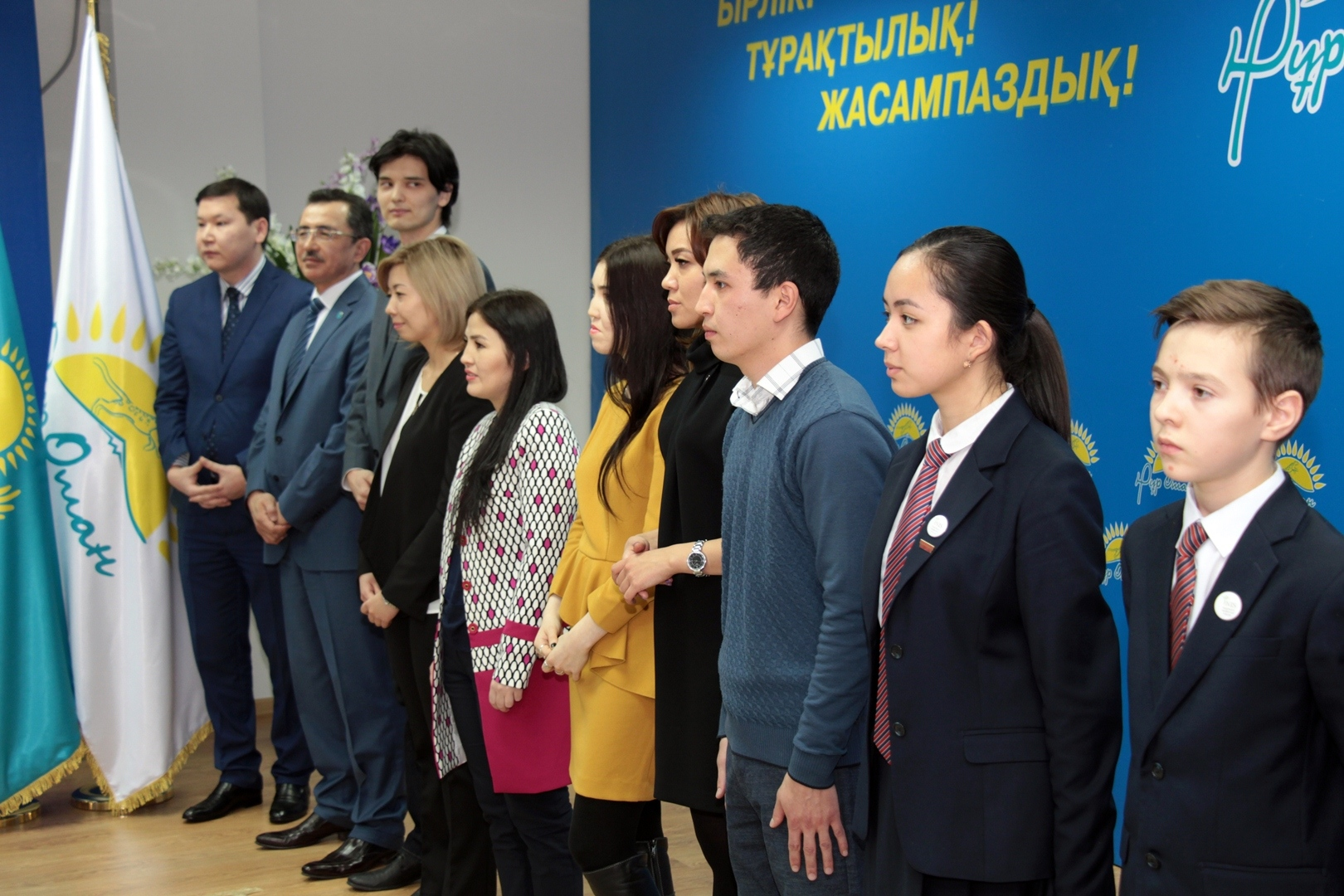
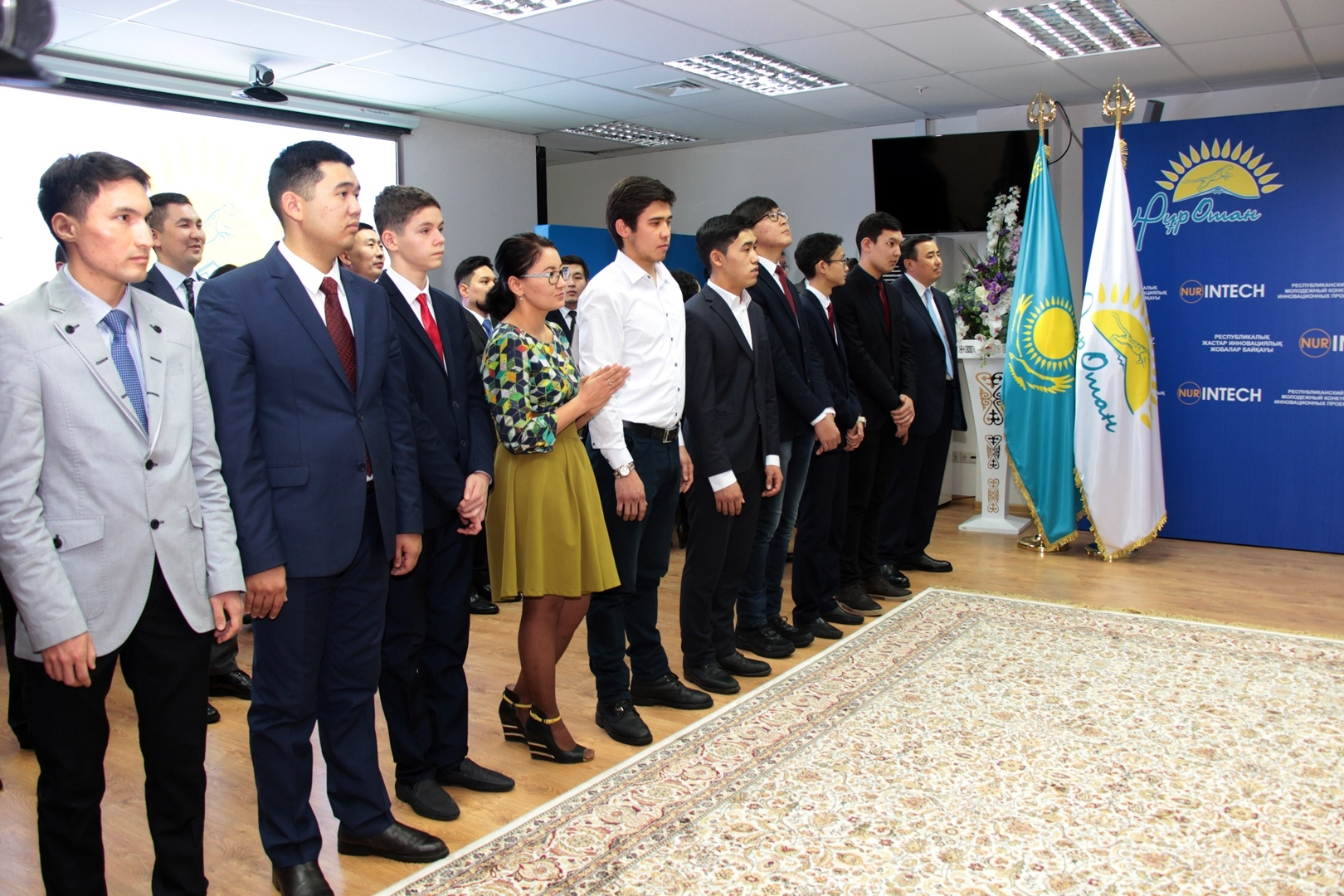
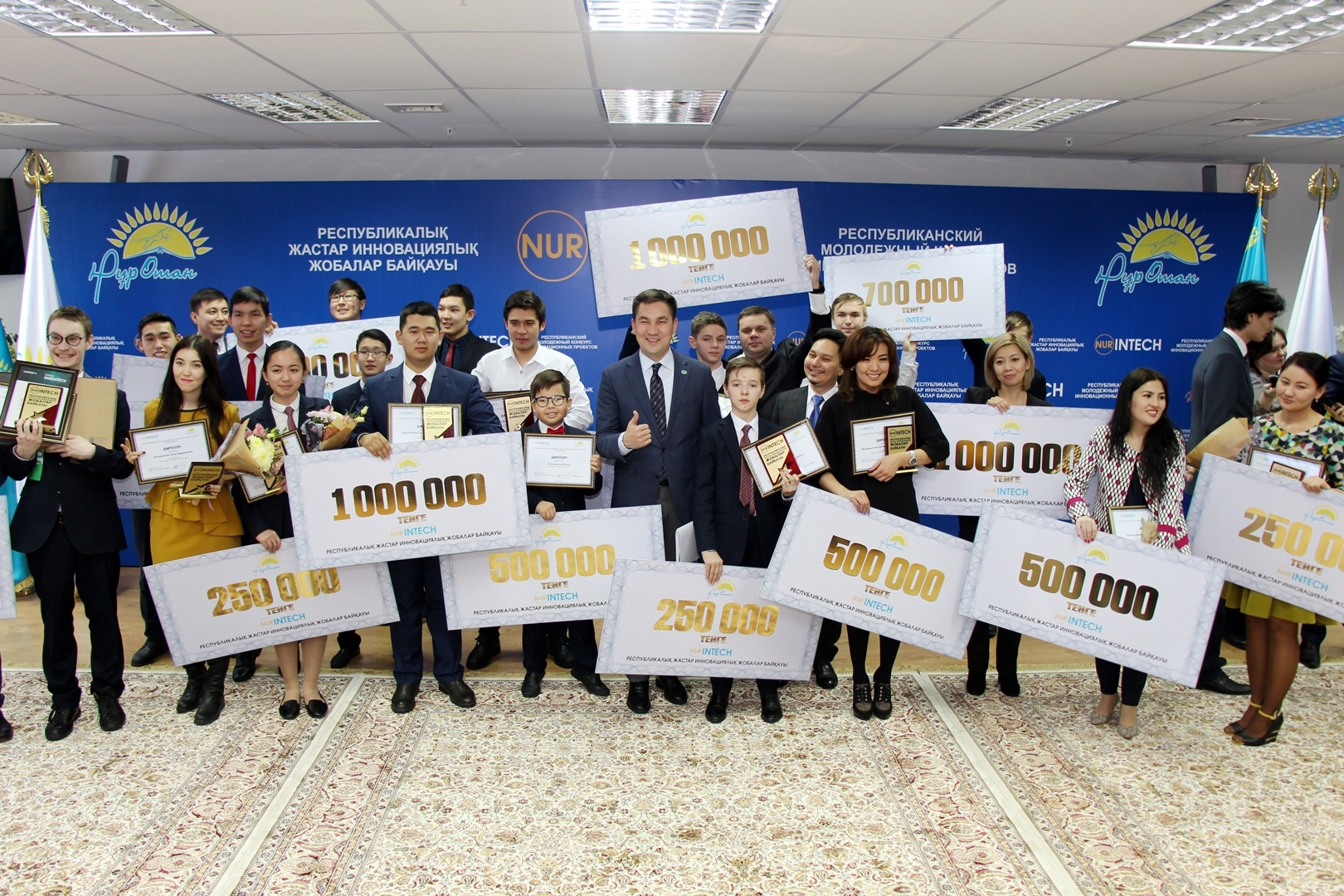

Цель проведения Конкурса — определение наиболее перспективных инноваций и технологий для обеспечения устойчивого роста экономики страны и создание условий для раскрытия и реализации творческих способностей и потенциала молодежи путём вовлечения в научную и инновационную деятельность.
Задачи проведения Конкурса:
1. Стимулирование инновационной научно-исследовательской деятельности ученых, инженерно-технических работников, изобретателей, аспирантов, студентов и школьников;
2. Привлечение молодежи к научно-исследовательской деятельности и техническому творчеству;
3. Создание условий для использования интеллектуального потенциала молодежи в решении научно-технических и социально-экономических задач Республики Казахстан;
4. Содействие в продвижении отечественных инновационных проектов для дальнейшей их коммерциализации и внедрения в производство на национальных предприятиях;
5. Поддержка прогрессивных и новаторских проектов, направленных на развитие энерго- и ресурсосберегающих технологий, наукоемкой экономики.

### «Еркін пікір»

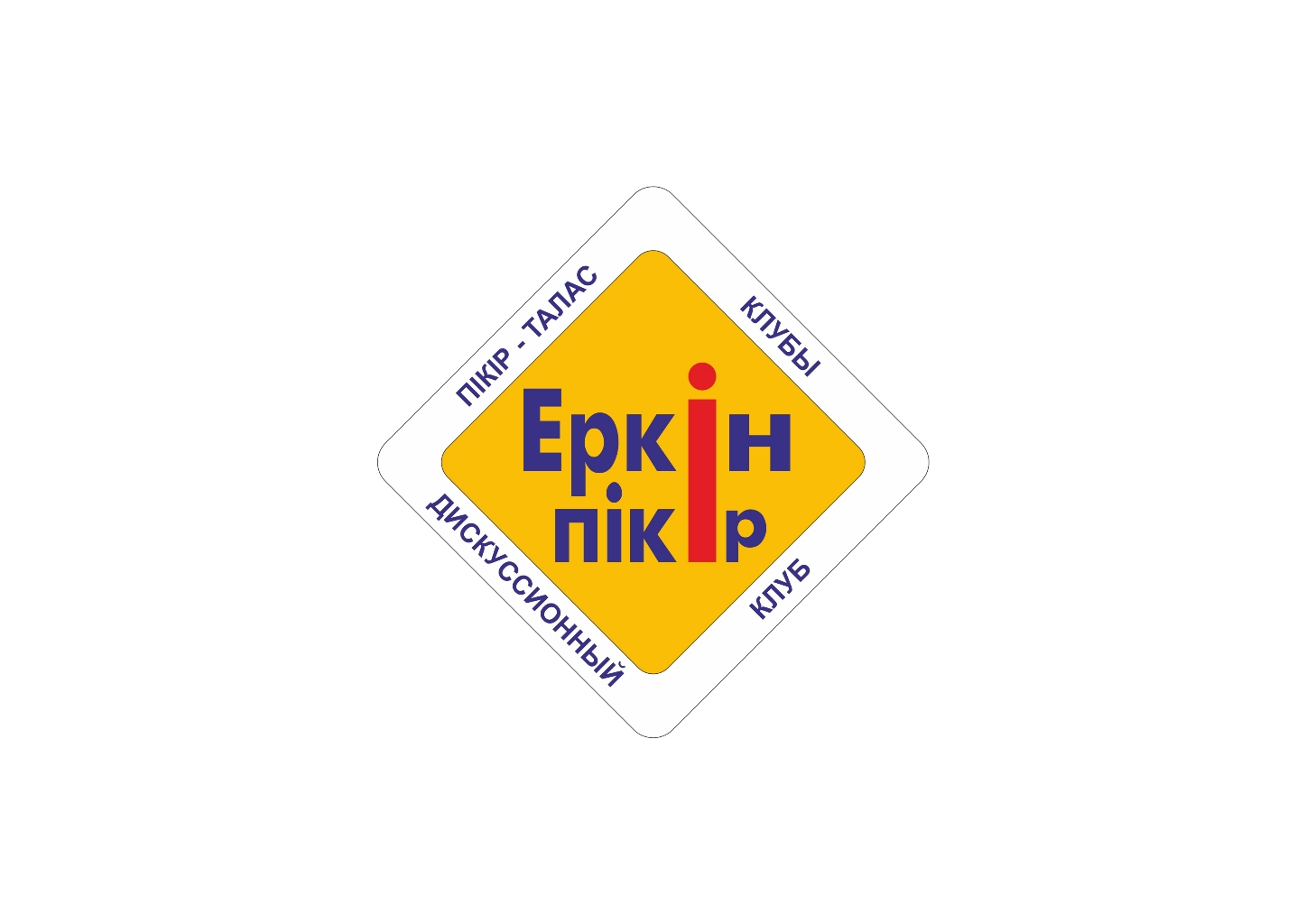
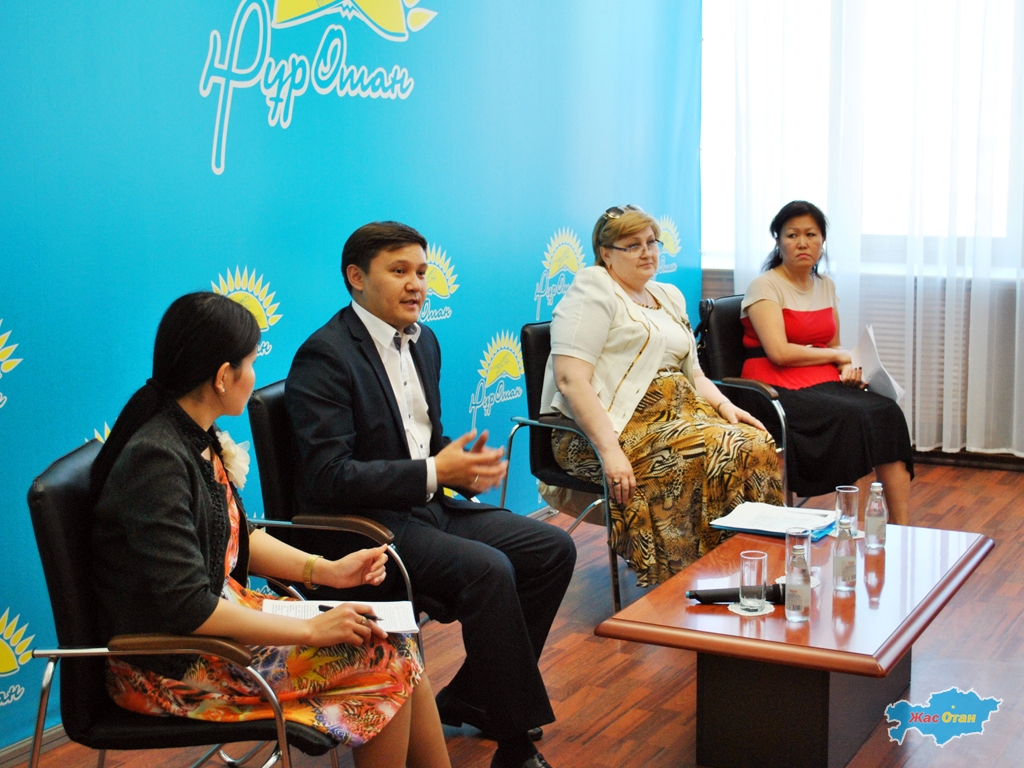
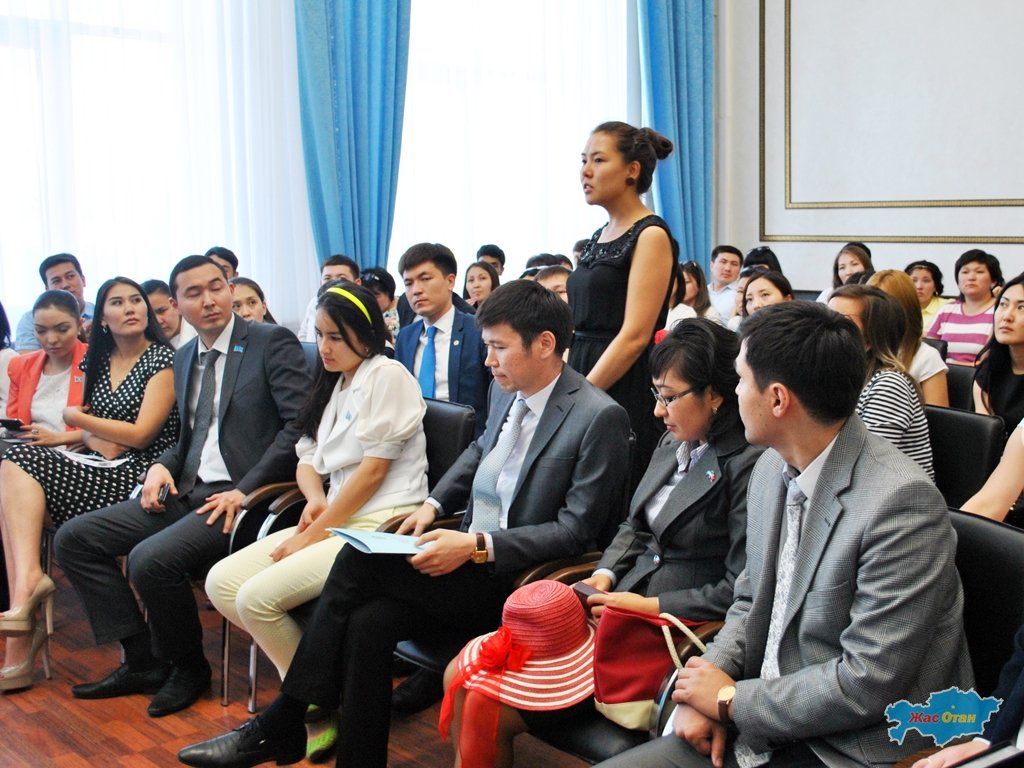
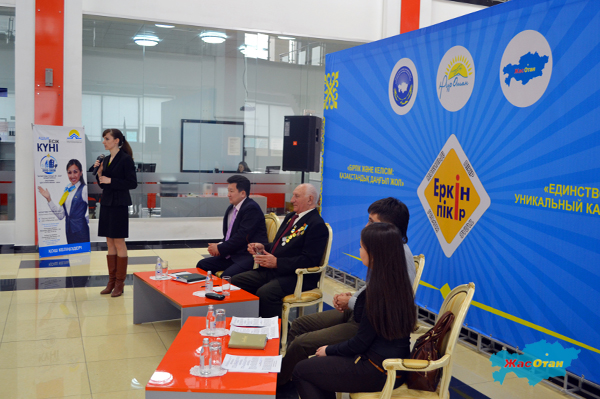
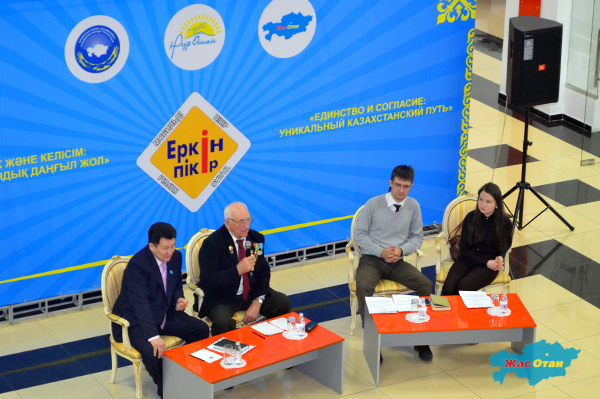
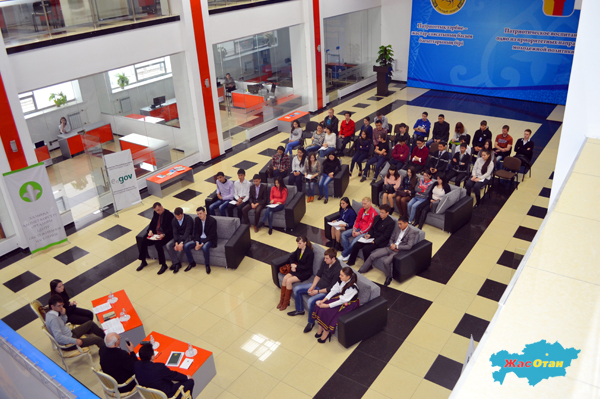

С начала 2009 года по поручению секретаря партии «Нур Отан» Ерлана Карина с целью обмена мнениями, знаниями, а также обсуждения насущных проблем в молодёжной среде на базе молодёжного крыла «Жас Отан» проводятся заседания мобильного дискуссионного клуба «Еркін пікір» (Свободное мнение).
"Дискуссионный клуб «Еркін Пікір» — это место, где каждый сможет высказать свою точку зрения, в культурной форме и прийти к общему мирному консенсусу.
В обществе важно наличие диалоговой площадки, где каждый сможет высказаться и отстоять свою точку зрения, где в условиях свободной конкуренции идей и инициатив могут обсуждаться актуальные вопросы социально-экономической и общественно-политической жизни, приниматься различные точки зрения по самому широкому кругу общественно значимых вопросов.

### «C дипломом — в село!»
В целях реализации Закона Республики Казахстан «О внесении изменений и дополнений в некоторые законодательные акты Республики Казахстан по вопросам социальной поддержки и стимулирования работников социальной сферы сельских населённых пунктов» с июля 2009 года молодёжное крыло «Жас Отан» совместно с Министерством сельского хозяйства Казахстана и организациями-партнёрами «Жас Отана» — Союзом сельской молодёжи Казахстана и Альянсом студентов Казахстана — реализует проект «C дипломом — в село!». В рамках проекта организуются информирование населения через статьи и интервью в СМИ и интернет-ресурсах, был выпущен и транслировался на республиканских каналах видеоролик. На базе региональных филиалов «Жас Отана» проводятся консультации и мероприятия с целью призвать молодёжь ехать жить и работать на селе.

### «Қазақша сөйлесейік!»
Во всех областях страны и в городах Астана и Алматы под эгидой партии «Нур Отан» и молодёжного крыла «Жас Отан» с целями повышения общественной роли государственного языка, привлечения общественного внимания к родному языку, расширения сферы использования казахского языка, проведения разъяснительной работы среди населения проводится общественно-республиканская акция «Қазақша сөйлесейік!» (Давайте говорить по-казахски!). В рамках акции проведены следующие мероприятия: пропаганда государственного языка в пунктах обслуживания населения в Астане; презентация проектов «Аялдама және талап» (Остановка и стремление), «Қазақ тілі курстарын ұйымдастыру» (Организация курсов казахского языка) и «Жұмыспен саяхат» (Работа и путешествие) в городе Костанай; совместное мероприятие с общеобразовательными учреждениями в Жамбылской области, проведение встречи с центрами обучения казахского языка «Государственный язык: перспективы и проблемы» в городе Караганда и другие.

## Международное сотрудничество

Специальная молодежная сессия «Мир. XXI Век.»
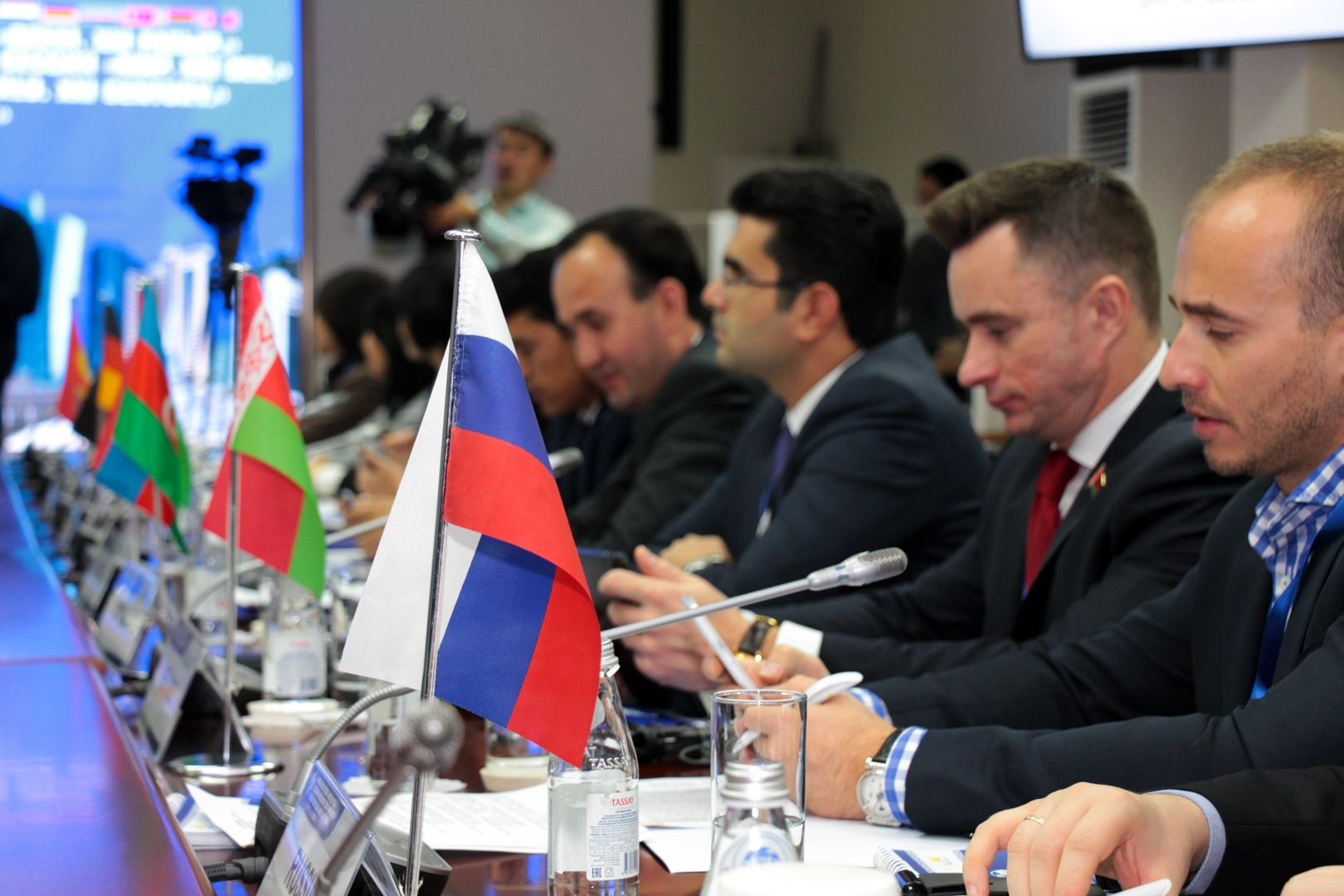
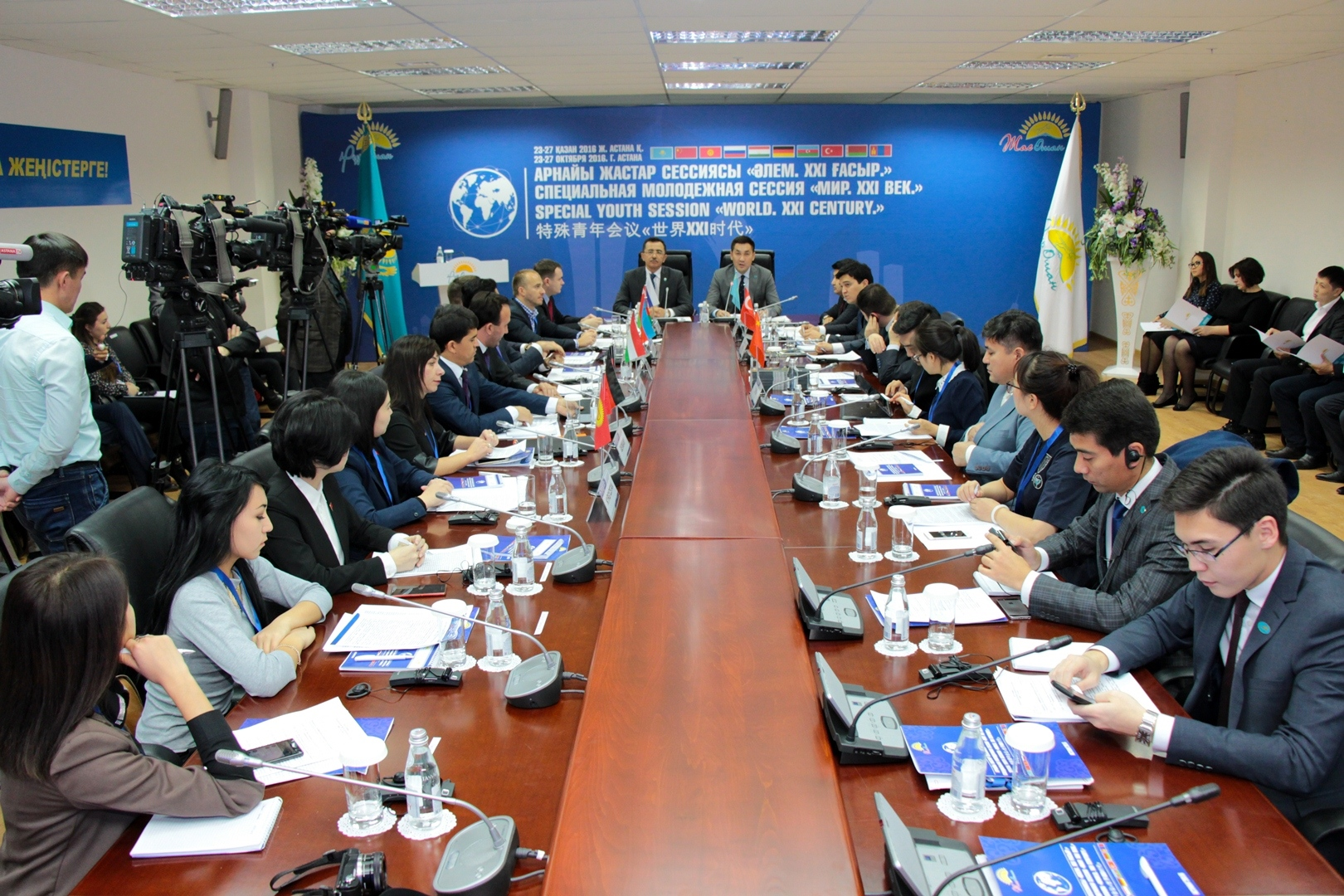
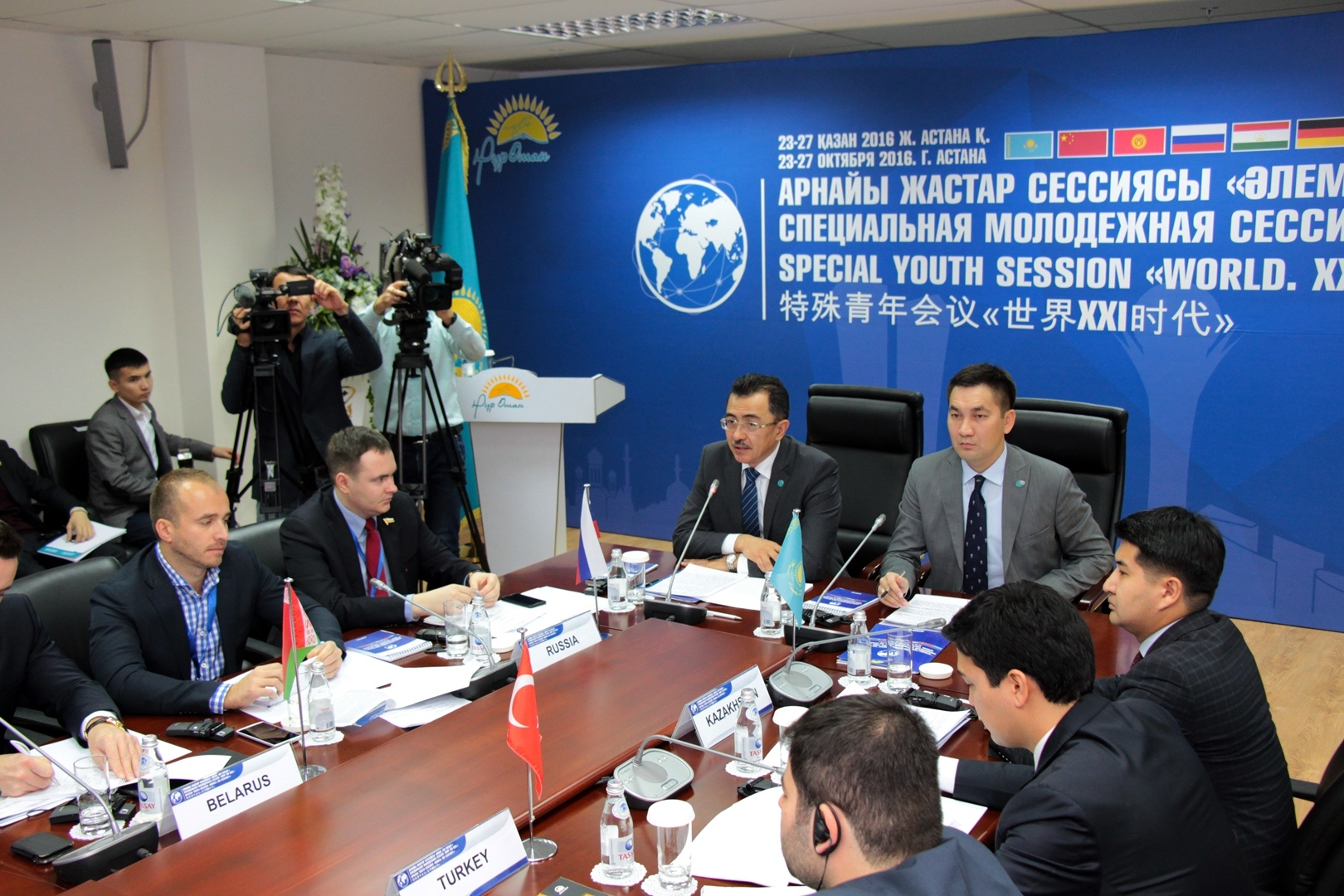
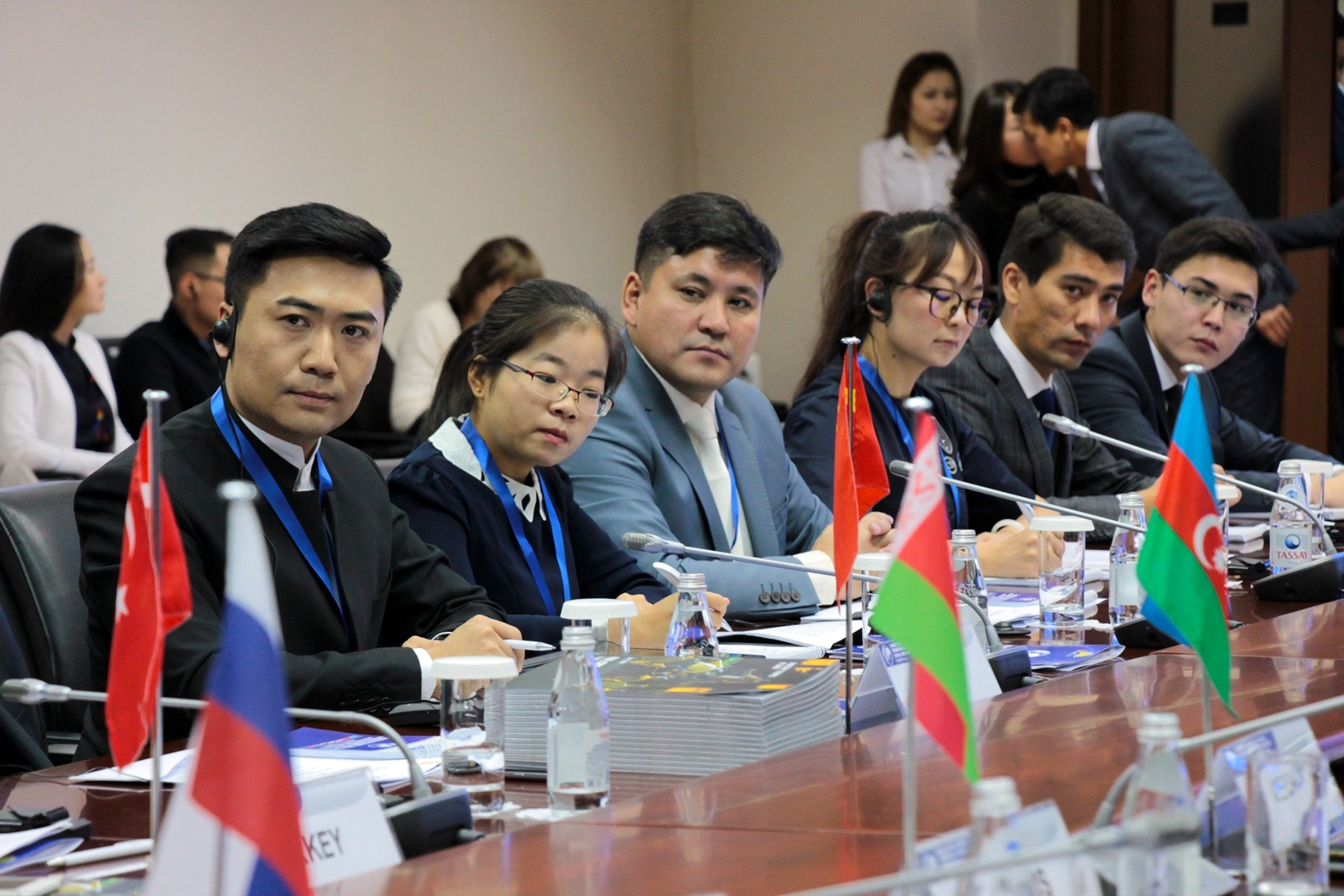
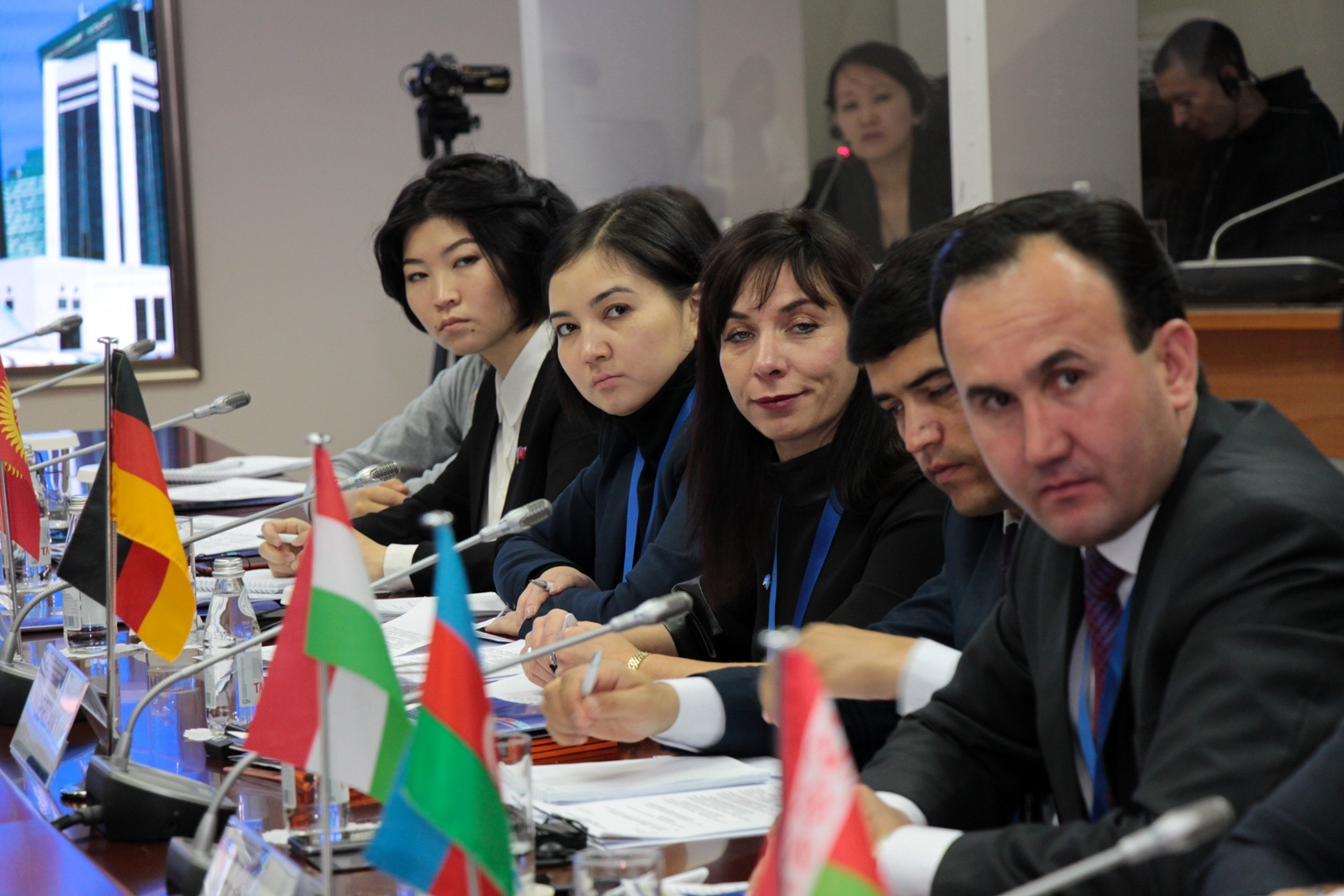
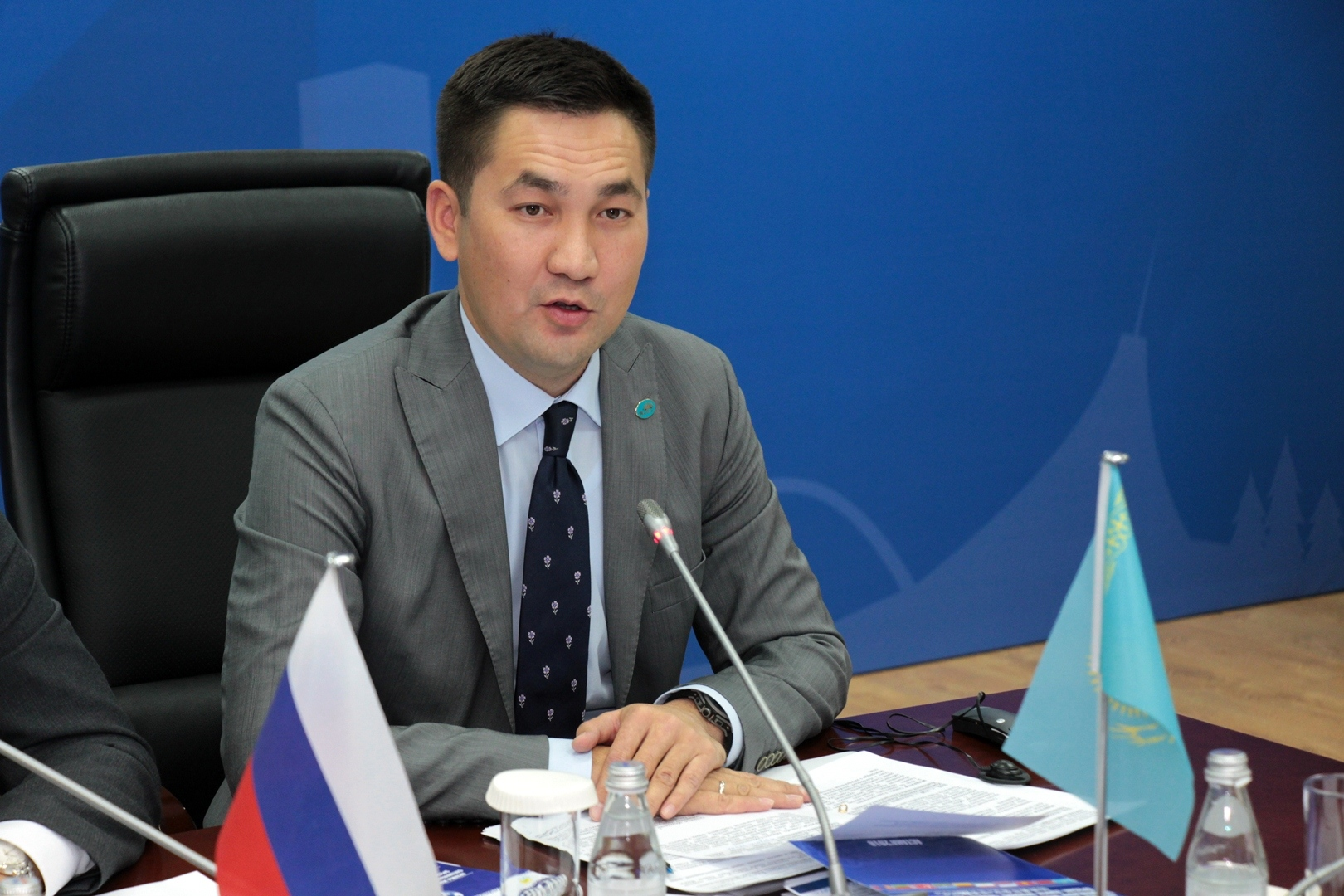
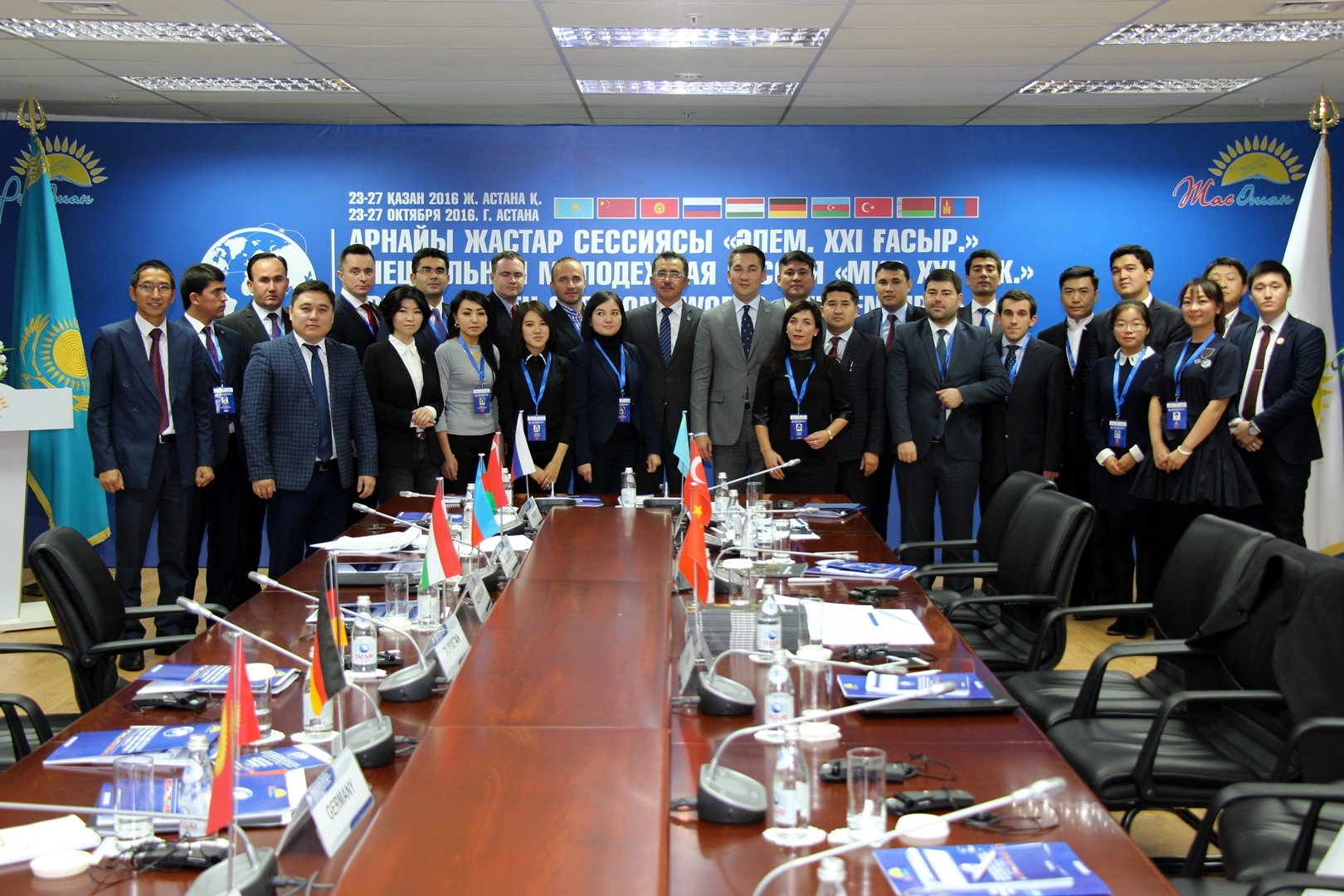
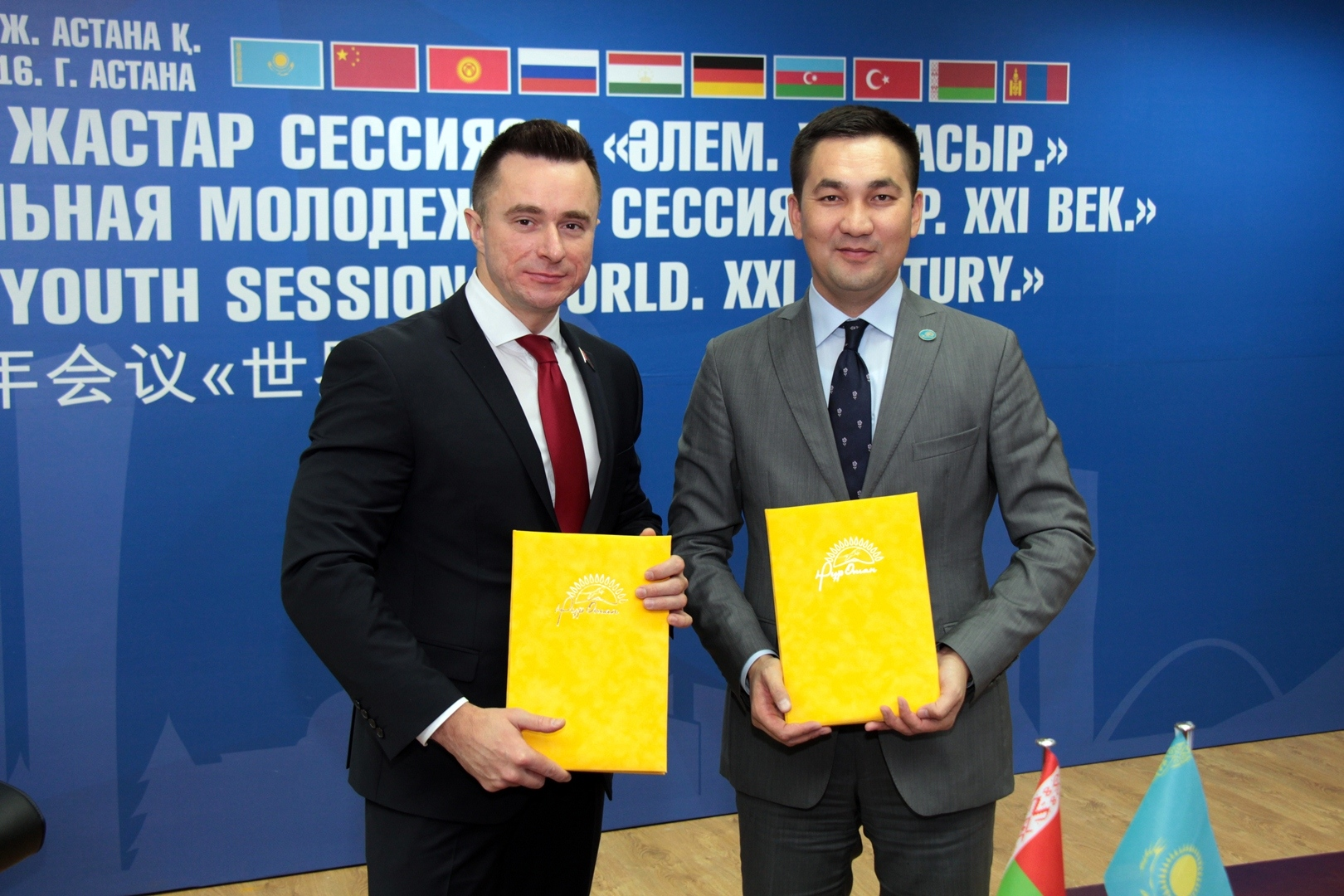
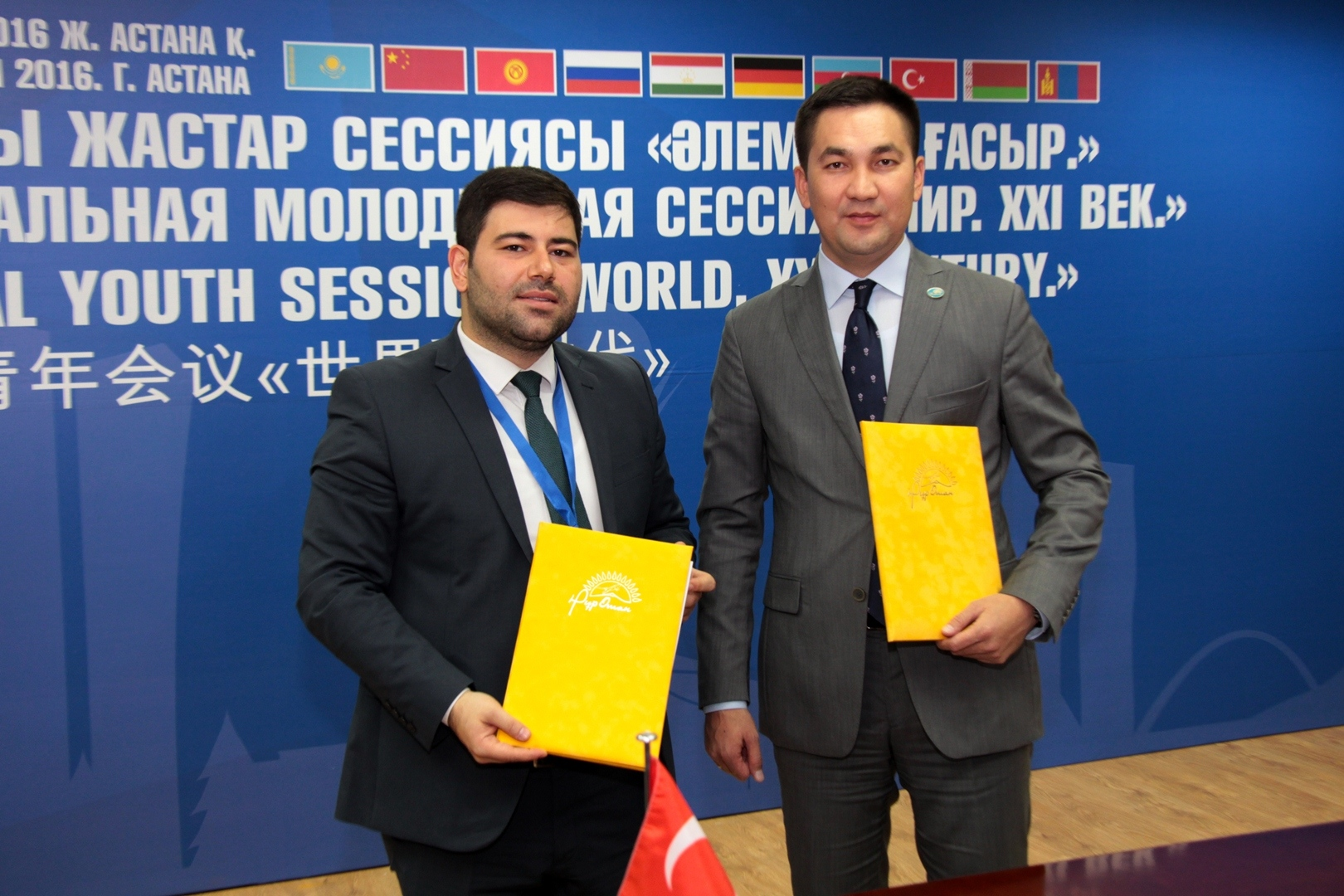

Подписаны меморандумы о совместной работе с партнерами из Белорусского Республиканского союза молодежи и Молодежным крылом партии Справедливости и Развития Турецкой Республики (AK Party).
В 2016 году по линии международного сотрудничества представители МК «Жастар рухы» участвовали в следующих мероприятиях:
— в семинаре для молодых лидеров государств Евразийского региона под общими названиями: «К мечте на Великом Шелковом пути» и «Молодежное предпринимательство — новый пульс для развития экономического пояса Шелкового пути», где были обсуждены дальнейшие перспективы молодежного предпринимательства на пространстве ШОС;
— на девятом заседании Молодежного Совета ШОС прошедшем в г. Астрахань Российской Федерации, где Национальной частью России был предложен ряд совместных проектов на пространстве ШОС;
— на международном фестивале «Студенческая весна стран БРИКС и ШОС», где группа «Қазақ қыздары» ЕНУ им. Л. Н. Гумилева заняли первое место в номинации «Эстрадное пение».
— 23-27 октября 2016 года в г. Астана прошла специальная молодежная сессия «Мир. XXI Век.». Мероприятие прошло в поддержку Манифеста Президента «Мир. XXI Век.», озвученного на Генеральной Ассамблее ООН. В сессии приняли участие представители ведущих молодежных организаций 9 стран: Россия, Китай, Беларусь, Турция, Германия, Монголия, Кыргызстан, Азербайджан и Таджикистан. По итогам сессии было принято обращение участников специальной молодежной сессии «Мир. XXI Век.».

## Структура
Членство в «Жастар Рухе» является индивидуальным, добровольным и фиксированным, членами организации могут стать на основании личного письменного заявления граждане Казахстана, достигшие возраста 16 лет, которые разделяют и поддерживают цели и задачи молодёжного крыла и активно участвуют в их реализации. Членам молодёжного крыла «Жастар Рух» выписываются удостоверение и учётная карточка.
Организационную основу Жастар Руха составляют первичные отделения по месту жительства членов организации, в организациях различных организационно-правовых форм кроме государственных органов и органов местного самоуправления. Первичные отделения создаются при наличии не менее трёх членов по решению районного (городского) совета.
Высшим руководящим органом молодёжного крыла «Жастар Руха» является съезд, который созывается по решению центрального совета МК «Жас Отан» не реже одного раза в четыре года или по мере необходимости. Делегаты съезда избираются на конференциях областных, городов Астана и Алма-Ата филиалов организации, в отдельных случаях — на заседаниях советов филиалов «Жас Отана» при участии представителей от всех городских и районных филиалов. Съезд принимает решения большинством голосов присутствующих делегатов.
Руководящим органом «Жастар Руха» является центральный совет, который занимается реализацией молодёжной политики и руководства деятельностью филиалов молодёжного крыла в период между съездами. В состав Центрального совета входят представители областных, городов Астана и Алма-Ата филиалов организации, активисты и лидеры других молодёжных организаций, избираемые на съезде на срок полномочий — четыре года.
Высшими руководящими органами областных, городов Астана и Алма-Ата, городских (районных) филиалов «Жас Отана» являются соответствующие конференции, которые созываются по решению совета филиала по мере необходимости, но не реже одного раза в два года. Делегаты конференций областных филиалов, а также филиалов в городах Астана и Алма-Ата избираются на конференциях городских (районных) филиалов «Жастар Рух», в отдельных случаях по решению исполнительного секретаря регионального филиала.
Руководящими органами областных, городов Астана и Алма-Ата и городских (районных) филиалов молодёжного крыла «Жастар» являются советы филиалов, которые избираются на конференции областных филиалов, филиалов в городах Астана и Алматы по согласованию с исполнительным секретарём «Жас Отана». Состав совета городского (районного) филиала избирается на конференции городского (районного) филиала по согласованию с исполнительным секретарём областного, городов Астана, Алматы филиала «Жас Отана».

## Критика
До регистрации молодёжного общественного объединения Жастар Рухы подвергался критике, в том числе со стороны руководства партии в связи с малым количеством заседаний республиканского совета молодёжного крыла «Жастар Рухы» и разовостью мероприятий, не связанных между собой. После регистрации политолог Айдос Саримов отметил, что организация «очень напоминает комсомольские времена» и «для полного счастья и гармонии не хватает только „пионеров“ и „октябрят“».
Заместитель председателя ОСДП Амиржан Косанов в феврале 2008 года отмечал, что Жастар Рух «пользуется незаконными привилегиями в плане организации мероприятий, освещения в СМИ», по его мнению «вызывает раздражение неподготовленность говорящих голов, никчемность и пустопорожность инициатив». Он также назвал характер создания Жастар Руха«искусственным», так как «молодых людей без их согласия загоняют туда, куда они не хотят».